# Rathaus Münster

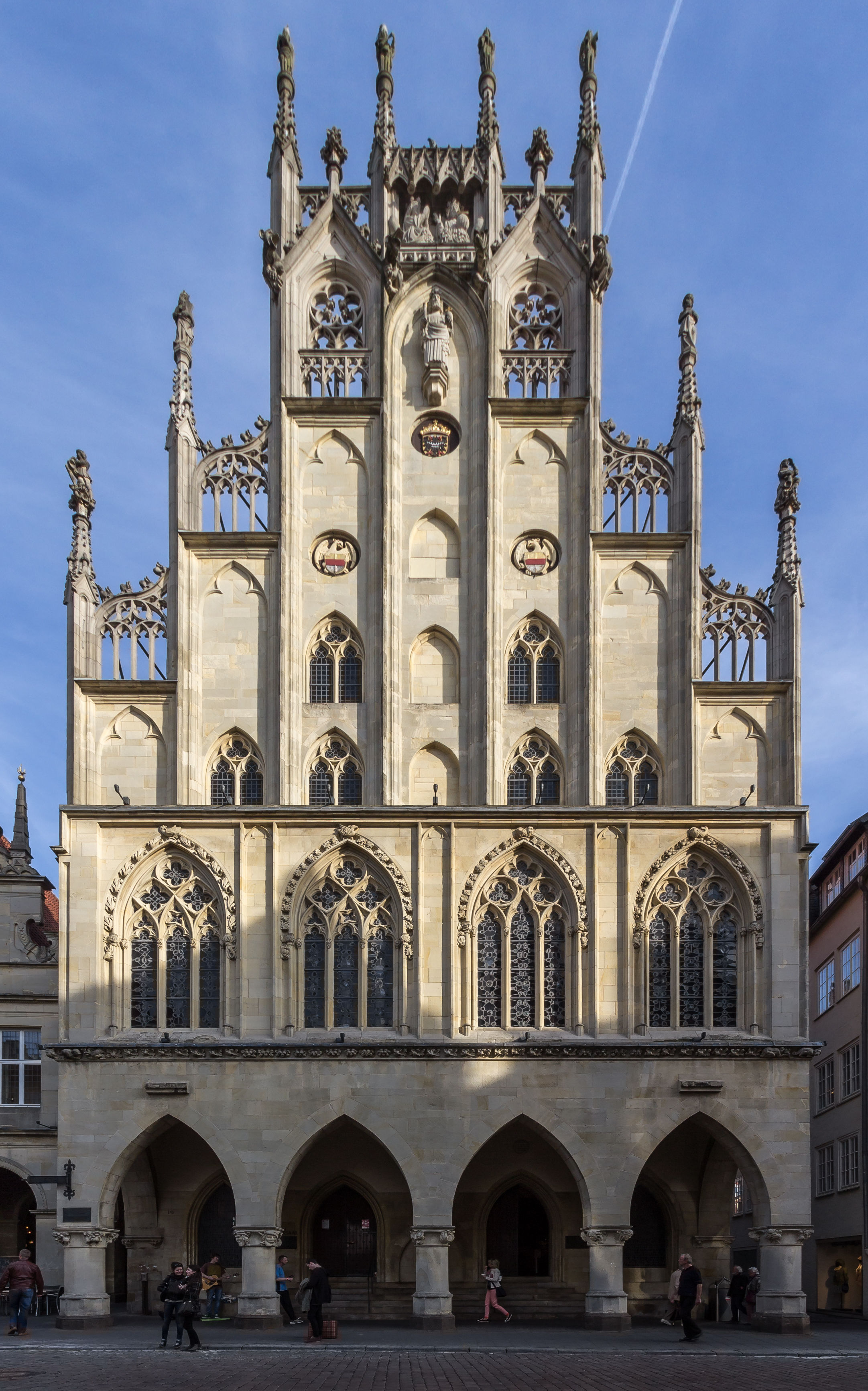
Rekonstruierte Fassade des Rathauses der Stadt Münster (2014)

Das historische Rathaus von Münster, Prinzipalmarkt 10, ist neben dem St.-Paulus-Dom eines der Wahrzeichen der Stadt.
Bekanntheit erlangte Münsters Rathaus während der Verhandlungen zum Westfälischen Frieden in Münster und Osnabrück, der den Dreißigjährigen Krieg in Europa beendete. Zugleich ist es der Geburtsort der modernen Niederlande, da mit dem Frieden von Münster während des Kongresses am 15. Mai 1648 auch der 80-jährige Spanisch-Niederländische Krieg beendet wurde. Gleichzeitig mit den Niederlanden schied auch die Schweiz aus dem Heiligen Römischen Reich aus. Bis zur weitgehenden Zerstörung des ursprünglichen Bauwerkes im Zweiten Weltkrieg galt es und gilt erneut seit dem Wiederaufbau als eines der bedeutendsten profanen Baudenkmäler der Gotik.
Das Gebäude wird immer noch gelegentlich für Ratssitzungen genutzt. Der Amtssitz des Oberbürgermeisters und die Stadtverwaltung sind jedoch seit 1907 in einem Stadthaus genannten Gebäudekomplex auf angrenzenden Grundstücken an der Klemensstraße 10, der Heinrich-Brünig-Straße und der Syndikatsgasse untergebracht.
Am 15. April 2015 würdigte die Europäische Kommission die Schlüsselrolle des Westfälischen Friedens für das vereinte Europa, indem sie die Rathäuser in Münster und Osnabrück als „Stätten des Westfälischen Friedens“ mit dem Europäischen Kulturerbe-Siegel auszeichnete.
Das Rathaus ist eine der Hauptattraktionen für Touristen, die Münster besuchen. Im Jahr 2012 wurden beispielsweise rund 120.000 Besucher gezählt.

## Geschichte
Da sämtliche Dokumente des Archivs der Stadt mit ihrer Geschichte während der Herrschaft der Täufer in den Jahren 1534 und 1535 vernichtet wurden, beruhen alle Informationen bis in die 1530er-Jahre auf Dokumenten, die außerhalb der Stadt beziehungsweise des Stadtarchivs aufbewahrt wurden. Dementsprechend sind die geschichtlichen Abschnitte bis in die Zeit der 1530er-Jahre nicht exakt datierbar.

### Entstehung

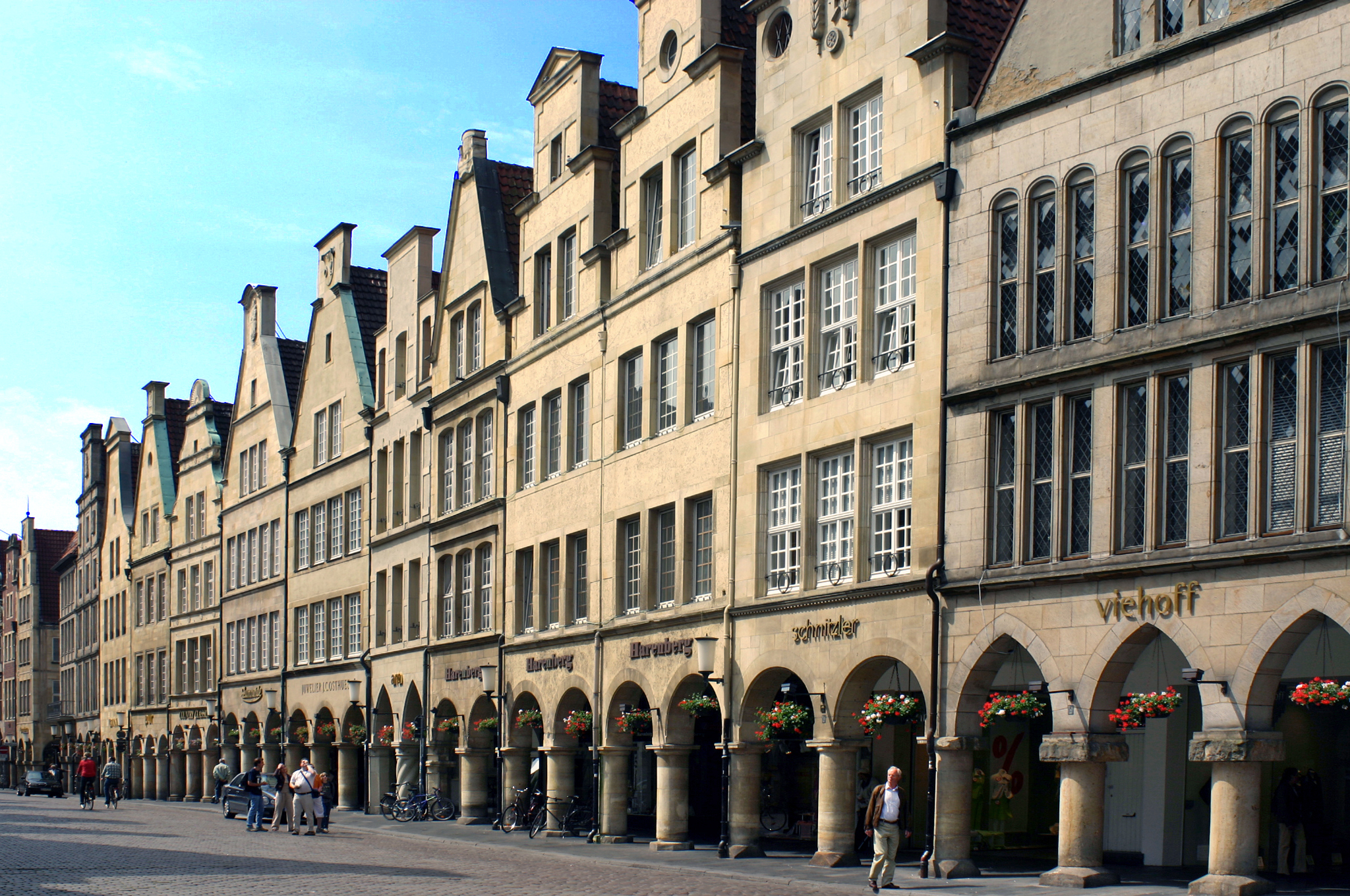
Der charakteristische Bogengang des Prinzipalmarktes

Als Münster um das Jahr 1170 das Stadtrecht erhielt, benötigten die Ratsmitglieder des Stadtrates, der im Mittelalter exklusiv durch Erbmänner besetzt war, die als Richter und Schöffen fungierten, einen Ort, an dem Versammlungen und Gerichte abgehalten werden konnten. Es entstand ein erstes einfaches Gebäude direkt gegenüber dem Michaelistor zur Domburg und dem bischöflichen Dombereich in der Nähe des Prinzipalmarktes. Dieser wurde bereits einige Jahre zuvor gegen Mitte des 12. Jahrhunderts angelegt. Bei diesem ersten Bau eines Rathauses handelte es sich um einen einfachen und schnell errichteten Fachwerkbau. Es ist davon auszugehen, dass er um 1170 oder kurz danach errichtet wurde, um den Ratsmitgliedern möglichst kurzfristig ein eigenes Versammlungsgebäude zur Verfügung stellen zu können.
Bereits bei der ersten Parzellierung des Prinzipalmarktes wurde vermutlich – damals im Einvernehmen mit dem Bischof als Stadt- und Landesherrn – der Platz für ein Rathaus an diesem Ort freigehalten, da auf alten Katasterkarten an der Position des Rathauses eine freie Fläche mit doppelter Parzellenbreite der übrigen Gebäude vermerkt ist. Die Wahl dieser Position zeugt von einem hohen Selbstbewusstsein der Bürger von Münster, die durch ihren ebenso exklusiven wie reichen Stadtadel, die sog. Erbmänner, vertreten wurden, da sie damit das Rathaus in direkter Sichtlinie zum St.-Paulus-Dom und dem bischöflichen Palais bauten, um ihrem Streben nach Freiheit und dem Machtanspruch auf Selbstverwaltung gegenüber dem Bischof Nachdruck zu verleihen. Für den Bischof selbst kam die später sehr prachtvolle Ausgestaltung des Rathauses an diesem Ort jedoch eher einer offenen Provokation gleich, musste er doch auf dem Weg von seinem Palais zum Dom gezwungenermaßen auf das Rathaus der Bürger schauen. Zusätzlich hervorgehoben werden sollte das Selbstbewusstsein der reichen Hansestadt gegenüber ihrem bischöflichen Landesherren gegen Ende des 14. Jahrhunderts, als das Rathaus auch noch mit einer prachtvollen Fassade geschmückt werden sollte.

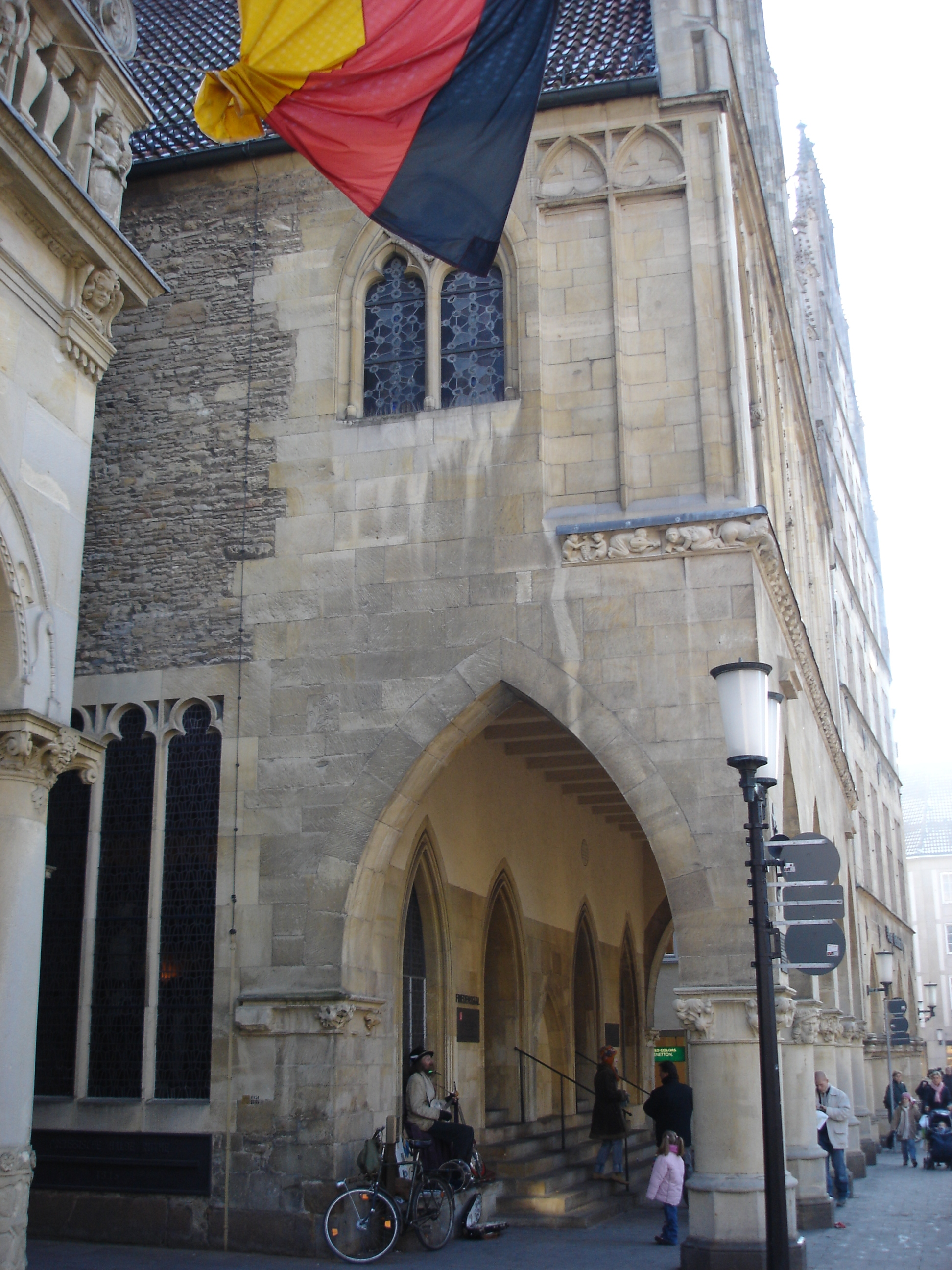
Deutlich zu erkennen, wo die Bogenhalle an die ältere Bürgerhalle angebaut wurde.

Dieser anfängliche Fachwerkbau stand noch mit einem Abstand von circa 12 m zur Marktstraße des Prinzipalmarkts und wurde wahrscheinlich bereits vor dem Jahr 1200 durch einen massiven Steinbau mit den Abmessungen 14,50 m × 18 m ersetzt. Für das Jahr 1250 ist dieser Bau dann das erste Mal als Versammlungsort der Schöffen bezeugt. Dessen unterer Teil, die Ratskammer, ist auch als Friedenssaal bekannt. Zu Beginn des 14. Jahrhunderts wurde vor dem bereits existierenden Bau ein weiteres Gebäude direkt bis an den Prinzipalmarkt heran gebaut, um der Bürgerschaft einen Ort für Versammlungen verfügbar zu machen. Die Erweiterung zur Vorderseite hin kann auf das weiter gestiegene Selbstbewusstsein der Bürger zurückgeführt werden, die sich mit ihrem Rathaus nicht mehr in der Häuserzeile des Prinzipalmarktes „verstecken“ wollten. Diese Bürgerhalle entstand vermutlich um das Jahr 1320, als u. a. Johann III. von Deckenbrock Bürgermeister war. Gegen Ende des 14. Jahrhunderts, vermutlich um 1395, wurde die Halle durch einen 4 m langen Vorbau erweitert, der in den Markt hineinragt. Getragen wurde und wird dieser Vorbau durch fünf Rundpfeiler direkt am Straßenrand. Er ist Teil des charakteristischen Bogengangs des Prinzipalmarktes. Seine Fassade wurde mit kostbaren Verzierungen versehen, insbesondere dem sogenannten Schaugiebel.

### 16. Jahrhundert bis Zweiter Weltkrieg
In den Jahren 1576 und 1577 wurde das Dach des hinteren Gebäudeteils über der Ratskammer und der darüberliegenden Rüstkammer umgebaut. Das ursprüngliche Satteldach in Nord-Süd-Richtung wurde abgetragen und durch ein neues Giebeldach in Ost-West-Richtung wie das des vorderen Gebäudeteils ersetzt. Die beim Umbau beteiligten Handwerksmeister sind durch ihre Meisterzeichen in blauen Klinkersteinen im Ostgiebel zu erkennen. Zusätzlich entstand zum östlich des Rathauses errichteten „Gruthaus“ ein Anbau, der auch als „kleine Ratskammer“, „Stoveken“ („Stübchen“, ab 1602) oder „Winterratskammer“ (1773/76) bezeichnet wurde und aus zwei Etagen bestand. Die Bezeichnung als Winterratskammer verdankte es dem Problem der Beheizung der Ratskammer: Während die in der Nähe des Kamins sitzenden Ratsmitglieder schweißgebadet waren, froren die am anderen Ende des Raumes befindlichen Mitglieder. In den Wintermonaten wurden Ratssitzungen daher oft in die kleine Ratskammer verlegt. Dieser 1892 um eine dritte Etage erweiterte Anbau existiert seit der Zerstörung im Zweiten Weltkrieg und dem Wiederaufbau in den 1950er-Jahren allerdings nicht mehr. Er wurde durch einen neuen Treppenturm ersetzt.

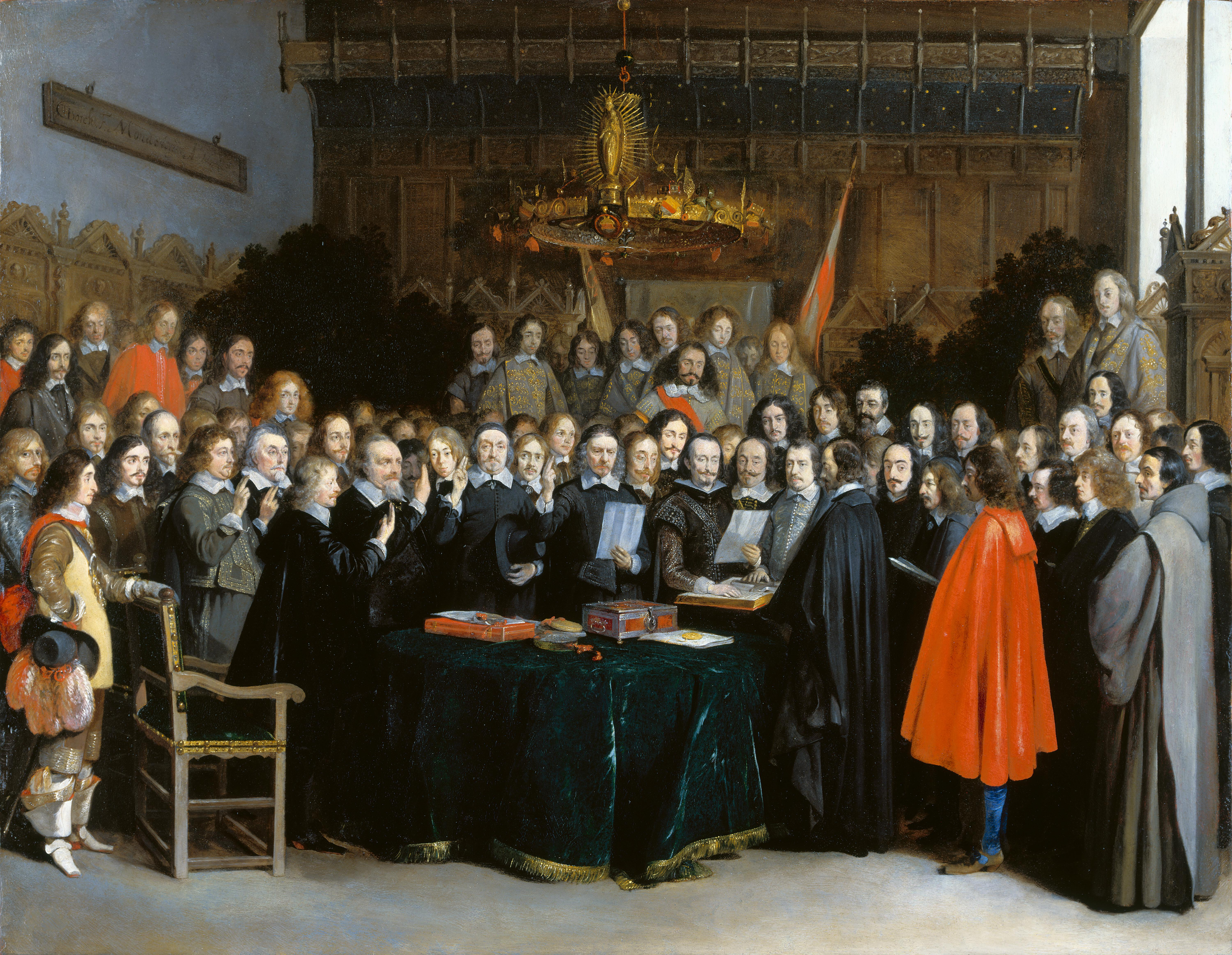
Gerard ter Borch: Der Friede von Münster. Beschwörung des Spanisch-Niederländischen Friedens im Rathaus zu Münster

Berühmtheit erlangte das Rathaus neben dem Osnabrücker Rathaus während des Westfälischen Friedenskongresses zwischen 1643 und 1648, der den Dreißigjährigen Krieg in Europa beendete. In Vorbereitung auf den Kongress wurde die Stadt für neutral erklärt. Am 27. Mai 1643 verlas der kaiserliche Reichshofrat Johann Krane in der Ratskammer die Neutralitätserklärung des Kaisers, ein Vertreter des Fürstbischofs verlas eine entsprechende Erklärung. Sie entband die Stadt für die Zeit der Verhandlungen von ihren Pflichten dem Reich und dem Hochstift gegenüber. Den nach und nach zum Kongress angereisten über 150 Gesandten wurde in der Ratskammer jeweils ein städtischer Empfang bereitet. Dabei wurden sie mit einem Schluck aus einem Pokal, dem sogenannten „Goldenen Hahn“, begrüßt. Eigens zum Anlass der Verhandlungen erhielt der Maler und Künstler Everhard Alerdinck den Auftrag, das Rathaus zu verschönern. Dazu bemalte er den Giebel 1646 mit Ölfarbe neu und „illuminierte“ ihn mit Bleiweiß. Seit dem 18. Jahrhundert setzte sich für die Ratskammer die heute gebräuchliche Bezeichnung Friedenssaal durch. Der Westfälische Friede wurde jedoch weder im Rathaus verhandelt noch ratifiziert. Allenfalls der Friede von Münster vom 15. Mai 1648 wurde in der Ratskammer durch den Austausch der unterzeichneten Verträge beschworen. Er gilt als Geburtsstunde der Niederlande, nachdem Spanien und die sieben niederländischen Provinzen nach dem Achtzigjährigen Krieg Frieden schlossen und den Niederlanden ihre Unabhängigkeit gewährt wurde. Ansonsten diente das Rathaus den Gesandten auch zu regelmäßigen Treffen außerhalb der Verhandlungen in den einzelnen Quartieren.
Gegen Ende der 1850er Jahre entstand der Wunsch nach einem städtischen Festsaal im Obergeschoss des Rathauses. Dazu sollte der Dachraum miteinbezogen werden, der bis dahin weitestgehend ungenutzt war. Am 29. April 1858 entschlossen sich die Stadtverordneten daraufhin zunächst nur eine Skizze und einen Kostenvoranschlag einzuholen. Der Umbau wurde am 12. Dezember 1858 beschlossen und Entwürfe vom Bauinspektor Hauptner sowie vom Eisenbahn-Inspektor Keil angefordert. Der Baubeginn verzögerte sich jedoch unter anderem weil der beauftragte Baumeister Julius Carl Raschdorff ablehnte und zudem vorgenommene Änderungen am Bauplan aufgrund politischer Verhältnisse vertagt wurden. Für diese Veränderungen wurden drei Entwürfe in Auftrag gegeben. Sie wurden dem verantwortlichen Regierungsbaurat Wilhelm Salzenberg am 25. Oktober 1860 vorgelegt, dem sie aber alle missfielen. In seinem Gutachten vom 21. Februar 1861 hieß es, sie ließen „Würde, Architekturstil und den kunstgerechten Anschluss an den vorderen Giebel“ vermissen. Gleichzeitig reichte er einen eigenen Alternativentwurf ein, für dessen Ausführung sich die Stadtverordnetenversammlung entschied. So entstand im Obergeschoss ein großer Saal mit Tonnengewölbe. Der Landesbaupfleger Gustav Wolf beurteilte diesen Eingriff 1949 in der Lokalpresse (Westfälische Nachrichten) negativ, da seiner Meinung nach durch den Eingriff die klare Trennung zwischen Hauskörper-Rechteck und Dach-Dreieck und somit der Einklang zwischen Innen und Außen zerstört wurde.

### Zerstörung und Wiederaufbau

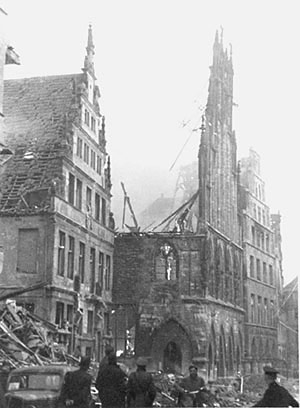
Das Rathaus nach den Bombentreffern am 28. Oktober 1944. Kurz nach dieser Aufnahme fiel der Giebel um 18:25 Uhr in sich zusammen. Deutlich zu erkennen, wie sich die Spitze bereits nach vorne neigt.

Bei den Luftangriffen auf Münster im Zweiten Weltkrieg wurde das Rathaus am 28. Oktober 1944 von mehreren Bomben getroffen und brannte vollständig aus. Als der Schaugiebel keinen Halt mehr durch das stützende Dach erfuhr, brach er gegen 18:25 Uhr zusammen und fiel laut Augenzeugen in voller Länge auf den Prinzipalmarkt. Nur die unteren Bögen und die Arkaden der beiden äußeren Maßwerkfenster blieben erhalten. Nach dem Krieg dauerte es einige Zeit, bis die finanziellen Mittel zum Wiederaufbau zur Verfügung standen. Außerdem war ein Großteil der Trümmer im Rahmen der Aufräumarbeiten und des Neuaufbaus fortgeräumt worden und somit verloren. Noch vorhandene Teile der Giebelfront wurden schließlich für den Neuaufbau abgerissen.
1948 wurde beschlossen, anlässlich des 300. Jahrestages des Westfälischen Friedens zunächst den Friedenssaal wiederherzustellen. Zwar war 1942 vorsorglich die gesamte Vertäfelung, die Decke und das Inventar des Friedenssaales auf das lippische Schloss Wöbbel ausgelagert worden, doch die kunstvoll verzierten Fenster und der prunkvolle Kamin in der Südmauer waren nicht entfernt worden und somit zerstört. Der verlorene Kamin wurde durch den des Krameramtshauses ersetzt, der in Größe und Alter in etwa dem zerstörten Kamin entsprach.
Noch unter dem Eindruck der Feierlichkeiten der Friedenswoche in Münster mehrten sich bald danach in der Bürgerschaft Stimmen, die verlangten, den Wiederaufbau des Rathauses nun nicht mehr länger hinauszuzögern. So trat auch der „Verein der Kaufmannschaft zu Münster von 1835“ an die Stadt mit dem Anliegen des Wiederaufbaus heran. Kurz zuvor hatte er sich bei seiner ersten Sitzung nach Kriegsende am 23. November 1948 entschlossen, die Initiative zu ergreifen. Es wurde ein beschränkter Wettbewerb ausgelobt, zu dem drei münstersche Architekten eingeladen wurden. Für diesen Wettbewerb gab es keine klare Raumbestimmung und keine Vorgaben zur Saalfrage des Festsaals, also ob ursprüngliche flache Decke oder Salzenbergsches Tonnengewölbe. Nachdem die drei Architekten ihre Vorschläge eingereicht hatten, gab es eine zweite Wettbewerbsrunde, in der verschiedene Lösungsvarianten für einen Festsaal mit Tonnengewölbe erarbeitet werden sollten. Zwar ging der Architekt Heinrich Bartmann als Sieger aus den Wettbewerben hervor, die Pläne wurden aber aufgrund von Geldmangel nicht umgesetzt. Wichtiger als der Wiederaufbau des Rathauses erschien der Stadtverwaltung die Investition der knappen Mittel in dringend benötigte Infrastrukturobjekte, beispielsweise die Wasser- und Gasversorgung sowie Schulen und Krankenhäuser.
Erst 1950 begann der Wiederaufbau, als die Stadt im Mai der Initiative der Kaufmannschaft zustimmte, den Wiederaufbau auch ohne finanzielle Unterstützung seitens der Stadt durchzuführen und einen „Ausschuss für den Wiederaufbau des Rathauses zu Münster“ ins Leben zu rufen. Die Grundsteinlegung fand am 9. Juli statt. Mehr als 30.000 Menschen waren zu den Feierlichkeiten erschienen, darunter auch der ehemalige Reichskanzler und Ehrenbürger der Stadt Münster, Heinrich Brüning. Die Finanzierung wurde zur Sache aller Bürger gemacht. Jeder war aufgerufen, Sach- und Geldspenden oder handwerkliche Arbeiten beizutragen. Die Zustimmung zu diesem Projekt des Wiederaufbaus übertraf alle Erwartungen. Durch eine eigens initiierte, insgesamt achtmal durchgeführte Rathauslotterie konnten 873.000 DM eingenommen werden, wobei jedes Los 50 Pfennig kostete. Diese Summe entsprach fast der Hälfte der Gesamtkosten. Aber nicht nur in Münster, sondern auch im Münsterland und großen Teilen Westfalens breitete sich eine Euphorie hinsichtlich des begonnenen Wiederaufbaus aus. Viele Spenden kamen daher auch von anderen Städten sowie vom Handel und der Industrie außerhalb Münsters.

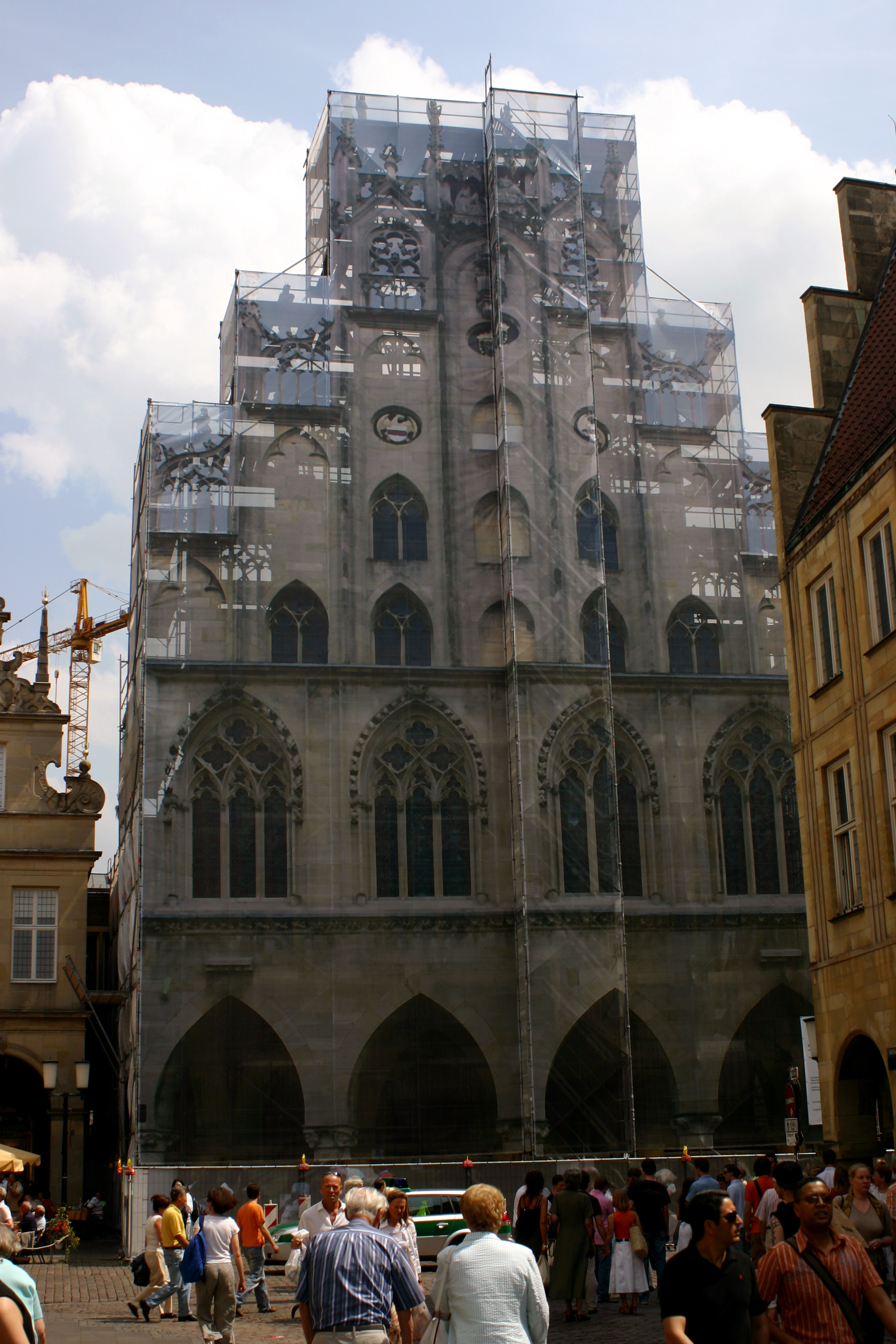
Das eingerüstete und mit einem Poster im Maßstab 1:1 verkleidete Rathaus im Sommer 2006.

Für die Bauleitplanung zeichnete sich Heinrich Benteler zuständig, der auch den Wiederaufbau des St.-Paulus-Doms leitete. Er sprach sich gegen eine „originalgetreue“ Rekonstruktion aus. Stattdessen favorisierte er nachempfundene Fassadenelemente, die sich jedoch nur in Kleinigkeiten gegenüber dem Original unterscheiden. Auch die Bauweise selbst unterschied sich von der des ursprünglichen Rathauses. So besteht der Baukörper unter anderem aus Betonträgern und Backsteinwänden, die nach außen mit dünnen Sandsteinplatten versehen sind. Nur der Giebel selbst besteht aus echtem Baumberger Sandstein.
Für den Innenausbau war zunächst Heinrich Bartmann, später der Stadtbaupfleger Edmund Scharf zuständig. Gegen den Wunsch der Stadt, wieder ein Deckengewölbe im Festsaal einzuziehen, intervenierte der Landesbaupfleger. So wurde eine flache Holzbalkendecke eingezogen, was der ursprünglichen Gestaltung aus dem 14. Jahrhundert entsprach. Zwei Jahre nach der Grundsteinlegung konnte bereits am 9. Juli 1952 das Richtfest gefeiert werden. 1953 war der Ostgiebel zum Syndikatsplatz hin und einige Monate später auch der Treppenturm mit dem Zugang zum Friedenssaal fertig. Im Oktober 1954 wurde die Giebelfassade am Prinzipalmarkt fertiggestellt. Am 30. Oktober 1958, also zum 310. Jubiläum des Westfälischen Friedens, war das gesamte Gebäude fertiggestellt.
Das Urteil der Öffentlichkeit war überwiegend positiv. Es gab aber auch einige kritische Stimmen, so zum Beispiel in der Frankfurter Allgemeinen (11. November 1958): „Was sich der leitende Architekt hat einfallen lassen, ist eine völlig triviale Mischung aus Großbank und Grandhotel, hie und da mit schmiedeeisernem lokalen Einschlag. Münster kann seinen Dom, das Theater und den Friedenssaal zeigen, das neue Innere vom alten Rathaus scheint höchstens für den Heimgebrauch dienlich.“ Wie auch bei den Wiederaufbauten anderer historischer Gebäude am Münsteraner Prinzipalmarkt, die durch den Krieg zerstört wurden, wird sowohl von manchen Historikern als auch Architekten eine historisierende Fassadenarchitektur vorgeworfen; schließlich handele es sich technisch gesehen um Neubauten verlorener Vorbilder (Repliken). Dennoch waren und sind die Münsteraner stolz auf ihr neues „historisches“ Rathaus. Der Wiederaufbau des Rathauses, damals auch als eine „Auferstehung aus den Trümmern“ bezeichnet, wurde zu einem Symbol der Überwindung der Kriegszerstörungen in Münster und über Münster hinaus.
Nach einer Restaurierung des Giebels im Jahre 1992, Umbauten des Rathauses sowie des Stadtweinhauses im Jahr 1997 sowie Restaurierungen des Giebels und weiteren Teilen in dessen unteren Bereich in den Jahren 2002 und 2004 erfolgte im Jahre 2006 eine erneute großangelegte Restaurierung. Dazu wurde der gesamte Giebel zum Prinzipalmarkt hin eingerüstet. Um den Bewohnern Münsters und den Touristen dennoch den Anblick des Rathauses zu ermöglichen, schenkten zwei in Münster ansässige Unternehmen der Stadt ein 538 m² großes Poster, auf dem die Front des Gebäudes im Maßstab 1:1 abgebildet war und mit dem das Baugerüst verkleidet wurde.
Im Sommer 2011 wurde bekannt, dass von der Stadt Münster nach dem ersten Versuch 2002 erneut angestrebt wird, für das Rathaus den Status des UNESCO-Weltkulturerbes sowie das Europäische Kulturerbe-Siegel zu erhalten. Anfang Juli 2012 kam heraus, dass die angestrebte Ernennung erneut nicht erreicht werden konnte. Grund hierfür ist, dass die bauliche Substanz des Rathauses nicht original ist, sondern es nach dem Zweiten Weltkrieg wiedererrichtet wurde. Daher wurde im Anschluss der Versuch gestartet, für den Stadtkern eine Anerkennung als europäisches Kulturerbe zu erreichen. Im Dezember 2013 wurde bestätigt, dass Münster und Osnabrück als „Stätten des Westfälischen Friedens“ von der deutschen Kultusministerkonferenz bei der Europäischen Kommission zur Auszeichnung mit dem Europäischen Kulturerbe-Siegel vorgeschlagen wurden. Mit dem 2015 vergebenen Siegel wurden erstmals keine besonderen historischen Bauten, sondern deutsche Städte ausgezeichnet. Damit konnte letztlich der Wunsch der Stadt verwirklicht werden, durch die Auszeichnung dem immateriellen Wert des Westfälischen Friedens Ausdruck zu verleihen, denn das Rathaus sei „der Ort, an dem das Völkerrecht geboren wurde“.
Im September 2013 wurde das 840 m² große und extrem steile Dach, das vom Dachboden bis zum Dachfirst 15 Meter misst, erstmals seit dem Wiederaufbau mit Hohlpfannen aus Ostwestfalen neu eingedeckt. Die Kosten hierfür beliefen sich auf rund 140.000 Euro.

## Architektur und Erscheinung

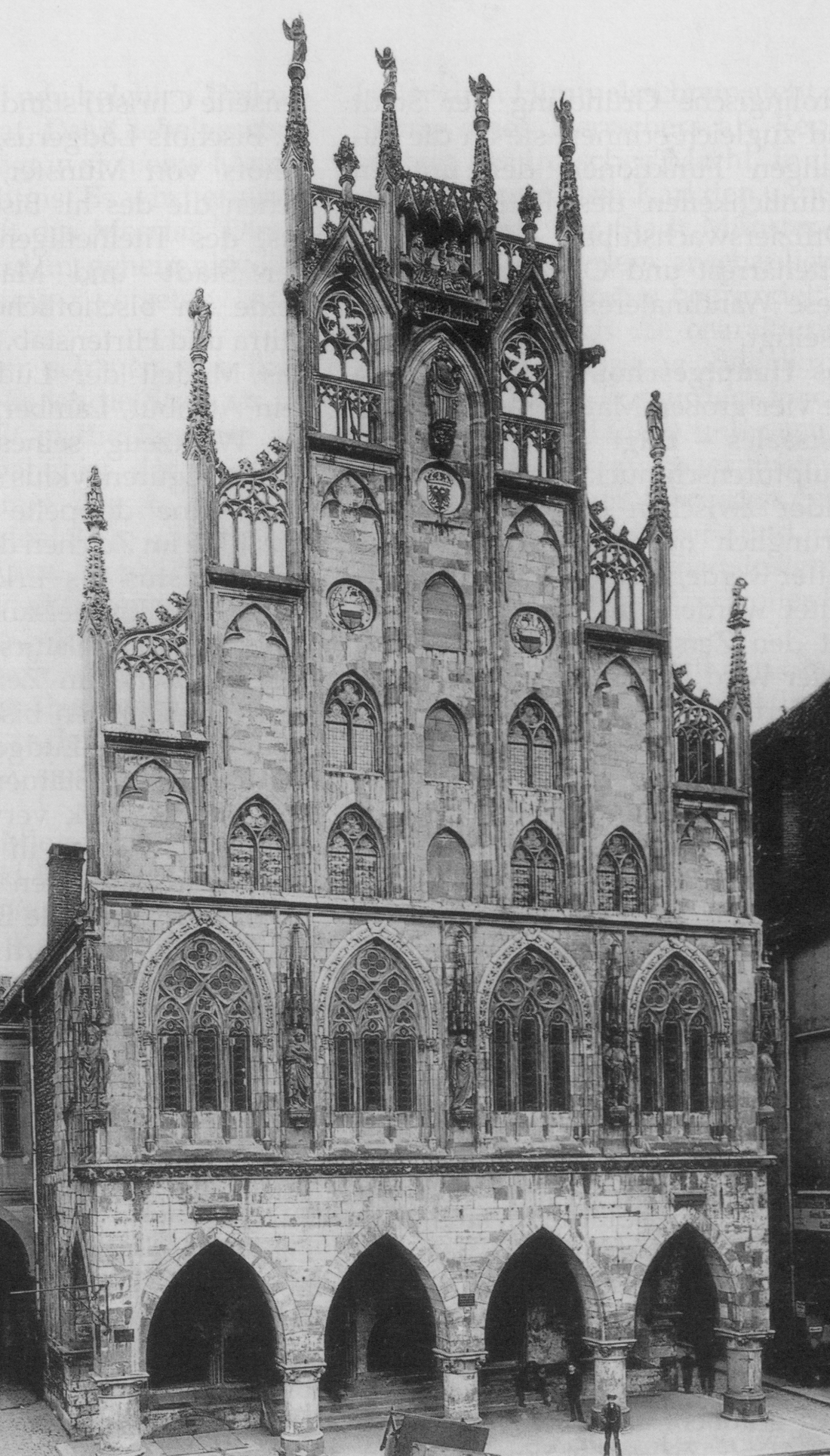
Das historische Rathaus um das Jahr 1900. Es sind die bei der Rekonstruktion der Nachkriegszeit noch fehlenden Figuren an der Fassade zu sehen.

### Gliederung
Vertikal betrachtet verfügt das Gebäude über vier Etagen: Arkaden- und Hauptgeschoss sowie einen Keller und einen Dachboden. Wird das Rathaus aus horizontaler Perspektive betrachtet, so ergeben sich im unteren Arkadengeschoss drei, im oberen Hauptgeschoss zwei Nutzungsbereiche. Im Arkadengeschoss sind dies die Bogenhalle mit dem darüber befindlichen Schaugiebel, gefolgt von der Bürgerhalle und der dahinterliegenden Ratskammer, die seit dem 18. Jahrhundert auch als Friedenssaal bekannt ist. Im Hauptgeschoss befindet sich im vorderen Bereich zum Prinzipalmarkt und hinter dem Schaugiebel gelegen der Festsaal des Rathauses. Im hinteren Teil über der Ratskammer liegt die Rüstkammer.

### Fassade
Die reich verzierte Fassade aus Baumberger Sandstein im Stil der Gotik ragt mit einer Höhe von 31 m hoch über das eigentliche Dach des Rathauses hinaus. Fabio Chigi, päpstlicher Friedensvermittler während der Verhandlungen zum Westfälischen Frieden, schrieb über sie: „Der Giebel des prachtvollen Rathauses ragt weit über die anderen Dächer hinaus und berührt scheinbar fast den Himmel“. Durch die wertvollen und prächtigen Verzierungen, wie sie sonst nur an kirchlichen Bauwerken aufgrund der hohen Kosten zu finden waren, sollten möglicherweise zusätzlich zur Lage des Rathauses das Selbstbewusstsein und der Machtanspruch der Bürger gegenüber ihrem Bischof erhöht werden. Der Bau einer solch kostspieligen Fassade ist nur in einer Zeit wirtschaftlicher Blüte möglich gewesen und entstand somit schätzungsweise gegen Ende des 14. Jahrhunderts, als die Stadt Münster durch die Mitgliedschaft in der Hanse einen starken wirtschaftlichen Aufschwung erfuhr. Weiterhin hilfreich dürfte die Kontinuität im Stadtrat und insbesondere dem Bürgermeisteramt, das bis ins 17. Jahrhundert hinein nur durch – untereinander verwandte – Erbmänner besetzt war, mit Johann III. von Deckenbrock (8-mal zwischen 1312 und 1339), Johann von Kerckerinck (26-mal zwischen 1371 und 1399), Johann von Warendorp (31-mal zwischen 1379 und 1418), Johann IV. Droste zu Hülshoff (3-mal 1402, 1421 und 1431), Johann VII. Droste zu Hülshoff (2-mal, 1494 und 1502), Everwin II. von Droste zu Handorf (zwischen 1525 und 1534) sowie Bernhard II. von Droste zu Hülshoff (durchgehend von 1605 bis 1619) während dieser Zeit gewesen sein.
Der Aufbau der Fassade gliedert sich in drei Ebenen: Arkadengeschoss, Hauptgeschoss und Giebelgeschoss. Zusätzlich lassen sie sich in zwei Gruppen aufteilen: Den Bogengang bestehend aus dem Arkadengeschoss und dem Schaugiebel bestehend aus Hauptgeschoss und Giebelgeschoss. Jede dieser Ebenen wurde im Laufe der Zeit durch Zerstörungen, Reparaturen und Restaurierungen mehrfach verändert. Während die Bedeutungen der Verzierungen auf den unteren beiden Ebenen nahezu geklärt sind, existieren für das Bildprogramm des Schaugiebels auf Höhe des Giebelgeschosses mehrere, zum Teil widersprüchliche Theorien.

#### Arkadengeschoss

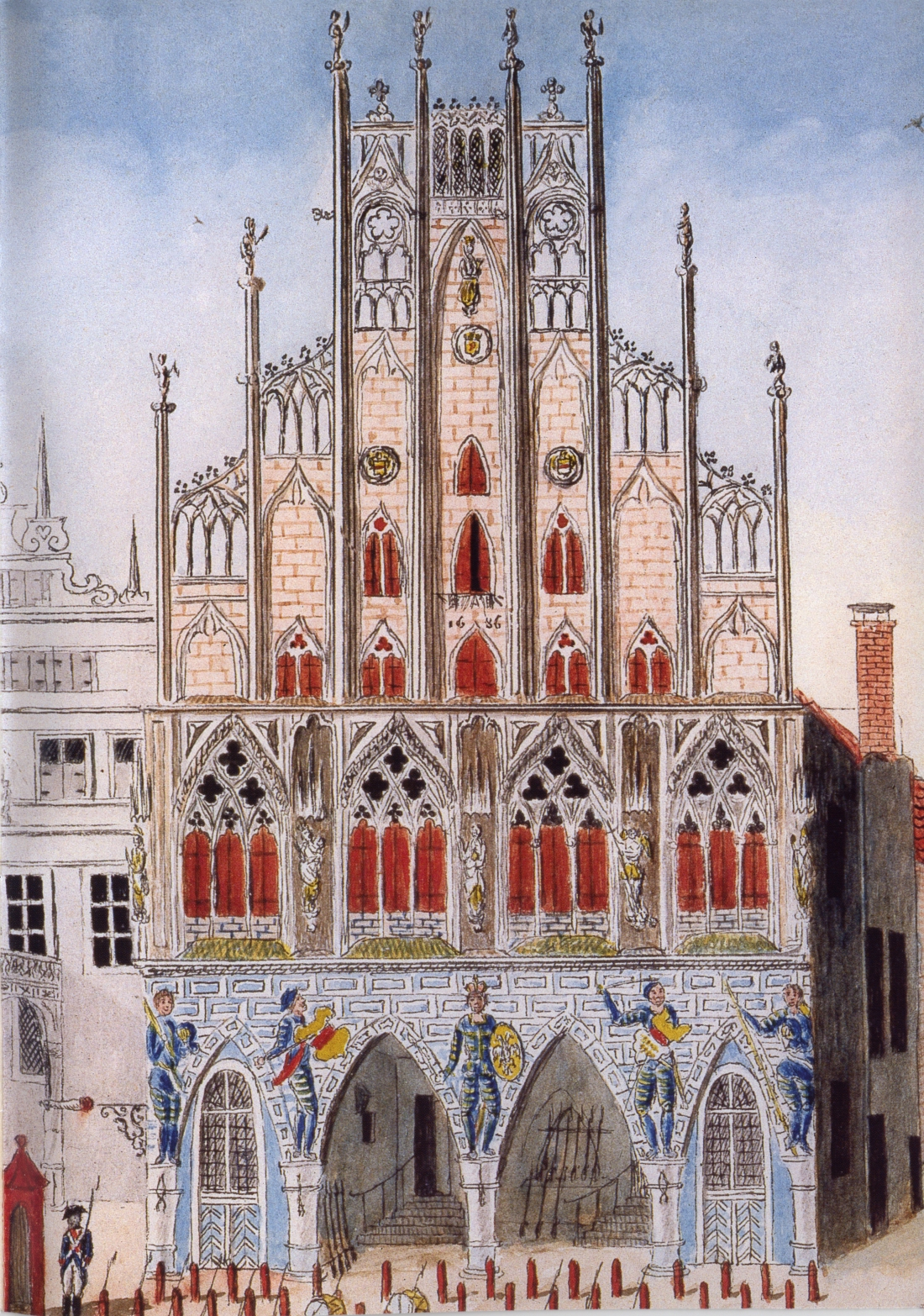
Das Rathaus um 1800. Kolorierte Federzeichnung nach einer französischen Handschrift. An den linken vier Säulen hängen die Zangen, mit denen die Anführer der Täufer 1536 vor dem Rathaus gefoltert wurden.

Die Fassade des Arkadengeschosses besteht aus vier Spitzarkaden und wird von fünf Rundsäulen getragen. Ursprünglich zeigten die Kapitell der Säulen symbolische Tier- und Pflanzenornamente, die Sinnbilder von Tugenden und Lastern darstellen sollten. Sie waren folgendermaßen auf die Säulen verteilt: Das linke Kapitell enthielt eine Verzierung mit Eichenlaub, dem Symbol für Beständigkeit und Dauerhaftigkeit. Das Kapitell rechts daneben war mit den Fabelwesen Sirene, Basilisk, Drache und Onozentaur verziert, den Symbolen Satans für Betrug, Tod, Sünde und Falschheit. Die mittlere Säule enthielt ein Kapitell, das Sanftmut, Stärke, Mut und Erneuerung darstellte, repräsentiert durch Panther, Löwe, Adler und Phönix. Rechts daneben zeigte das Kapitell die Symbole der Verdammten im Dämonenwald, dargestellt durch vier Blattmasken. Das Kapitell der rechten und letzten Säule war mit Weinlaub verziert, dem Symbol für Mäßigkeit und Weisheit.

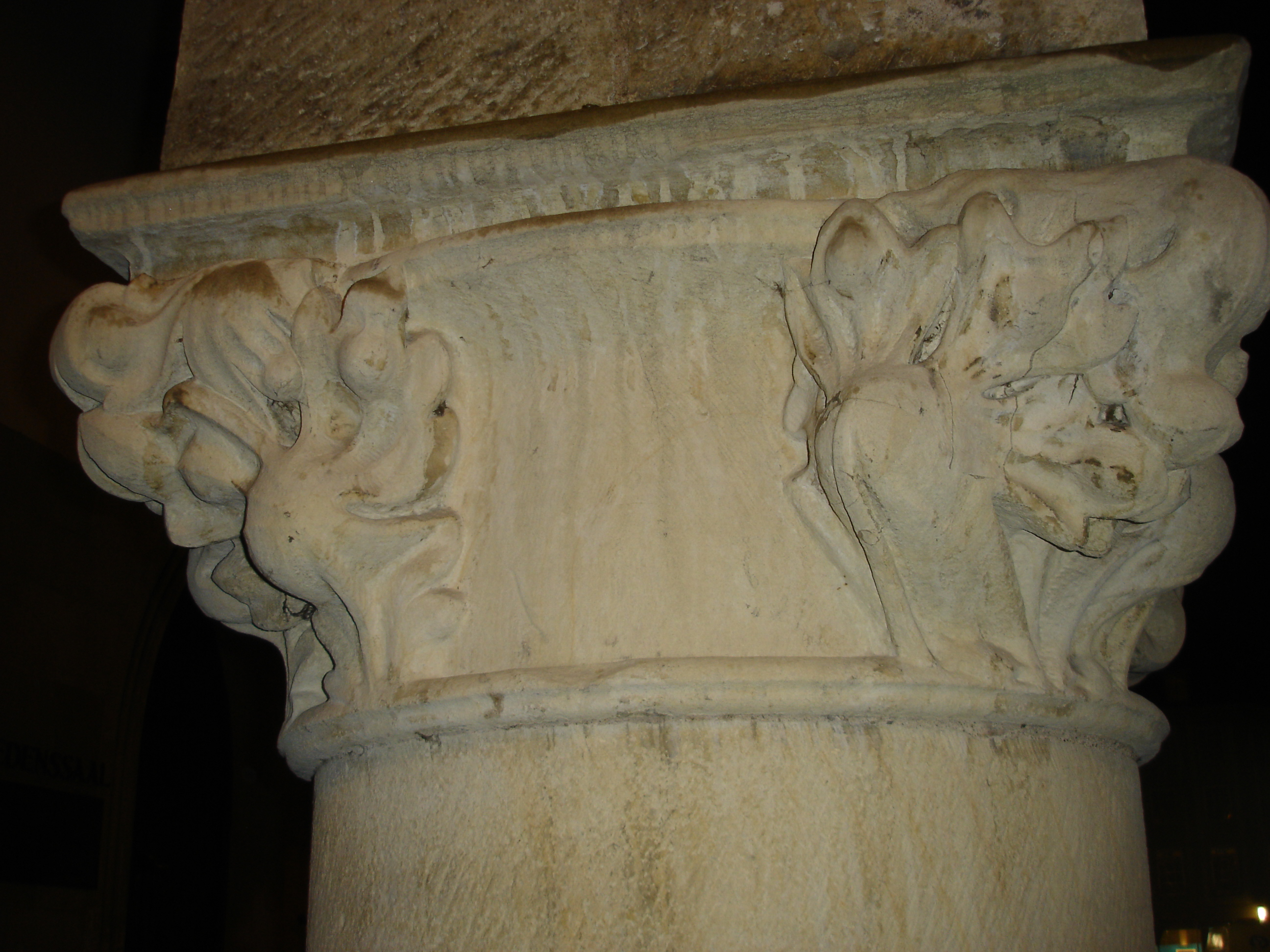
Kapitell an der äußerst linken Säule

Diese ursprünglichen Verzierungen der Kapitelle sind jedoch nicht mehr erhalten, nachdem das Rathaus im Zweiten Weltkrieg stark zerstört wurde. Im Zuge der Wiederherstellung wurden sie erst 1963/64 aus Unkenntnis der Bedeutungen der Symbole durch schlichte Verzierungen ersetzt. Dabei erhielten die Kapitelle der beiden Ecksäulen Krabbenschmuck und die mittlere eine allegorische Darstellung der vier Elemente Wasser, Luft, Wind und Feuer. Das Kapitell links von der Mittleren zeigt die Anführer der Täufer und das rechts der Mittleren die vier Lebensalter. Neben diesen Veränderungen wurden bei der Wiederherstellung die fünf Rundsäulen um 65 cm verlängert.
Die Flächen zwischen den einzelnen Arkadenbögen waren bis 1824 mit Malereien geschmückt. Dann wurden sie auf Empfehlung des Bauinspektors Teuto sowie des Bürgermeisters und des Gemeinderates übermalt. Die erste Version der Bemalung lässt sich für das zweite Viertel des 15. Jahrhunderts bestimmen. Die Zwischenräume schmückten fünf Kreise mit einem Durchmesser von jeweils 1,88 m. In der Mitte war vermutlich ein schwarzer Adler wie im Wappen des Heiligen Römischen Reiches zu sehen. Eindeutig verifiziert werden konnte sie jedoch nicht. Die Zwischenräume zu beiden Seiten des Wappens schmückte jeweils das Stiftswappen des Hochstifts Münster. Diese Anbringung war jedoch mehr als ungewöhnlich, waren die Bürger der Stadt doch stets um ihre Unabhängigkeit vom fürstbischöflichen Landesherrn bemüht. Zusammen mit der Siegelkapsel und dem Wappen des damaligen Bischofs Heinrich II. von Moers jeweils in den beiden äußeren Feldern zwischen den Arkaden liegt die Vermutung nahe, dass sie um das Jahr 1447 geschaffen wurden. Zu jener Zeit war der Bruder Heinrichs II., Erzbischof Dietrich II. von Moers von Köln, auf die Restaurierung seiner Herrschaft bedacht. Aus Furcht vor einer möglichen Belagerung könnte sich die Stadt aus vorauseilendem Gehorsam Heinrich II. untergeben haben, der daraufhin die Anbringung entsprechender Wappen am Rathaus anordnete.
Dietrich Moll veränderte diese ursprüngliche Bemalung im Jahre 1588. Im Zuge der Verschönerung des Rathauses für die Verhandlungen zum Westfälischen Frieden erneuerte sie der Maler Everhard Alerdinck im Jahre 1646. Die letzte Erneuerung fand 1780 durch Johann Georg Legleitner statt. In der Mitte dieser Malereien war der gekrönte Karl der Große in voller Rüstung mit Schwert und Doppeladler-Schild zu sehen. Die beiden umgebenden Flächen der Arkaden schmückten zwei Ritter, die das Wappen der Stadt Münster trugen. Außen waren zwei weitere Ritter abgebildet, die mit abgenommenem Helm dem Kaiser die Ehre erweisen.

#### Hauptgeschoss

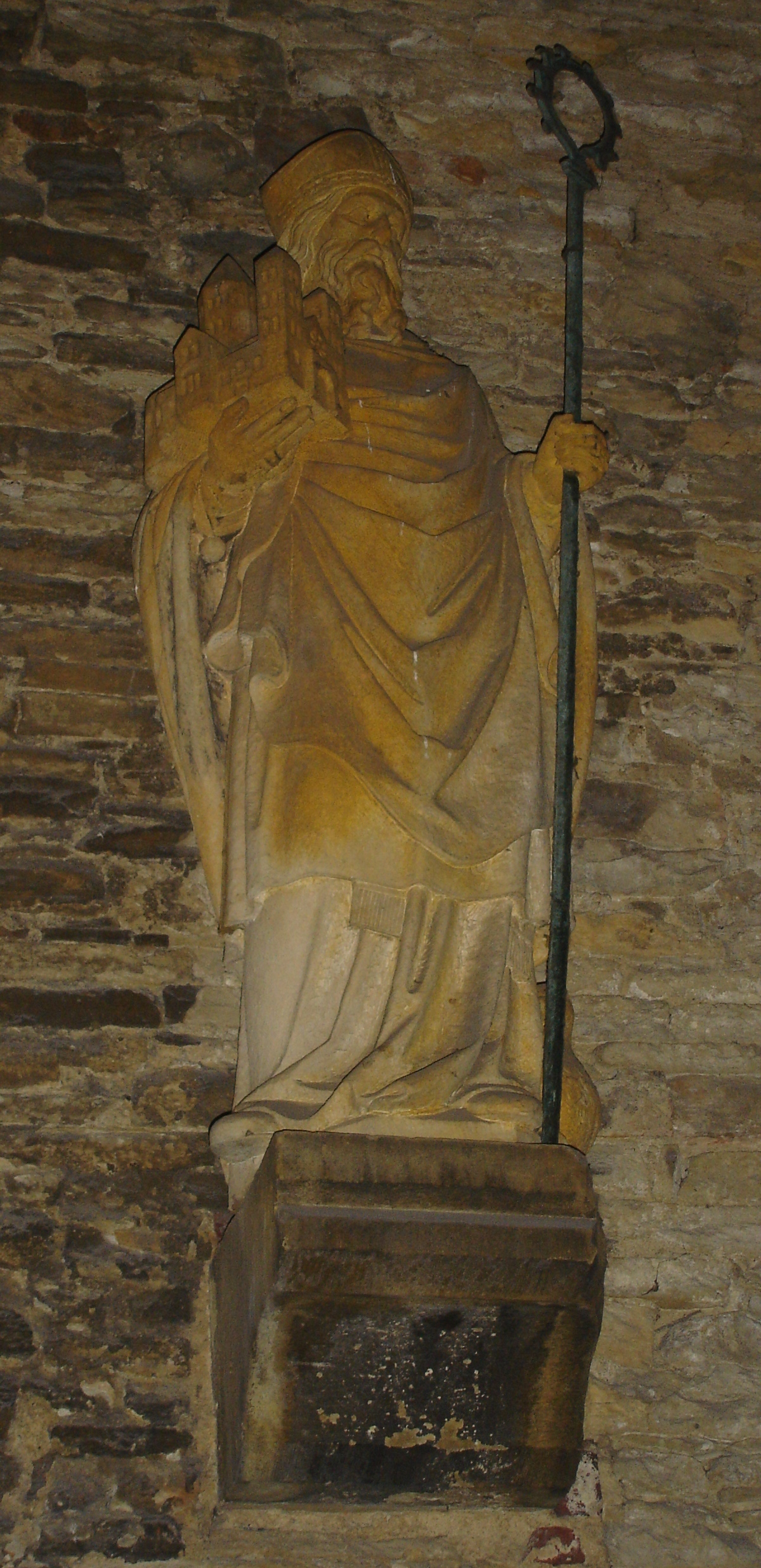
Bischof Ludgerus an der nördlichen Außenwand

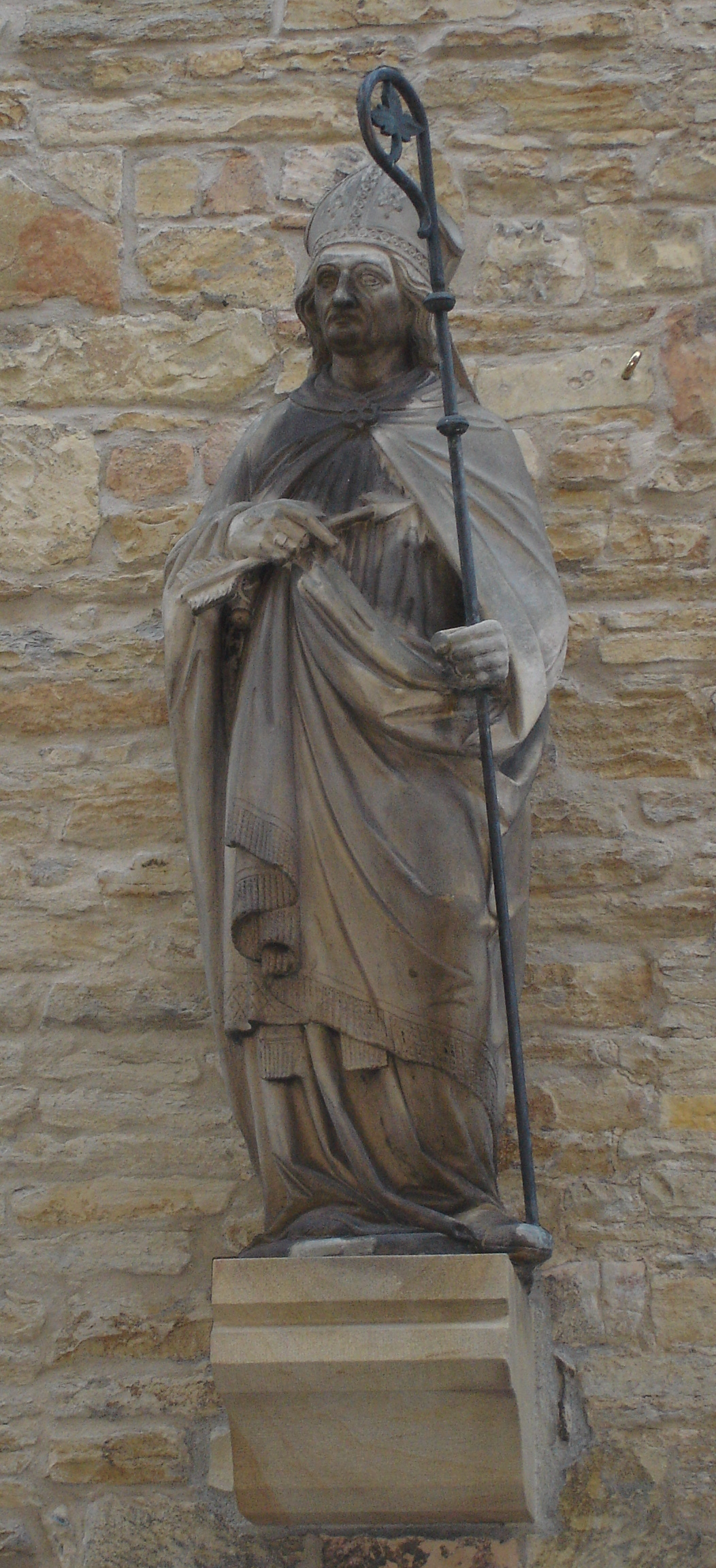
Bischof Lambertus an der südlichen Außenwand

Das Hauptgeschoss wird maßgeblich durch die vier großen Maßwerkfenster in Form von Spitzarkaden dominiert, hinter denen sich der große Festsaal befindet. Es lehnt sich damit an die Aufteilung des Arkadengeschosses an. Zwischen den Fenstern befindet sich seit dem Wiederaufbau ab 1950 kein Bildschmuck mehr, der diese Ebene jahrhundertelang geziert hat.
Ob es sich hierbei um das ursprüngliche Aussehen handelt, ist nicht bekannt. Allerdings ist für das Ende des 16. Jahrhunderts überliefert, dass während der Zeit der Täufer 1535 am Ort des Rathauses Bischofsfiguren im Rahmen des Bildersturmes zerschlagen wurden. Um 1646 wurden Verschönerungen des Rathauses während des Kongresses zum Westfälischen Friedens vorgenommen, wobei der Teil der Fassade farblich neu gestaltet und die Felder zwischen den Fenstern mit Figuren versehen wurden. Der münstersche Bildhauer Johann Katmann fertigte dazu fünf lebensgroße Baldachinstatuen von Jesus Christus, Maria, Erzengel Michael und den Bischöfen Ludgerus und Lambertus an.
Die Figuren erlebten bis zur Zerstörung des Rathauses im Zweiten Weltkrieg mehrfache Veränderungen. In der ursprünglichen Version von Katmann war Jesus Christus in der Mitte angebracht, umgeben von Maria rechts und Erzengel Michael links von ihm. Rechts außen befand sich die Figur des Bischofs Ludgerus und links außen die Figur des Bischofs Lambertus. Beide waren mit bischöflichen Ornat sowie Mitra und Hirtenstab ausgestattet. Zusätzlich trug Ludgerus ein Modell von St. Ludgeri und Lambertus einen Pfeil als Werkzeug seines Martyriums. Wahrscheinlich aufgrund starker Verwitterung wurden die Figuren 1865/66 durch Versionen von Bernhard Allard ersetzt. Von diesen erneuerten Figuren sind nur noch die beiden Bischofsfiguren erhalten. Da sie jeweils außen angebracht waren, überstanden sie den Einsturz des Giebels nach der Zerstörung im Oktober 1944. Sie hängen seit dem Wiederaufbau des Rathauses an der Nord- und Südseite des Gebäudes.

#### Giebelgeschoss
Das Giebelgeschoss mit dem dahinterliegenden Dachboden ist in sieben Achsen aufgeteilt, die sich stufenförmig in die Höhe erheben. Bis auf die mittlere Achse sind alle als Blendarkaden in die Höhe gezogen und mit insgesamt sechs Blendfenstern in Arkadenform versehen. Jeweils zwei von ihnen befinden sich übereinander links und rechts der Mitte und jeweils eines in der entsprechend nächsten Achse. In der mittleren Achse befinden sich drei übereinander angeordnete Nischen, ebenfalls in Arkadenform. Bis 1774 verschlossen Holztüren die Öffnungen, die das Ein- und Auslagern von Waren auf den Dachboden ermöglichten.
Unterteilt werden die sieben Achsen des Giebelgeschosses durch acht schmale, in Fialen endende Pfeiler, die sich über die Achsen hinaus erheben und mit filigranen Verzierungen mit dem jeweiligen Nachbarpfeiler verbunden sind. Die vier mittleren und gleichzeitig höchsten Pfeiler wurden auf dieselbe Höhe gezogen, höchstwahrscheinlich um einer Monotonie vorzubeugen.

##### Figuren und Bildprogramm
Auf den einzelnen Spitzen der Fialen befinden sich jeweils Figuren: Vier Engel oben, zwei stehende Gestalten auf den mittleren und einem blasende sowie einem Ausschau haltenden Wächter auf den unteren Fialen.

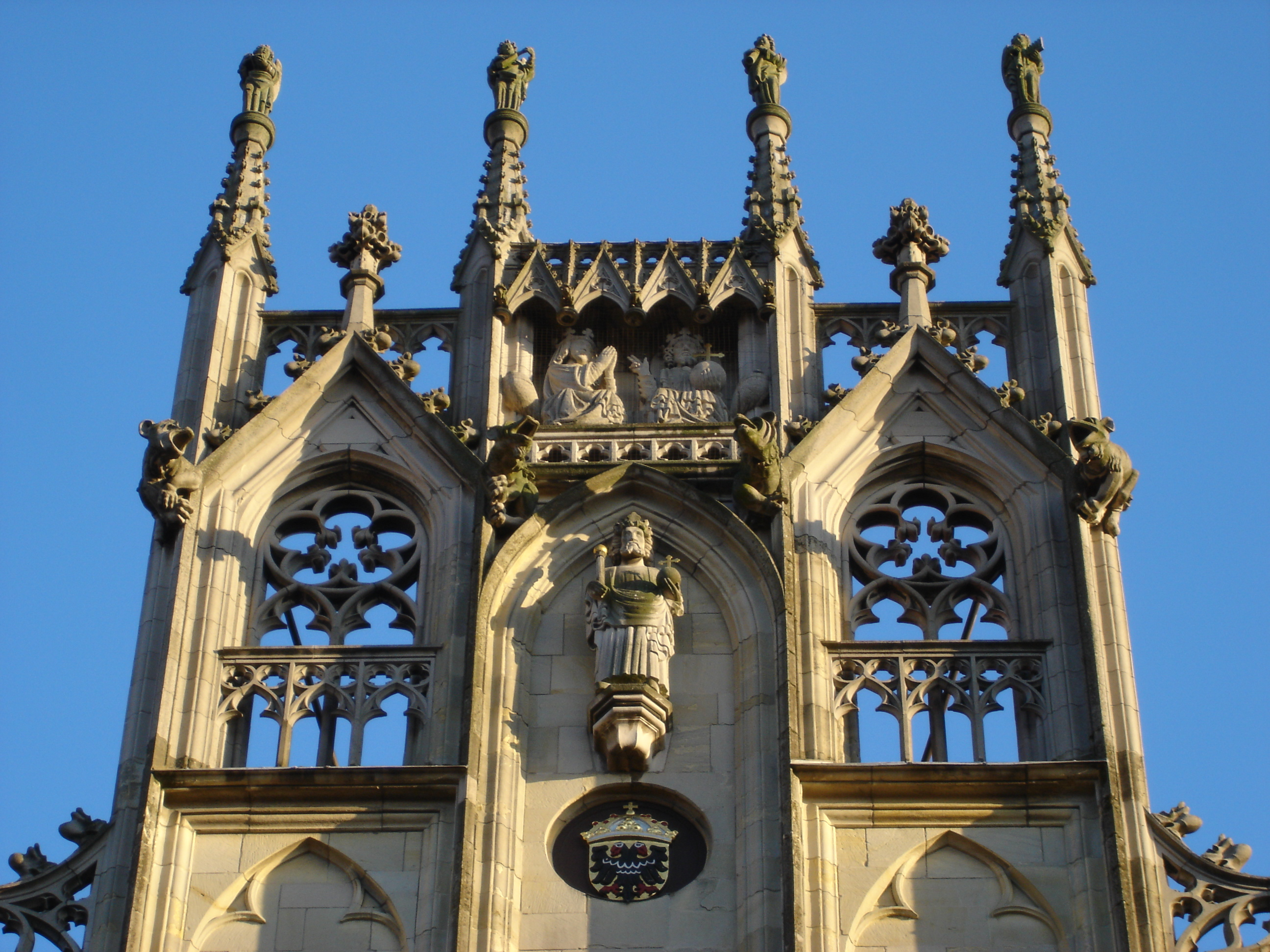
Der Giebel des Rathauses mit Maßwerkbekrönung, dem Bildnis der „Marienkrönung“ und der Statue des Königs

Neben den Figuren auf den Fialen befinden sich noch weitere Verzierungen an der Fassade. An der Spitze des Giebels ist ein Bildnis der fälschlicherweise häufig sogenannten „Marienkrönung“ zu sehen. Der Begriff Marienkrönung kann daher als falsch bezeichnet werden, weil Maria auf gleicher Höhe zu Jesus Christus sitzend bereits die Krone auf ihrem Haupt trägt. Nur in Verbindung mit den vier Engeln der über dem Marienschrein hinausragenden Fialen wäre eine Deutung als Krönungszeremonie denkbar, wie sie ab dem 12. Jahrhundert auf verschiedene Weisen darzustellen versucht wurde. Am ehesten würde die Version zutreffen, bei der Maria auf gleicher Höhe neben Jesus Christus sitzt und ihr die Krone durch einen von oben heranschwebenden Engel aufgesetzt wird. Vielfach wurde dieses Bild durch musizierende oder weihrauchschwenkende Engel unterstützt, die am Münsterschen Rathaus durch die Engel auf den oberen Fialen dargestellt würde. Jedoch ist die Darstellung des herabschwebenden Engel in Münster nicht vorhanden und die Krönungszeremonie daher fragwürdig. Eine Interpretation und Deutung des Bildes ist auch deshalb so schwierig, weil die Darstellung im Laufe der Zeit immer wieder durch Reparaturen verändert wurde. Da auch die ursprüngliche Darstellung nicht überliefert ist, kann über die wahren Hintergründe und Bedeutung des Bildes nur spekuliert werden. Neueren Theorien zufolge könnte es dazu gedient haben, den Bürgern der Stadt Hoffnung in einer Zeit von Pest, Kriegen und Elend zu geben. Die theologischen Bezüge des Bildprogramms des Giebels sind noch nicht ganz geklärt. Die kunstgeschichtliche Bedeutung des Giebels hingegen ist eindeutig. Denn es finden sich zwar viele vergleichbare Darstellungen an europäischen Kirchen und Kathedralen zwischen dem Ende des 12. Jahrhunderts und dem 16. Jahrhundert – an einem Profanbau ist eine solche Darstellung jedoch einzigartig.

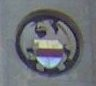
Ein Greif mit dem Stadtwappen

Direkt darunter befindet sich das Bildnis eines Königs mit Zepter und Reichsapfel. Unter Experten ist umstritten, ob es sich hierbei um König Salomon oder Karl dem Großen handelt. Unter seinen Füßen ist das Wappen des Heiligen Römischen Reiches zu sehen, der Doppeladler. Etwas tiefer, zu beiden Seiten des Giebels, ist zweimal das Wappen der Stadt Münster angebracht, das von zueinander zugewandten Greifen gehalten wird.

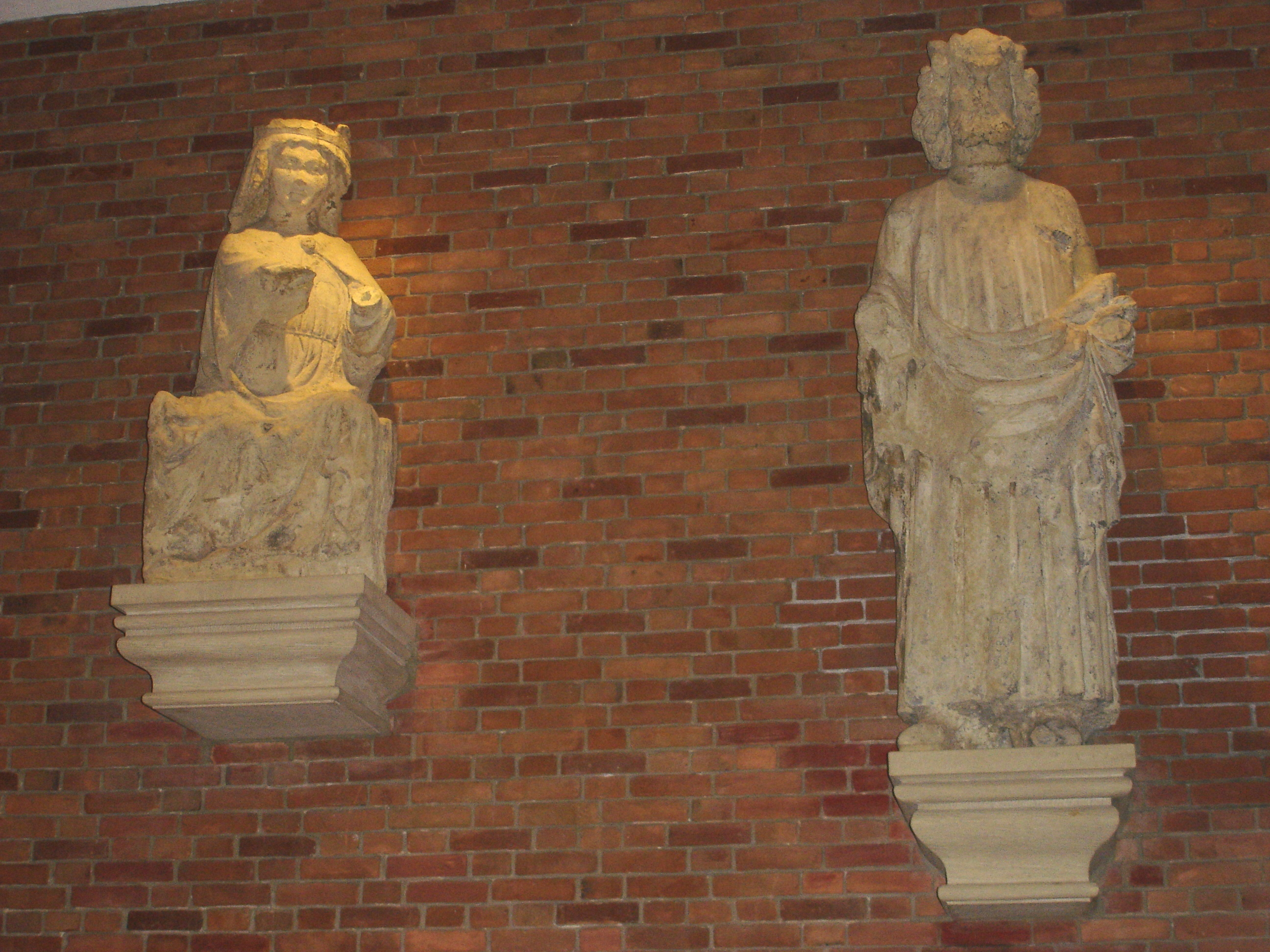
Die alten Giebelfiguren in der Bürgerhalle.

Ähnlich wie die Erscheinung der übrigen Fassade war auch das Bildprogramm des Giebels im Laufe der Jahrhunderte mehreren Änderungen unterworfen. Vom ursprünglichen Schmuck des Giebels sind nur noch eine stark verwitterte Statue der Maria aus dem Bildnis der „Marienkrönung“ und die Königsfigur mit dem 1865 erneuerten Haupt vorhanden. Beide Figuren sind in der Bürgerhalle des Rathauses ausgestellt.

##### Deutungsmodell von Josef Vennemann
Einzeln betrachtet scheinen die Figuren und Bilder nicht oder im Falle des Marienschreins nur teilweise in einer Verbindung zueinander zu stehen. Der ehemalige Stadtdechant Josef Vennemann stellte bei seiner Festpredigt zum vollendeten Wiederaufbau des Rathauses am 30. Oktober 1958 zum Bildprogramm der Fassade ein brauchbares Deutungsmodell vor, nachdem sämtliche Bilder des Giebels in einem zeitlichen Zusammenhang stehen und die Ankunft des Messias beschreiben.
Den ersten zeitlichen Abschnitt markieren die Figuren auf den Fialen, beginnend bei den beiden Äußeren. Der in die Ferne schauende und der blasende Wächter halten Ausschau nach dem Messias während der „Stufe der Erwartung“. Hierzu heißt es in der Liturgie des vierten Adventssonntags nach Joel 2,1 „Stoßt in die Posaune auf Zion! Denn nahe ist der Tag des Herrn!“ sowie in der Liturgie des ersten Adventssonntags „In die Ferne schaue ich aus. Siehe, die Macht Gottes kommt“.
Die nächste Stufe, die „Stufe der Verheißung“, wird durch die mittlere Ebene der Fialen beschrieben. Die Figuren stellen Moses und Elias dar, die im Mittelalter als Künder von Jesus Christus galten.
Auf der höchsten Stufe vollzieht sich die „Stufe der Erfüllung“ mit der Krönung von Jesus Christus im Zusammenspiel der vier huldigenden Engel auf den oberen vier Fialen und dem Bildnis der „Marienkrönung“ darunter.

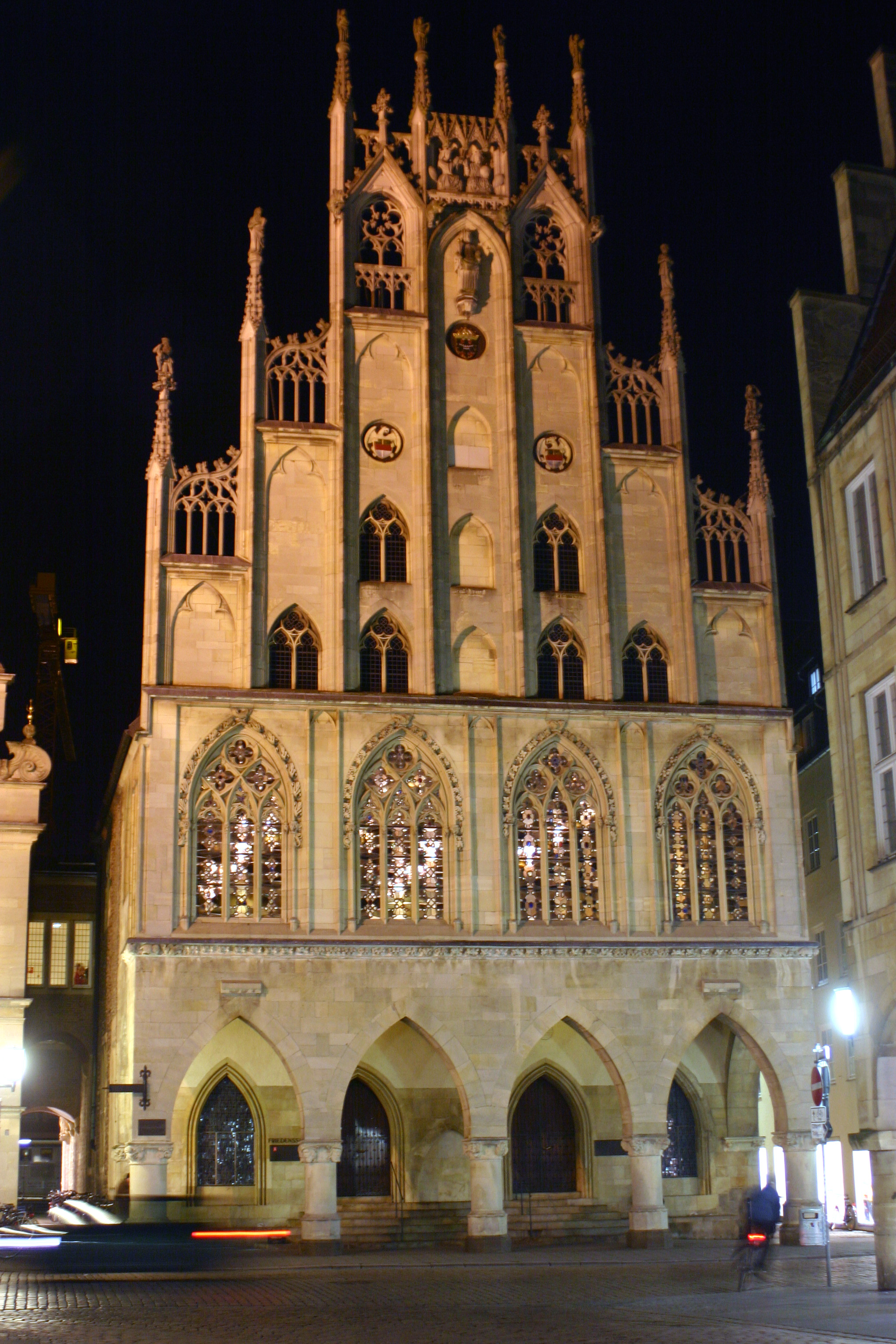
Das Rathaus bei Dunkelheit

Direkt unter dem Bildnis des geistlichen Herrschers steht mit der Abbildung eines Königs die irdische Macht. Während durchaus umstritten ist, ob es ein Bildnis von König Salomon oder Karls des Großen ist, beschreibt das Denkmodell nach Vennemann es als das von Karl dem Großen, dem die Gründung der Stadt Münster zu verdanken sein soll. Begründet wird die Annahme durch die Darstellung der Figur mit der für ihn charakteristisch hohen Bügelkrone und dem Reichswappen des Doppeladlers direkt zu seinen Füßen, obwohl dieser erst seit der Zeit Friedrich III. gegen Ende des 15. Jahrhunderts verwendet wurde.
Auch die beiden Greifen als Wappenträger des Wappens der Stadt Münster stehen in diesem Zusammenhang. Ein Greif als zusammengesetztes Tier der Mythologie aus Löwe, dem Symbol für Erde, und Adler, dem Symbol für Luft, repräsentiert zugleich Jesus Christus, da er einerseits menschlich (Erde), andererseits jedoch auch göttlich (Luft) ist. Durch die Umklammerung des Wappens erhöhen sie die Bedeutung der Stadt gegenüber ihrem Bischof, da sie bildlich gesehen in direkter Korrespondenz und unter Umgehung des Bischofs mit ihrem Gründer Karl dem Großen in Verbindung stehen.

### Bogenhalle
Die Bogenhalle ist der vorgelagerte, offene und überdachte Teil direkt zwischen den vier Spitzarkaden der Fassade und der etwa 4 m dahinter liegenden Bürgerhalle. Sie entstand vermutlich um 1395 im Zuge der Verlängerung des im Hauptgeschoss befindlichen Festsaals. Bis zum Anfang des 17. Jahrhunderts diente sie als Wetterschutz für den vom Bischof eingesetzten Stadtrichter und seine zwei von der Stadt bestellten Beisitzern, da nach dem auch in Münster geltenden sächsischen Recht in Form des Sachsenspiegels eine Gerichtsverhandlung unter freiem Himmel stattzufinden hatte. Eine Gerichtslaube zum Schutz vor dem Wetter war daher in Münster nicht notwendig und hat es dementsprechend auch nicht gegeben. Ab dem Jahr 1586 wurde im nördlichen Teil der Bogenhalle eine kleine Gerichtsstube eingerichtet. Hintergrund dieses Einbaus war der Wunsch nach einer kürzeren Verbindung zwischen dem in der Ratskammer tagenden hohen Gericht und dem vor dem Rathaus tagenden niederen Gericht. Im Jahre 1599 folgte im südlichen Teil der Bogenhalle das sogenannte „Wachthaus“.
Nach dem Konflikt mit dem fürstbischöflichen Landesherrn Christoph Bernhard von Galen und der Kapitulation der Stadt im Jahre 1661 wurde die Gerichtsstube als Sitz der militärischen Hauptwache genutzt. Da von Galen Münster sämtliche Rechte und damit auch die Gerichtsbarkeit entzog, wurde diese Stube nicht mehr benötigt. Sie erhielt seit diesem Zeitpunkt auch den Namen „Offiziersstube“. Diese Hauptwache hatte ihren Sitz fast 200 Jahre im Rathaus und verließ es erst am 29. Januar 1847, als die Stadtwache in das benachbarte Stadtweinhaus umzog. Sowohl die Gerichtsstube als auch das Wachthaus wurden jedoch bereits um das Jahr 1803 aus der Bogenhalle entfernt.

### Bürgerhalle

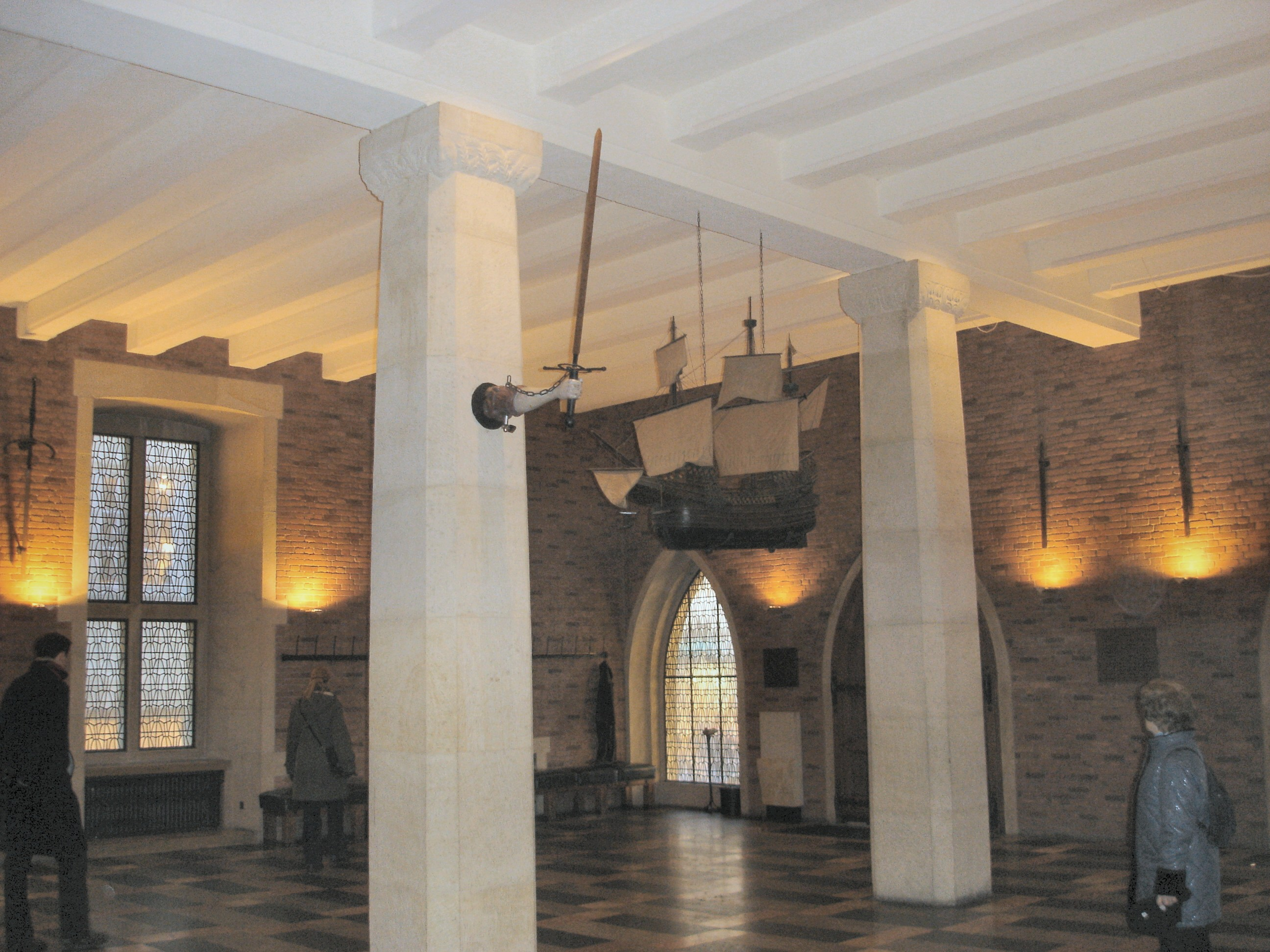
Bürgerhalle mit dem Modell einer Kogge und der Replik des Sendschwertes

Die Bürgerhalle entstand als ein Versammlungsraum für die münstersche Bürgerschaft. Er wurde um 1335 an die zum Prinzipalmarkt zeigende Seite der Ratskammer angebaut. Eine genaue Jahreszahl ist nicht überliefert. Spätestens seit dem Jahre 1337 wird jedoch eine Zweiteilung des Rathauses belegt, wonach sich die Ratsherren im hinteren Teil des Rathauses versammelten.

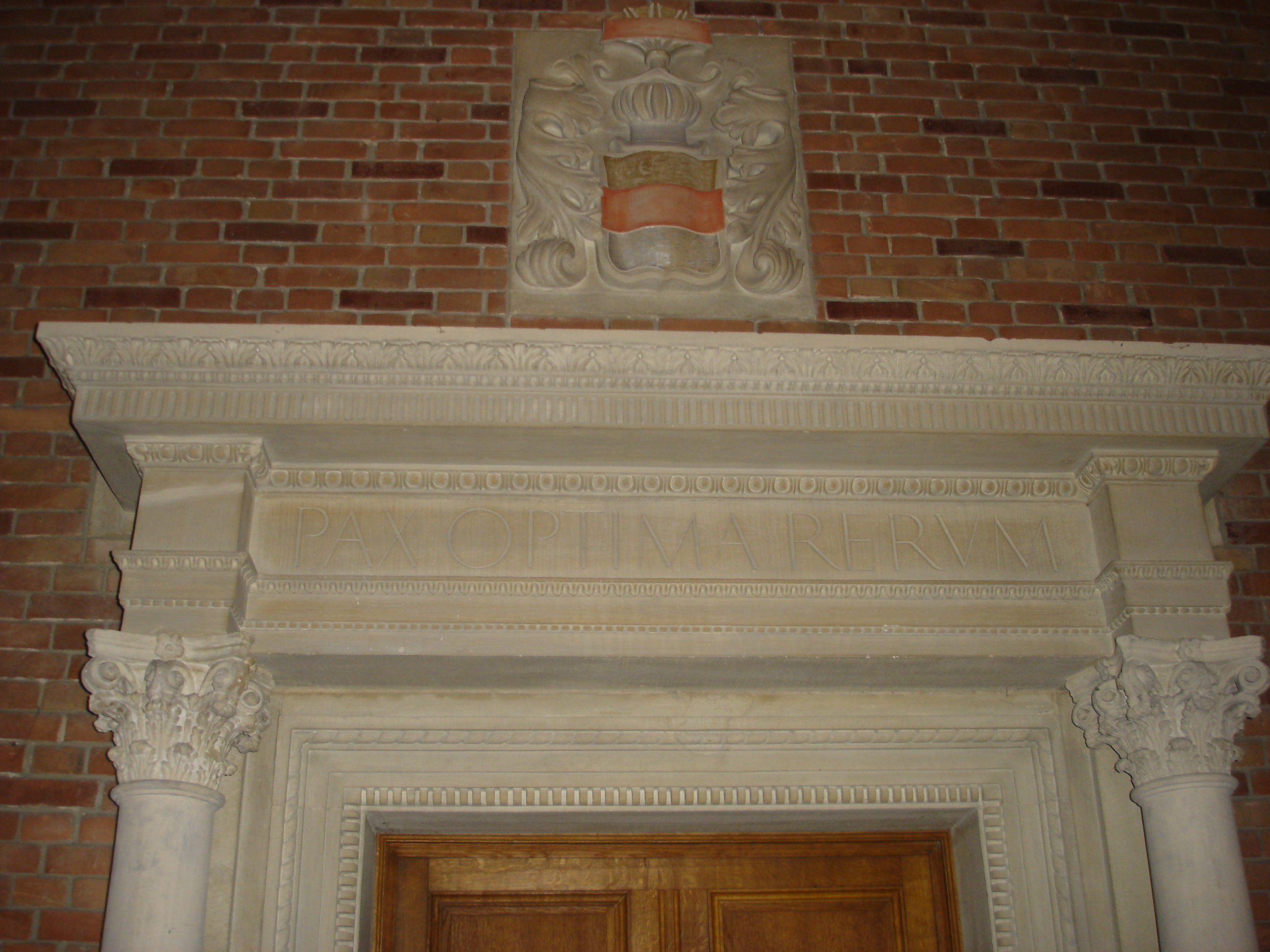
Sturz der Tür zum Friedenssaal

Bei der Bürgerhalle handelt es sich im Wesentlichen um einen einzigen großen Raum, dessen Decke von vier Stützpfeilern getragen wird. Er wird daher für Veranstaltungen und kleinere Ausstellungen genutzt. Auch befindet sich die Touristeninformation in der Halle. An der hinteren Wand führt auf der linken Seite eine steinerne Treppe hinauf ins benachbarte, in den Jahren 1615 und 1616 erbaute Stadtweinhaus und in den großen Festsaal. Auf der rechten Seite befindet sich die Tür in die auch als Friedenssaal bekannte Ratskammer. Der massive Sturz über der Tür trägt die Inschrift „Pax Optima Rerum“ – „Frieden ist das höchste Gut“. Er unterscheidet sich jedoch deutlich vom ursprünglichen, im Zweiten Weltkrieg zerstörten Sturz. Jener besaß einen massiven Aufbau in Dreiecksform mit einer Breite von 2 m und einer Höhe von 1,37 m. Auf ihm war das Wappen der Stadt Münster in der Schmuckfassung zu sehen, das heißt der Wappenschild mit gefächertem Helm, gehalten von jeweils einem Löwen zu beiden Seiten. Darüber war der Sturz mit einem Frauenkopf verziert sowie links und rechts neben den beiden Löwen jeweils mit einem nackten Putte mit Füllhorn und Schild.
Zur weiteren Ausstattung der Halle gehören auch Teile von Rüstungen und Waffen aus städtischem Besitz sowie die Replik des Sendschwertes, nachdem das Originalschwert von Dieben in der Nacht auf den 24. Oktober 2000 entwendet wurde und bisher nicht wieder aufzufinden war. Weitere Ausstellungsstücke sind eine stark verwitterte Skulptur aus dem Bildnis der „Marienkrönung“ sowie die Skulptur des Königs, die beide aus dem Bildprogramm des Schaugiebels stammen und im Rahmen von Restaurierungsarbeiten ersetzt wurden. Das Modell einer Hansekogge in ihrer spätmittelalterlichen Bauweise erinnert an die Zugehörigkeit Münsters zur Hanse.

### Ratskammer (Friedenssaal)

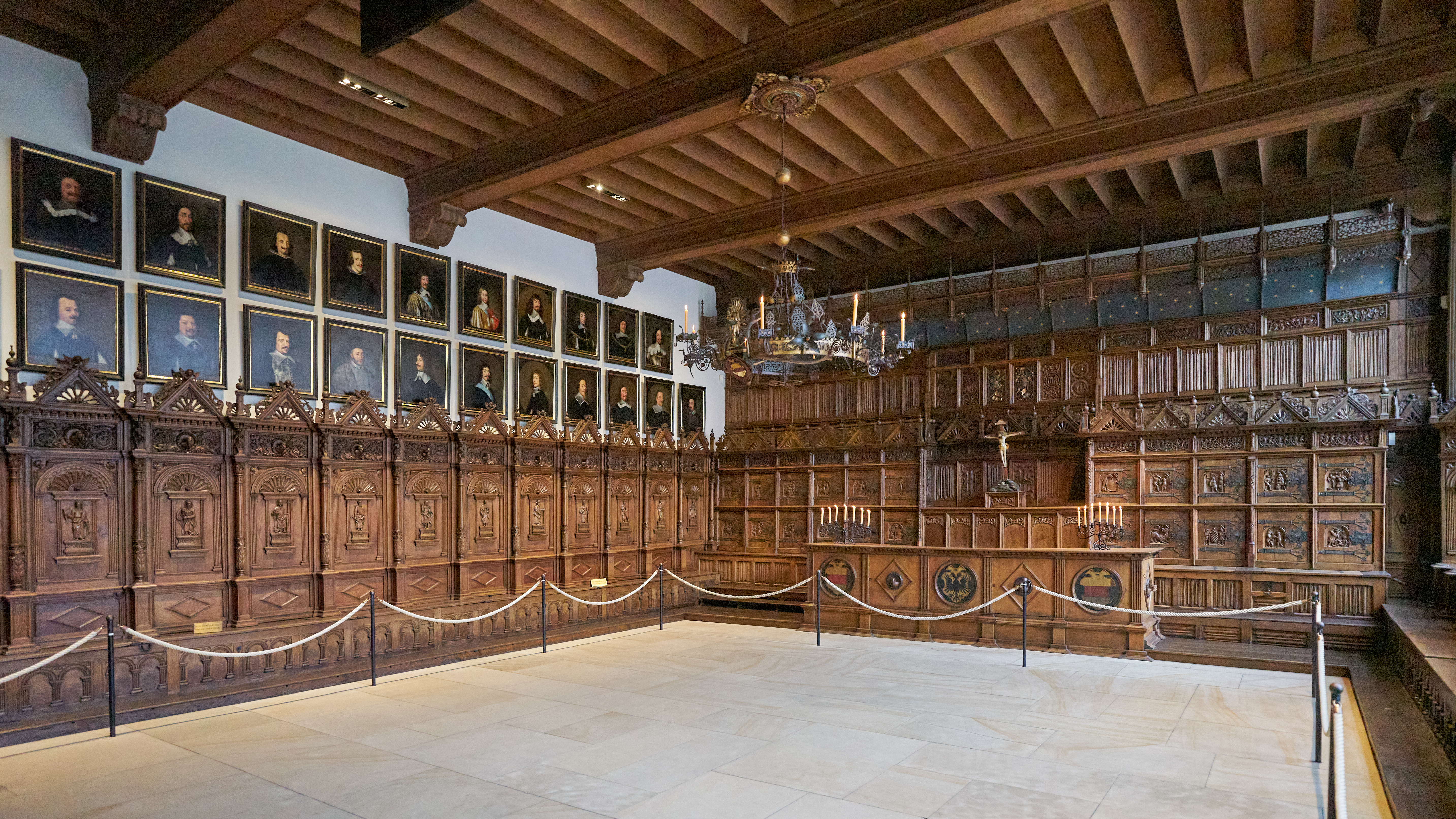
Der Friedenssaal

Die Ratskammer, seit dem 18. Jahrhundert auch als Friedenssaal bekannt, ist ein knapp 10 m × 15 m großer Saal, der rundherum in Holz im Stile der Renaissance getäfelt ist. Der Boden ist als Kontrast zum warmen Holz grau gefliest. Die Vertäfelungen an den Längsseiten des Saals, d. h. die Westwand sowie die östliche Fensterwand, entstanden im Jahre 1577, ersichtlich an einer Füllung an der Eingangstür zum Saal.
Diese Tür der Westwand ist zudem geschmückt mit dem Abbild von Salvator, der Figur des auferstandenen Jesus Christus. Entworfen wurden die Täfelungen von Hermann tom Ring, einem bedeutenden westfälischen Maler des 16. Jahrhunderts. Neben der Eingangstür an der Westwand befindet sich eine Sitzbank, die zwölf Personen Platz bietet. Die Vertäfelungen oberhalb der Sitzplätze entlang der Wand zeigen Bildnisse von Jesus Christus, den zwölf Aposteln und Paulus, dem Namenspatron des St.-Paulus-Doms in Münster. Die Bilder sind in folgender Reihenfolge zu sehen: Bartholomäus, Thomas, Andreas, Jakobus der Jüngere, Matthäus, Philippus, Petrus, Jesus Christus, Johannes, Jakobus der Ältere, Simon, Judas Thaddäus, Matthias und Paulus. Getrennt voneinander werden die einzelnen Bilder durch schmale Säulen, die am oberen Ende durch einen verzierten Dreiecksgiebel miteinander verbunden sind.

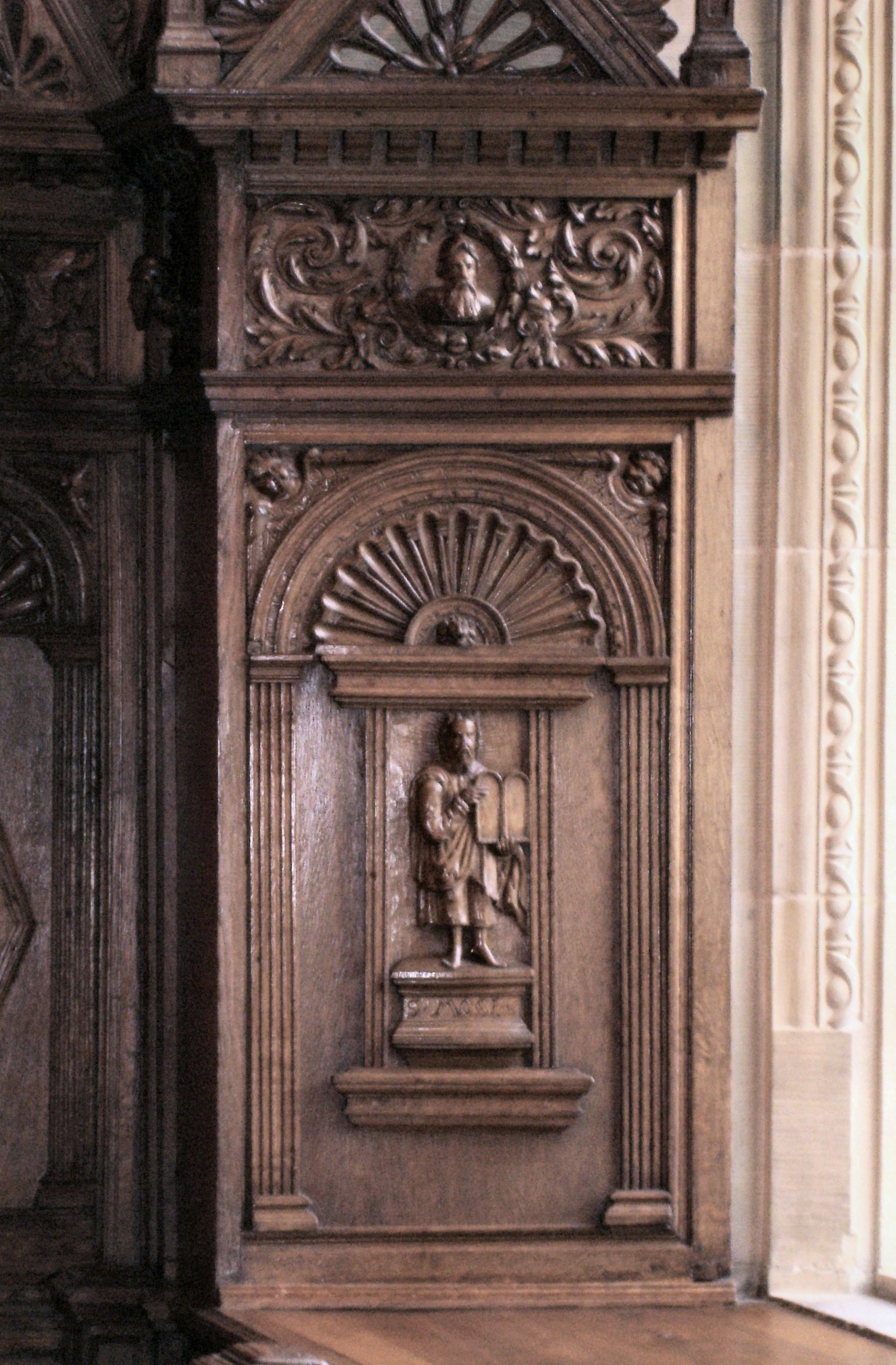
Moses an der Ostwand

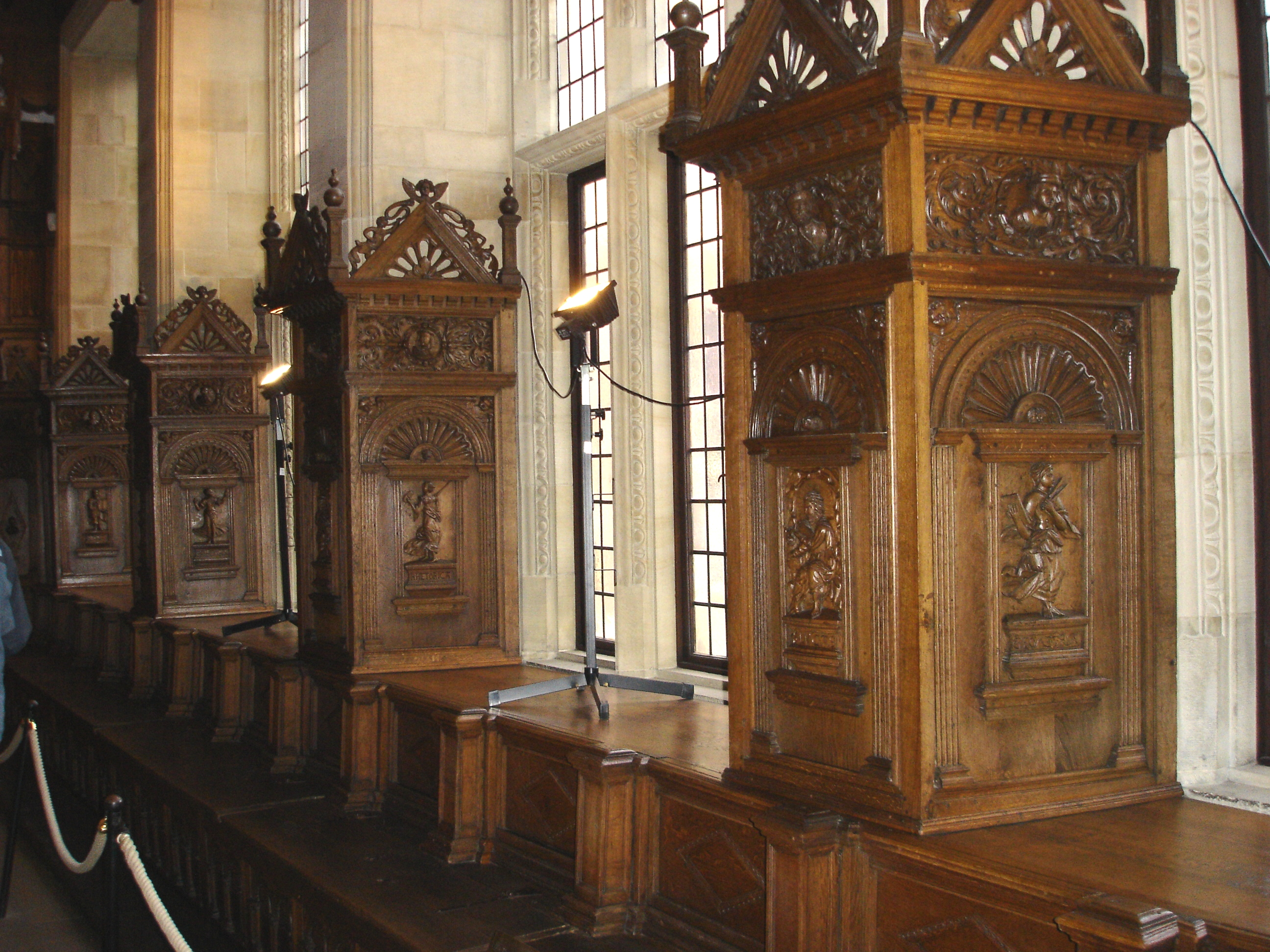
Die Ostwand mit den Täfelungen zwischen den Fenstern

In die Ostwand, die Fensterwand, sind vier große Fenster eingelassen. Die ursprüngliche Rautenverglasung, die insgesamt acht allegorische Figuren der göttlichen sowie Kardinaltugenden enthielt und die mit dem Rest des Rathauses im Oktober 1944 zerstört wurde, ist durch eine schlichte getönte Verglasung ersetzt worden. Die Wandflächen sind wie die Westwand vertäfelt. Die Täfelung besteht aus drei verschiedenen Themengebieten: Die vier in den Raum zeigenden Flächen der Pfeiler zeigen die Abbildungen der vier Evangelisten in der üblichen Reihenfolge Matthäus, Markus, Lukas und Johannes. Erschaffen wurden sie nach Stichen des Künstlers Heinrich Aldegrever aus dem Jahre 1549. Die nördlichste Fensternische zeigt das Bildnis von Moses als Gesetzgeber. Die übrigen sieben Seiten der Fensternischen beschreiben die sieben freien Künste Grammatica, Dialectica, Arithmetica, Rhetorica, Musica, Geometrica sowie Astronomica, die an einer Universität gelehrt wurden. Wie auf der gegenüberliegenden Westwand sind auch diese Abbildungen durch schmale Säulen zu beiden Seiten begrenzt und über einen verzierten Dreiecksgiebel miteinander verbunden. Unterhalb der Vertäfelung befindet sich eine in den Raum gerichtete Sitzbank, die 14 Personen Platz bietet.

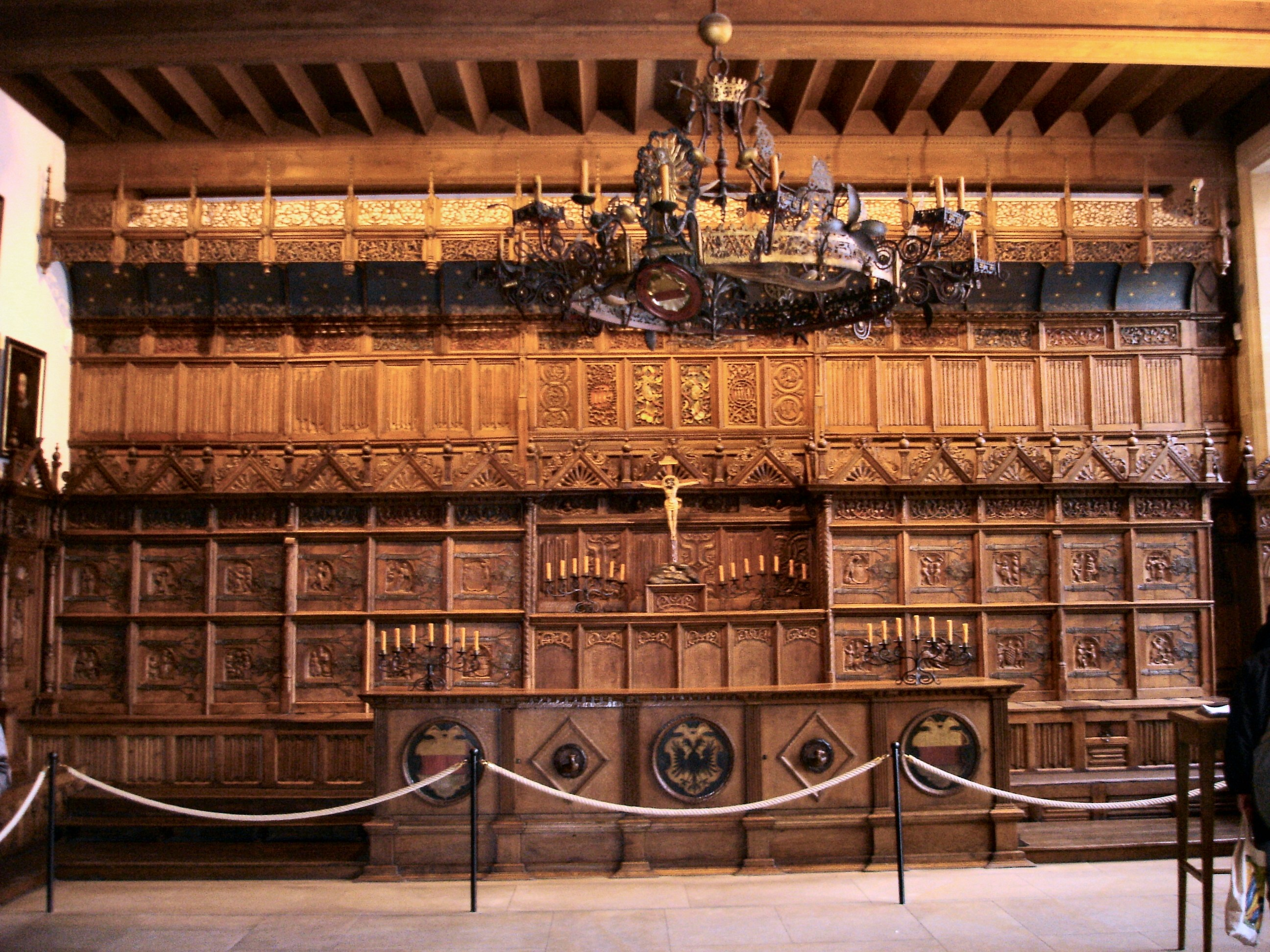
Die Nordwand mit dem dominierenden Wandschrank

Wie auch beim Giebel lässt sich ein Zusammenhang zwischen den einzelnen Abbildungen der Holzvertäfelung herstellen. Als sie knapp 40 Jahren nach der Herrschaft der Täufer in Münster entstanden, können sie als Mahnung angesehen werden, wie ein friedliches Zusammenleben auf christlicher Basis aussehen kann: Der Glaube an Jesus Christus und die Auferstehung, die Verbreitung des Glaubens durch die zwölf Apostel sowie die geschichtliche Überlieferung durch die vier Evangelisten. Die wichtigsten Gesetze werden durch Mose und die Zehn Gebote festgelegt. Demgegenüber steht auf der weltlichen Seite die gute Ausbildung, wie sie an einer Universität gelehrt wird.

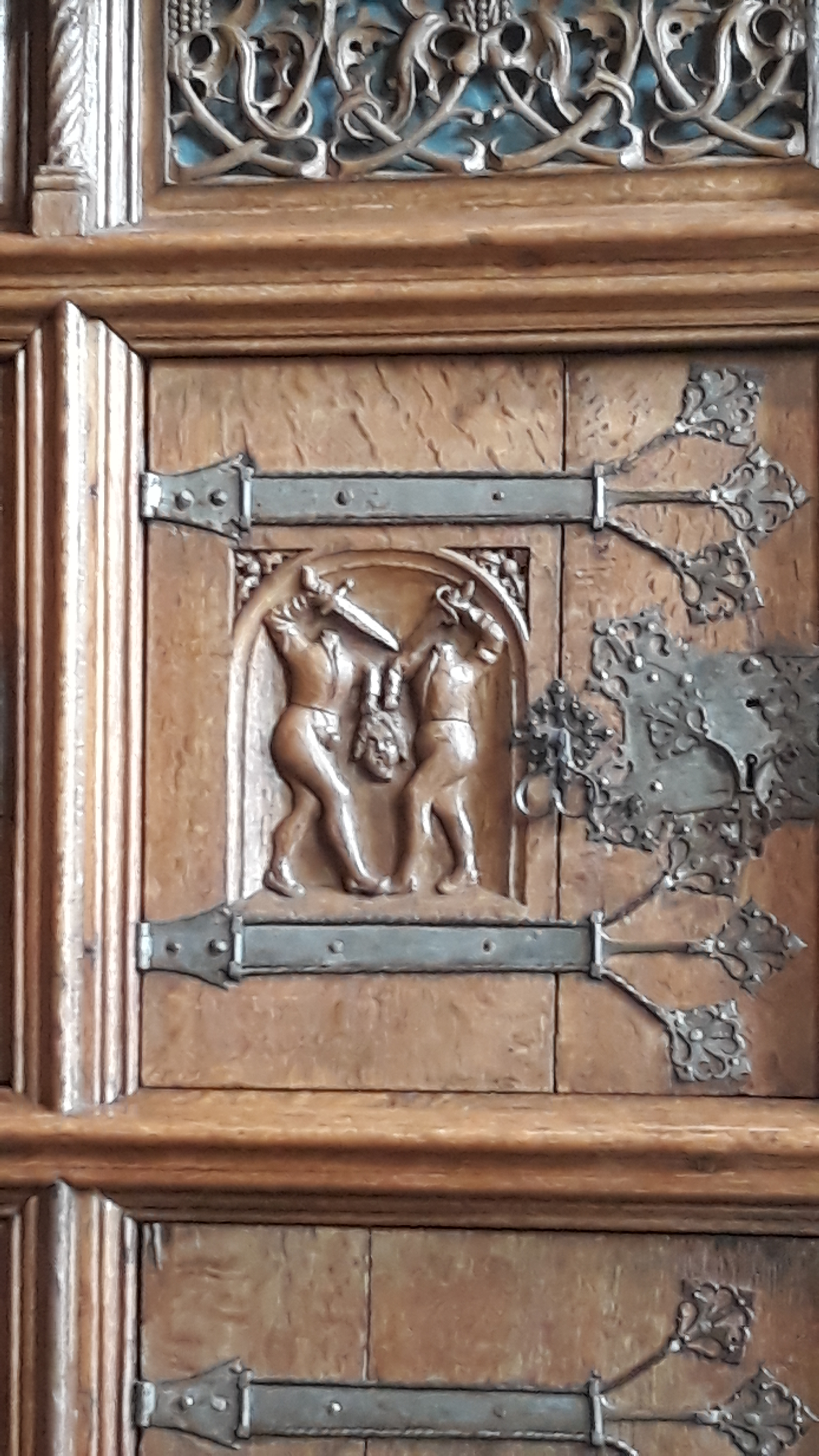
Allegorie der Streitsucht an der Ostseite der Nordwand.

Die Nordwand wird maßgeblich durch eine große Schrankwand dominiert. Vor der Schrankwand befindet sich ein Richtertisch und die Bürgermeisterbank, auf der die beiden Bürgermeister, also der Stadtsyndikus und der Stadtschreiber saßen. In die Schrankwand sind insgesamt 22 kleine Fächer in zwei Reihen übereinander eingelassen. Diese sind aufgeteilt in zwölf Fächer auf der linken sowie zehn Fächer auf der rechten Seite und mit Abbildungen verziert. Vier von ihnen zeigen biblische Szenen, sechs zeigen Heiligenfiguren als Patrone münsterscher Pfarrkirchen, drei sind mit heraldischen Abbildungen versehen und sieben mit menschlichen Lastern verziert. Zwei weitere lassen sich keiner bestimmten Gruppe zuordnen. Die genaue Anordnung ist in der folgenden Tabelle dargestellt. Die Fächer scheinen bereits um das Jahr 1536 entstanden zu sein, einige eventuell auch schon früher, erkennbar an der Anbringung der Beschläge. Diese sind im Rahmen der Montage offensichtlich verändert worden. Offensichtlich wurden bei der Umgestaltung des Raumes frühere Einrichtungsgegenstände zusammengeführt. In der Mitte befinden sich keine Schrankfächer, sondern ein Kreuz mit Jesus Christus, dessen Körper in weiß gehalten wurde. Vor diesem für das Jahr 1540 datierte Kreuz wurden alle Ratsmitglieder sowie städtische Amtsträger vereidigt und werden es noch immer.
| Linke Schrankwand (Westseite)                      |                                                                                         | |                                                                                      |                                                                        |                                                                        |
| Maria Magdalena mit Salbbüchse und Beutel (Patron) | Trinkender, taumelnder Mann (Trunksucht)                                                | Der heilige Georg auf einem Drachen stehend und dabei das Schwert schwingend (Patron)                           | Simson auf einem Löwen sitzend und ihm dabei den Rachen aufreißend (Altes Testament) | Jonas, wie er aus dem Rachen eines Fisches auftaucht (Altes Testament) | Zwei stehende Wölfe mit einem gespaltenen Schild (Heraldik)            |
| Sankt Martin zu Pferd und der Bettler (Patron)     | Der Heilige Lambertus, wie er vor einem Altar stehend von hinten erdolcht wird (Patron) | Eine Hirschkuh, die zum heiligen Ägidius flüchtet und ein Jäger, der mit Pfeil und Bogen auf sie zielt (Patron) | Der heilige Ludgerus mit einem Modell seiner Kirche und seinen Gänsen (Patron)       | Ein streitendes Ehepaar (Herrschsucht)                                 | Sitzender Löwe, der ein Wappenschild der Stadt Münster hält (Heraldik) |

| Rechte Schrankwand (Ostseite)                                    |                                                            |                                                                  | |                                                                                            |
| Sitzender Greif mit leerem Wappenschild (Heraldik)               | Zwei um einen Kopf kämpfende kopflose Männer (Streitsucht) | Simson mit ausgehobenen Torflügeln (Altes Testament)             | Landsknecht mit abgebrochener Hellebarde, der auf einen Dudelsack spielenden Narren zugeht (Dummheit) | Ein Mann, der eine nur mit einem Lendentuch bekleidete Leiche davonträgt (Keine Zuordnung) |
| Eine Frau schlägt einen Bären mit einem Knüppel (Wehrhaftigkeit) | Hund mit einem Knochen im Maul (Keine Zuordnung)           | Josua und Karleb mit einer riesigen Weintraube (Altes Testament) | Zwei kämpfende Affen. Der linke mit einem Knüppel, der rechte mit einem Beil. (Rauflust)              | Ein Mann schwingt ein Schwert über ein auf dem Boden sitzenden Mann (Rauflust)             |

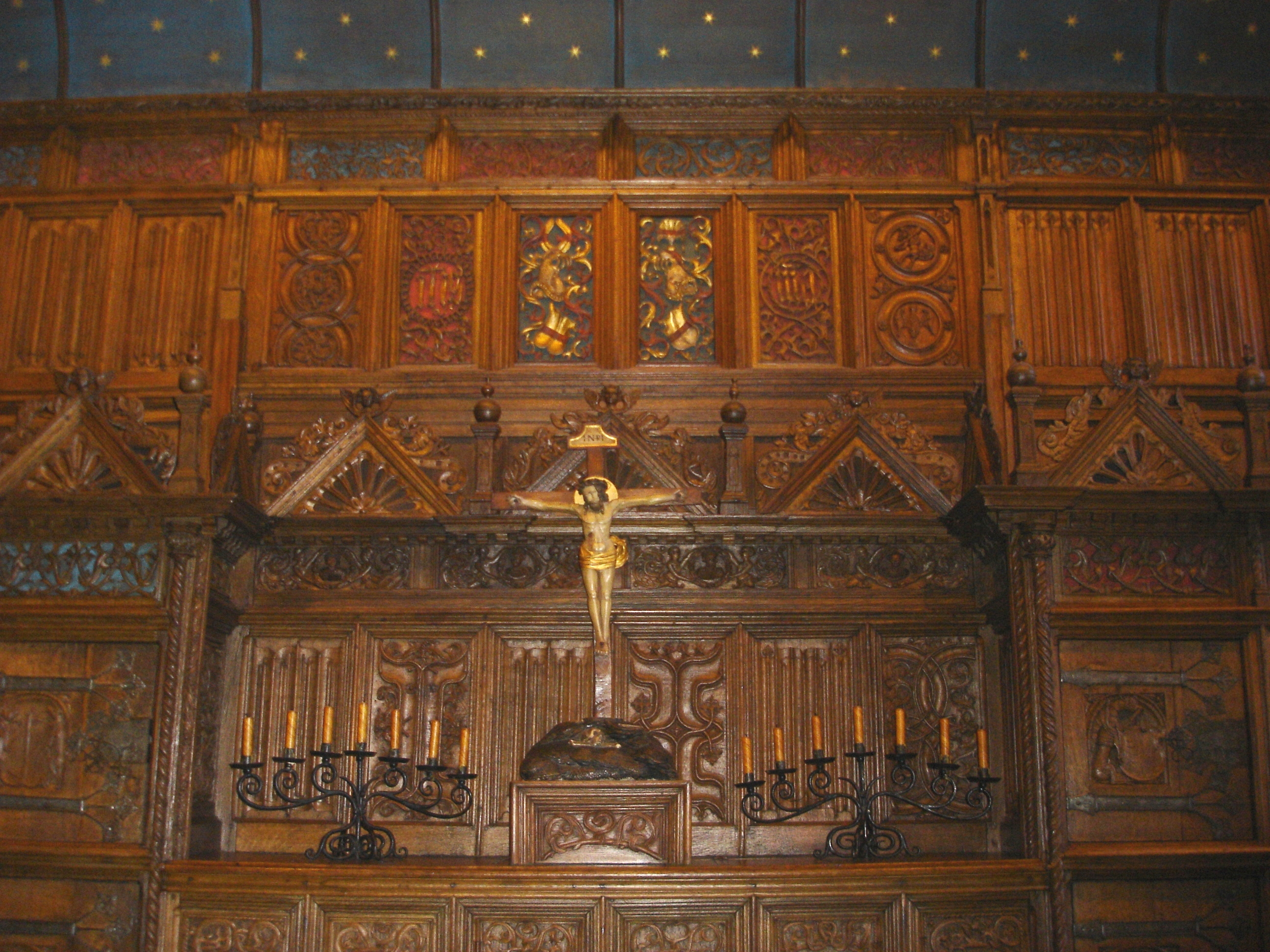
Die Mitte der Schrankwand

Die Wandverkleidung oberhalb des eigentlichen Schrankes besteht aus 22 Feldern. Während die neun linken (Westseite) und sieben rechten (Ostseite) über Verzierungen durch einfache Holzfalten verfügen, sind die mittleren sechs mit Holzschnitzereien versehen. Das Linke von ihnen trägt drei miteinander verschränkte und mit Blattwerk gefüllte Kreise. Gefolgt wird es von einem Feld, in dem kunstvoll verziert in gotischen Buchstaben „ihs“ als Abkürzung für Jesus Christus eingeschnitzt wurde. Das Feld links der Mitte zeigt das Wappen des Hochstifts Münster in den Farben Gold – Rot – Gold und mit Büffelhörnern verzierten Helm, während das rechts der Mitte das Wappen der Stadt Münster in den Farben Gold – Rot – Silber und mit einem Fächer verzierten Helm zeigt. Als Gegenstück zum Jesus Christus gewidmeten Feld folgt anschließend eines, das Maria gewidmet ist und die Inschrift „ma“ trägt. Das letzte der verzierten Felder besteht aus zwei Kreisen. Der untere Kreis enthält eine Taube, der obere erinnert an die Darstellung eines Kretins aus Goethes Götz-von-Berlichingen.

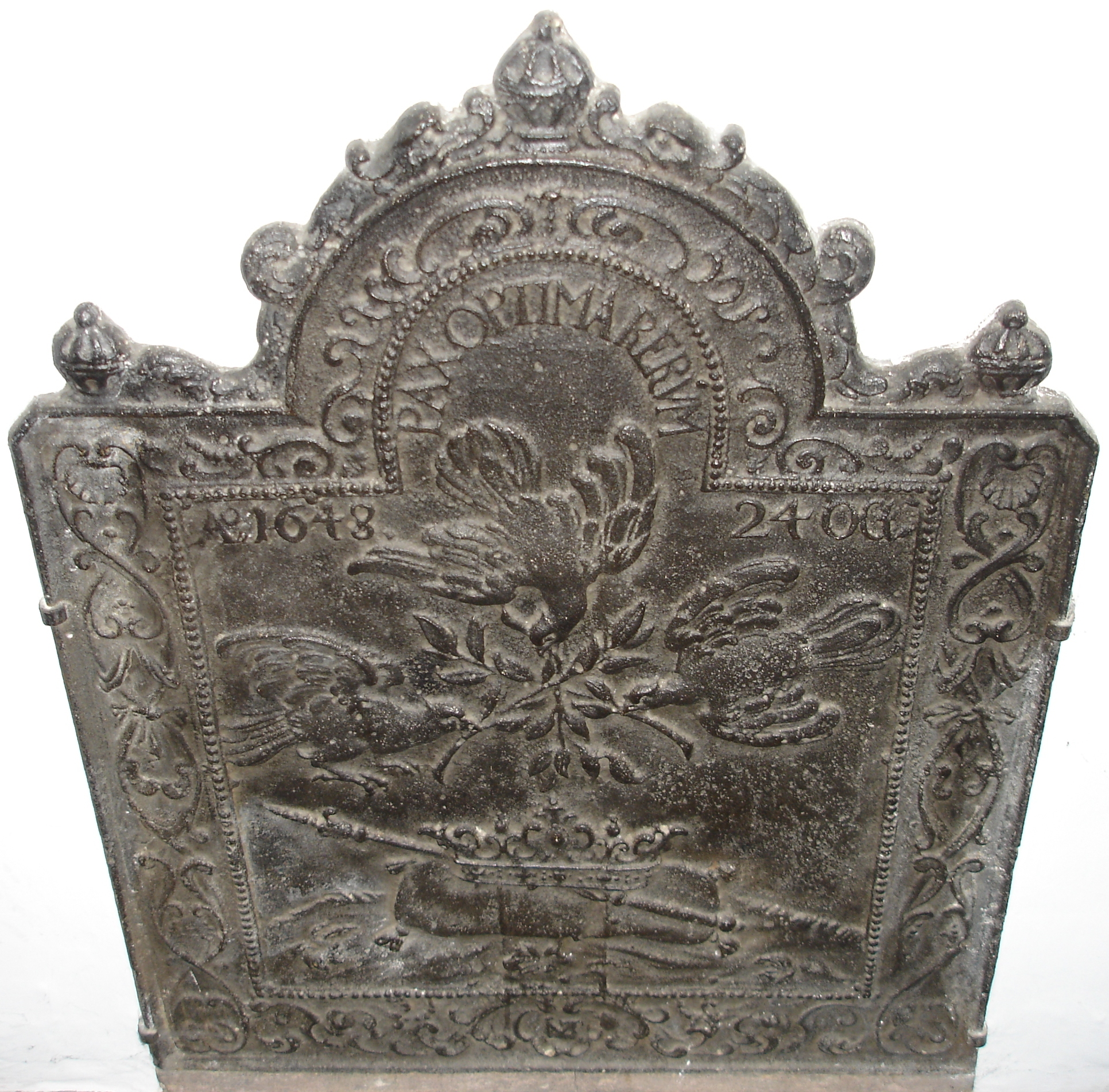
Gusseiserne Ofenplatte des Kamins

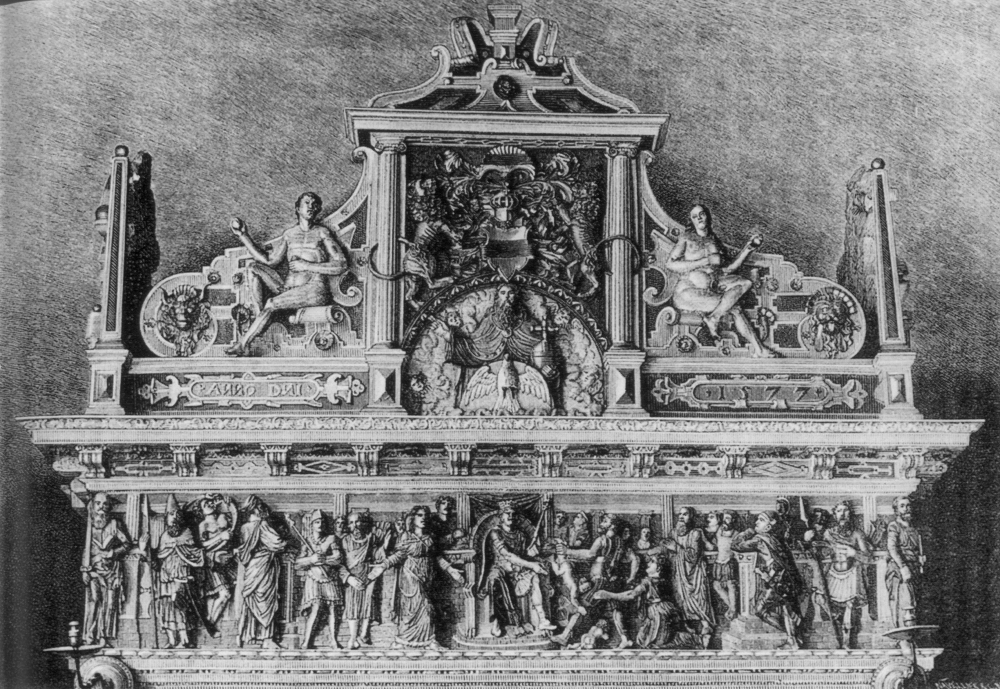
Holzstich aus dem Jahre 1885 des ursprünglichen Kamins

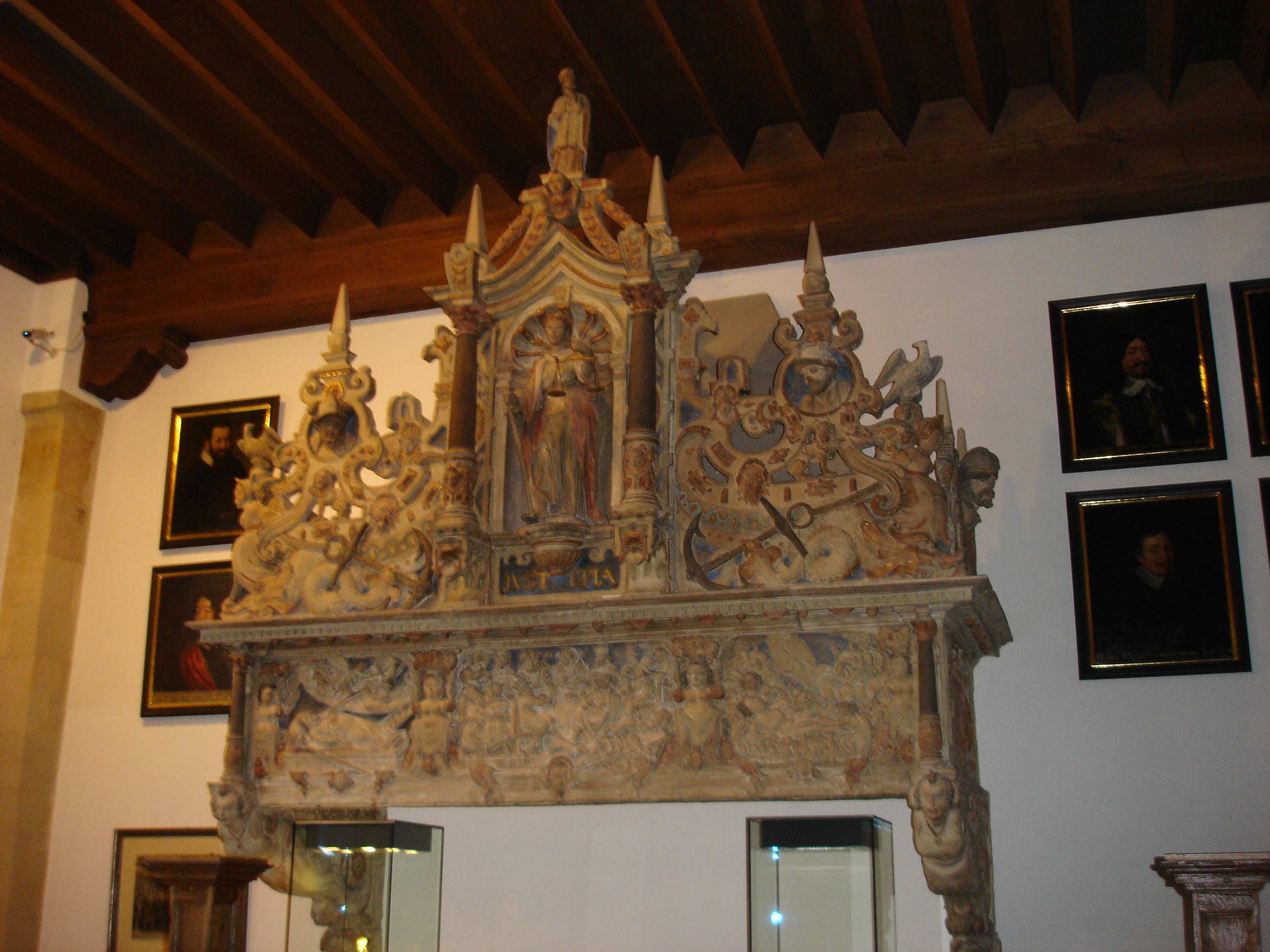
Der „neue“ Kamin aus dem Krameramtshaus

An der Südwand befindet sich ein mächtiger Kamin. Allerdings handelt es sich hierbei nicht um das Original aus dem Jahre 1577, da jener zusammen mit dem Rathaus im Oktober 1944 zerstört wurde. Er zeigte eine Darstellung des salomonischen Urteils aus der Bibel (1. Buch der Könige, Kapitel 3, Verse 16–28). Stattdessen befindet sich an dieser Stelle nun der Kamin des Krameramtshauses aus dem Jahre 1621. Dieser zeigt das Gleichnis des Reichen und des armen Lazaraus (Evangelium nach Lukas, Kapitel 16, Verse 19–31). Der Kamin besitzt im oberen Teil einen großen Giebel, der mit der Person der Justitia mit Schwert und Waage verziert wurde. Neben Symbolen und Emblemen des Handels und der Schifffahrt an den Seiten des Kamins erinnert eine gusseiserne Ofenplatte an den Abschluss des Westfälischen Friedens. Sie zeigt ein Kissen mit einer Krone und einem Zepter darauf, darüber drei Tauben mit einem Ölzweig im Schnabel. Zusätzlich befindet sich eine Inschrift auf der Platte: „Anno 1648. Pax optima rerum, 24. Oct.“ Frei übersetzt bedeutet diese Inschrift: „Der Friede ist das höchste Gut, 24. Oktober 1648“.
Über den Sitzbänken der Westwand sowie an der Südwand hängen 37 Porträts der Souveränen und Abgesandten während der Zeit der Verhandlungen zum Westfälischen Frieden. Davon hängen 29 an der Westwand, 25 von ihnen rechts der Eingangstür mit dem großen Windfang und vier links davon. An der Südwand zwischen Westwand und dem Kamin hängen weitere sechs Bilder und zwei links neben dem Kamin. Die Reihenfolge beginnt rechts oben an der Westwand mit Kaiser Ferdinand III. und den beiden Friedensvermittlern Alvise Contarini und Fabio Chigi, gefolgt von seinen kaiserlichen Gesandten und Kurböhmen, den Abgesandten aus Frankreich, Spanien, Schweden und den Niederlanden. Danach folgen sechs kurfürstliche Abgesandte des deutschen Reiches (die sechs Porträts rechts neben dem Kamin), Johann Rudolf Wettstein als Gesandter der Stadt Basel und Vertreter der Schweizerischen Eidgenossenschaft sowie Johann von Reumont, dem Stadtkommandanten der Stadt Münster zu jener Zeit und Verantwortlichen für die Sicherheit der Kongressteilnehmer (beide links neben dem Kamin). Im Rahmen der umfangreichen Restaurierungsarbeiten zum 350-jährigen Jubiläum des Westfälischen Friedens im Jahre 1998 wurden Ziffern auf den Bildern entdeckt. Da angenommen wird, dass sie die ursprüngliche Reihenfolge angeben, wurden die Bilder nach Abschluss der Arbeiten in dieser Reihenfolge neu aufgehängt. Sie unterscheidet sich daher von der Reihenfolge auf älteren Fotos des Friedenssaals. Die folgenden beiden Tabellen veranschaulichen die korrigierte Aufhängung:
| Niederlande           | Niederlande    | Schweden                     | Schweden           | Spanien                                         | Spanien             | Frankreich                      | Frankreich                     | Kaiserliche Gesandte, Kurböhmen    | Kaiserliche Gesandte, Kurböhmen | Kaiserliche Gesandte, Kurböhmen       | Kaiser, Friedensvermittler | Kaiser, Friedensvermittler |
| Johann von Mathenesse | Adriaan Pauw   | Johan Adler Salvius          | Johan Oxenstierna  | Gaspar de Bracmonte y Guzmán Graf von Peñaranda | Philipp IV.         | Henri II. d’Orléans-Longueville | Ludwig XIV.                    | Johann Maximilian Graf von Lamberg | Johann Ludwig Graf von Nassau   | Maximilian von und zu Trauttmansdorff | Ferdinand III.             |                            |
| Frans van Donia       | Johan de Knuyt | Matthias Mylonius Biörenklou | Schering Rosenhane | Antoine Brun                                    | Joseph de Bergaigne | Abel Servien                    | Claude de Mesmes Comte d’Avaux | Ferdinand Graf von Waldstein       | Isaac Volmar                    | Johann Krane                          | Alvise Contarini           | Fabio Chigi                |

| Stadt Basel, Stadtkommandant | Kamin | Kurfürstliche Gesandte            | Kurfürstliche Gesandte               | Kurfürstliche Gesandte                     | Ecke Südwand / Westwand | Niederlande              | Niederlande      | Windfang |
| Johann Rudolf Wettstein      | Kamin | Graf Johann von Sayn-Wittgenstein | Georg Christoph Freiherr von Haslang | Hugo Everhard Cratz Graf von Scharfenstein | Ecke Südwand / Westwand | Barthold van Gent        | Godart van Reede | Windfang |
| Johann von Reumont           | Kamin | Franz Wilhelm von Wartenberg      | Johann Ernst Pistoris                | Hugo Friedrich Freiherr von und zu Eltz    | Ecke Südwand / Westwand | Adriaan Clant van Stedum | Willem Ripperda  | Windfang |

Von den insgesamt 37 Bildern wurden 34 durch den Porträtmaler Anselm van Hulle beziehungsweise durch seinen Gehilfen Jan Baptist Floris gemalt, der Kopien von den durch van Hulle erstellten Porträts anfertigte. Sie wurden am 7. Juli 1649 in der Ratskammer aufgehängt. Das Bild von Münsters Stadtkommandanten Johann von Reumont sowie das des schwedischen Gesandten Matthias Mylonius Biörenklou stammen nicht von Floris. Erst 1966 kam das Porträt des Gesandten der Stadt Basel, Johann Rudolf Wettstein, hinzu, als Geschenk des Kantons Basel-Stadt.

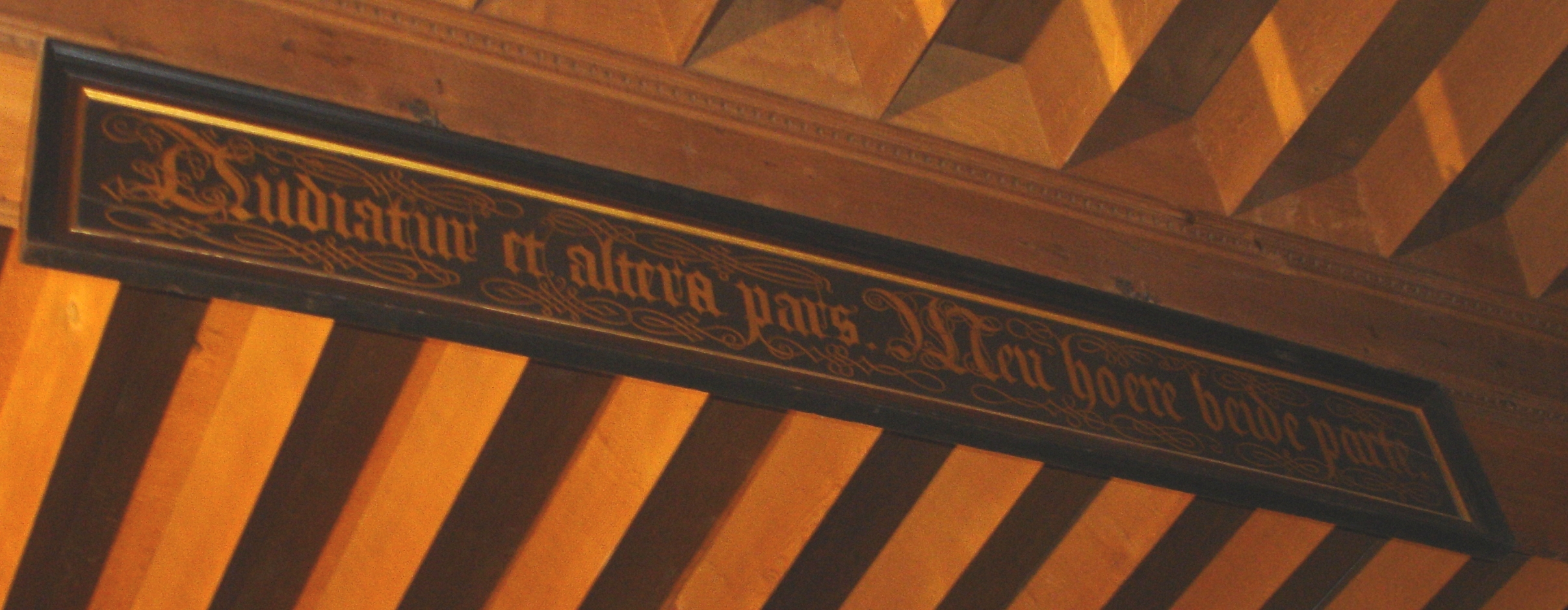
Tafel unter der Decke

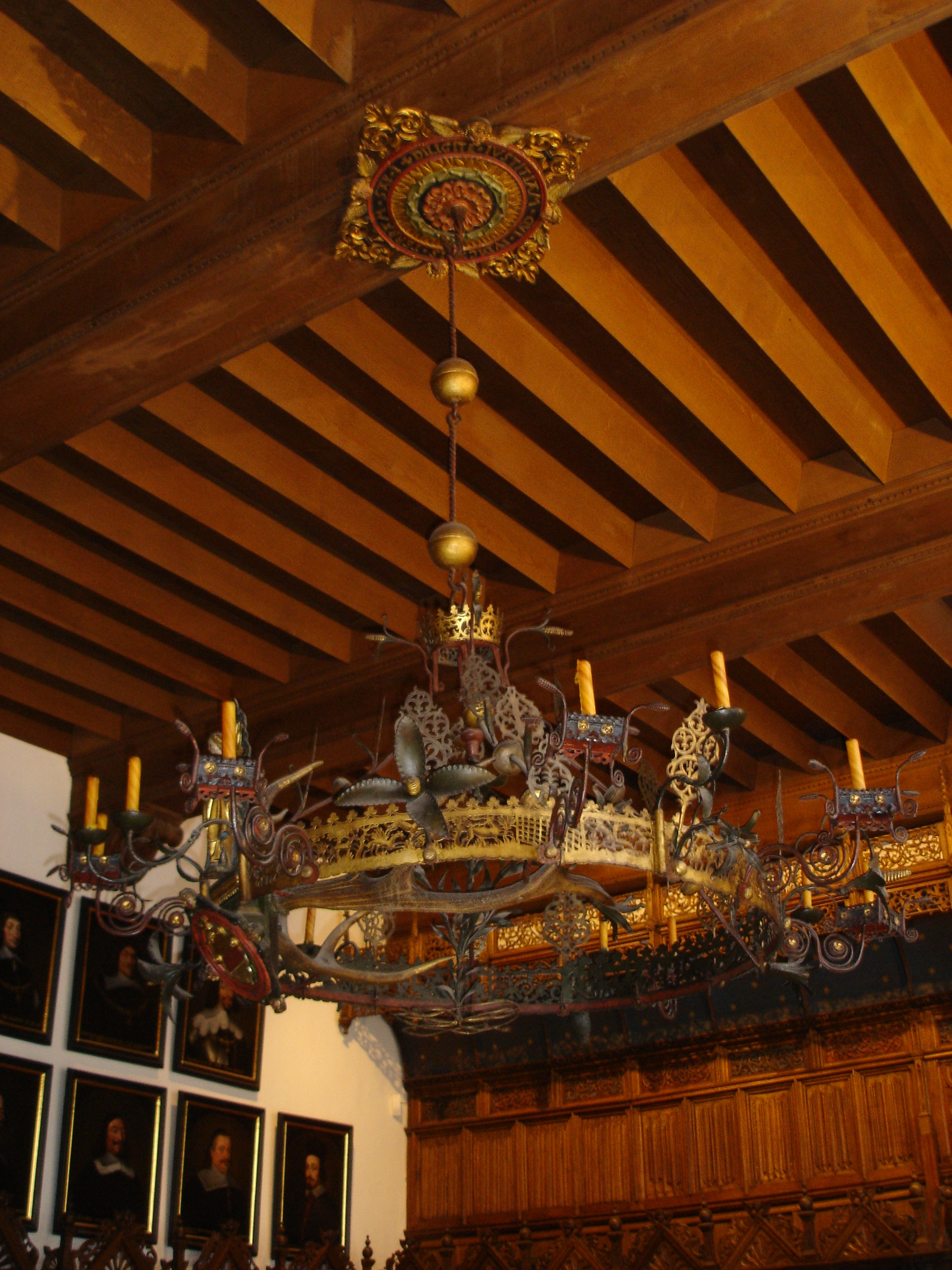
Der massive Kronleuchter

Neben der Funktion als Sitzungssaal für die Ratsherren diente der Saal auch als Gerichtsstätte. Die Ratsherren waren dabei für die höhere Rechtsprechung zuständig. Dementsprechend finden sich in diesem Saal auch noch entsprechende Relikte. Eines davon ist die mitten im Raum stehende Gerichtsschranke, die Richter und Beisitzer von den Gerichtsparteien und Zuschauern trennte. Oberhalb der Schranke unter der Decke aufgehängt befindet sich eine Tafel, die die Richter zur Unparteilichkeit ermahnen sollte. Auf ihr steht „Audiatur et altera pars – Men hoere beide Parte“ geschrieben, was „man höre beide Parteien an“ bedeutet. Weiterhin befindet sich unter der Decke des Saals aufgehängt ein massiver Kronleuchter, der von flämischen Kunstschmieden geschaffen wurde. Er ruht auf dem Geweih eines ungeraden Achtenders und ist mit Jagdszenen und Tierdarstellungen verziert. Weitere Verzierungen bestehen aus dem Stadtwappen, einer spätgotischen Madonnenfigur, einer goldenen Krone sowie zwei goldenen Kugeln und einer geschnitzten Rose, aus der die Deckenaufhängung entspringt. Der äußere Ring um die geschnitzte Rose ist mit einer Umschrift aus Goldbuchstaben aus dem „Buch der Weisheit“, Kapitel 1, Vers 1, versehen. Sie lautet „Diligite iustitiam, qui iudicatis terram“ und bedeutet in der Übersetzung „Liebet die Gerechtigkeit, ihr, die ihr über die Erde richtet.“
Zusätzlich diente der Saal zwischen 1826 und 1862 als Sitzungssaal des Landtages der preußischen Provinz Westfalen, der alle zwei Jahre tagte, nachdem Münster durch den Wiener Kongress in den Jahren 1814/15 dem Königreich Preußen zugeordnet und zur Hauptstadt der Provinz Westfalen ernannt wurde. Zudem tagte hier im Jahre 1848 die Stadtverordnetenversammlung, als es zur Märzrevolution im Deutschen Bund und somit auch in Preußen kam.

### Festsaal
Die Nutzung des Raumes vor dem Jahre 1861 ist unbekannt. Allerdings ist anzunehmen, dass er als zusätzliche Lagerfläche für Händler und Kaufleute diente, die ihre Waren auf den regelmäßig stattfindenden Märkten feilboten. Er befand sich jedoch in einem desolaten Zustand, so dass Wünsche zur Umgestaltung und Nutzung in der Bevölkerung aufkamen, insbesondere nachdem Pläne zur Verlegung des westfälischen Provinziallandtags in das Obergeschoss fallengelassen wurden. Die Umgestaltung in jenem Jahr nahm der geheime Regierungsbaurat Salzenberg vor und ermöglichte die Nutzung des Saals für Empfänge und größere Geselligkeiten. Salzenberg versah den Raum mit einem hochsteigenden Tonnengewölbe im Stile der Gotik, passend zu den großen gotischen Maßwerkfenstern auf der zum Prinzipalmarkt gelegenen Seite. Zur Realisierung des hochgezogenen Gewölbes bezog er die darüberliegenden Dachböden mit ein, so dass sich die Decke des Saals bis hoch unter den Giebel erstreckte. Die Längsseiten zierten zahlreiche lebensgroße Figurengemälde von Personen, die sich um die Stadt Münster verdient gemacht haben, unter anderem Karl der Große, Liudger und Freiherr Franz von Fürstenberg.
Nachdem der bei der münsterschen Bevölkerung durchaus beliebte Saal bei der Zerstörung des Rathauses im Zweiten Weltkrieg ein Raub der Flammen wurde, ist er während des Wiederaufbaus im vollkommen neuer Form „rekonstruiert“ worden. Dabei wurde das Tonnengewölbe durch eine flache Deckenkonstruktion ersetzt, was der ursprünglichen Form der Decke entsprach. Auch kam es zu einer farblichen Umgestaltung. So ist der Raum seitdem in den Stadtfarben Gold, Rot und Silber gehalten. An der grundlegenden Funktion hat sich seit der Umwandlung in einen Festsaal 1861 allerdings nichts verändert. Jedoch dient der Saal auch regelmäßig als Tagungsort des münsterschen Stadtrates.

### Rüstkammer

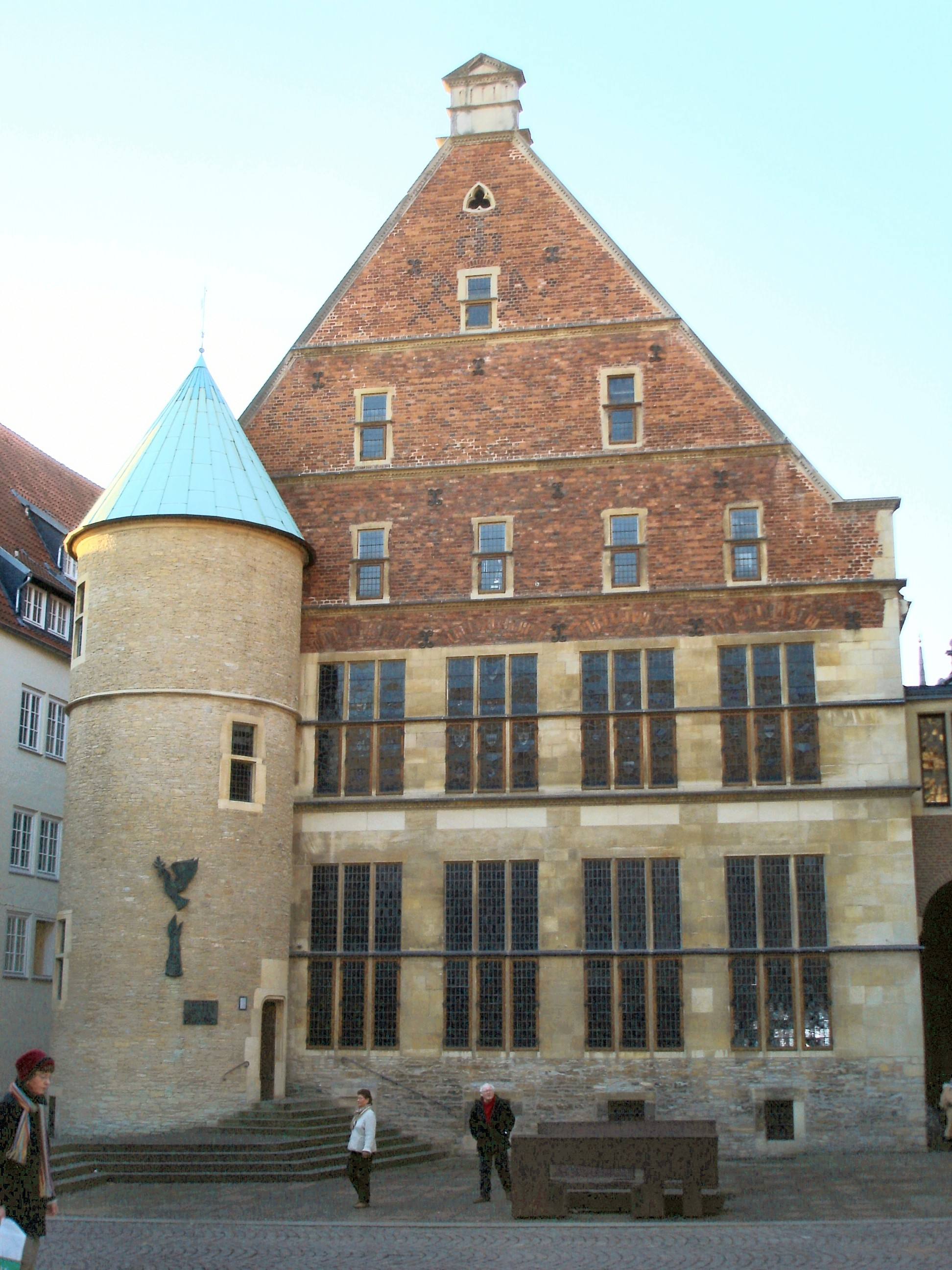
Die Rückseite des Rathauses. Links der neue Treppenturm, der die kleine Ratskammer ersetzt. Unterhalb der Fenster die Skulptur Toleranz durch Dialog von Eduardo Chillida

Die Rüstkammer befindet sich im Hauptgeschoss oberhalb der Ratskammer und entspricht ihr in den Ausmaßen. Während früher in diesem Raum das Waffenarsenal der Stadtwache untergebracht war, ist er nun ein großzügiger Kaminraum, was nicht zuletzt der zurückhaltenden Einrichtung zu verdanken ist.

### Keller
Sowohl die Bürgerhalle als auch die Ratskammer sind unterkellert und wurden ab 1545 zur Lagerung von Wein verwendet. Bereits ab 1550 gab es einen „Rats-Weinschenk“ im Keller des Rathauses. Die alte Balkenkonstruktion der Decke wurde im vorderen Teil unterhalb der Bürgerhalle 1563 und unterhalb der Ratskammer beim großen Umbau des Rathauses 1576 durch gemauerte Kreuzgewölbe ersetzt. Bis zur Eröffnung des Stadtweinhauses im Jahre 1616 lagerten bis zu 20.000 Liter Wein in den Fässer im Rathauskeller. Nachdem der Wein daraufhin umgelagert wurde, diente der Keller als Lagerfläche, die an Kaufleute vermietet wurde. Zwischen 1924 und der Zerstörung des Rathauses gab es eine Gaststätte im Rathauskeller.

### Dachboden
Der große Dachboden besteht aus vier Teilen und misst vom Boden bis zum Dachfirst 15 Meter. Drei davon wurden zur Lagerung von Tüchern, Holz und Getreide genutzt. Ab dem Jahr 1664 mussten die Kaufleute, die ihre Waren dort einlagerten, eine Pacht bezahlen. Die Ein- beziehungsweise Auslagerung der Waren fand durch drei Öffnungen in Spitzarkadenform im vorderen, zum Prinzipalmarkt zeigenden Giebel statt. Verschlossen waren sie mit Holztüren. Die Lagerung von diesen leicht brennbaren Waren wurde im Jahr 1774 durch den Rat der Stadt aufgrund der bestehenden Brandgefahr für das historische Gebäude verboten. Nachdem die Öffnungen für den Transport der Waren keine Funktion mehr hatten, wurden sie 1863 zugemauert. Sie sind als drei vertikal übereinander angeordnete Nischen in der Mitte des Rathausgiebels zu erkennen.

## Nutzungsarten

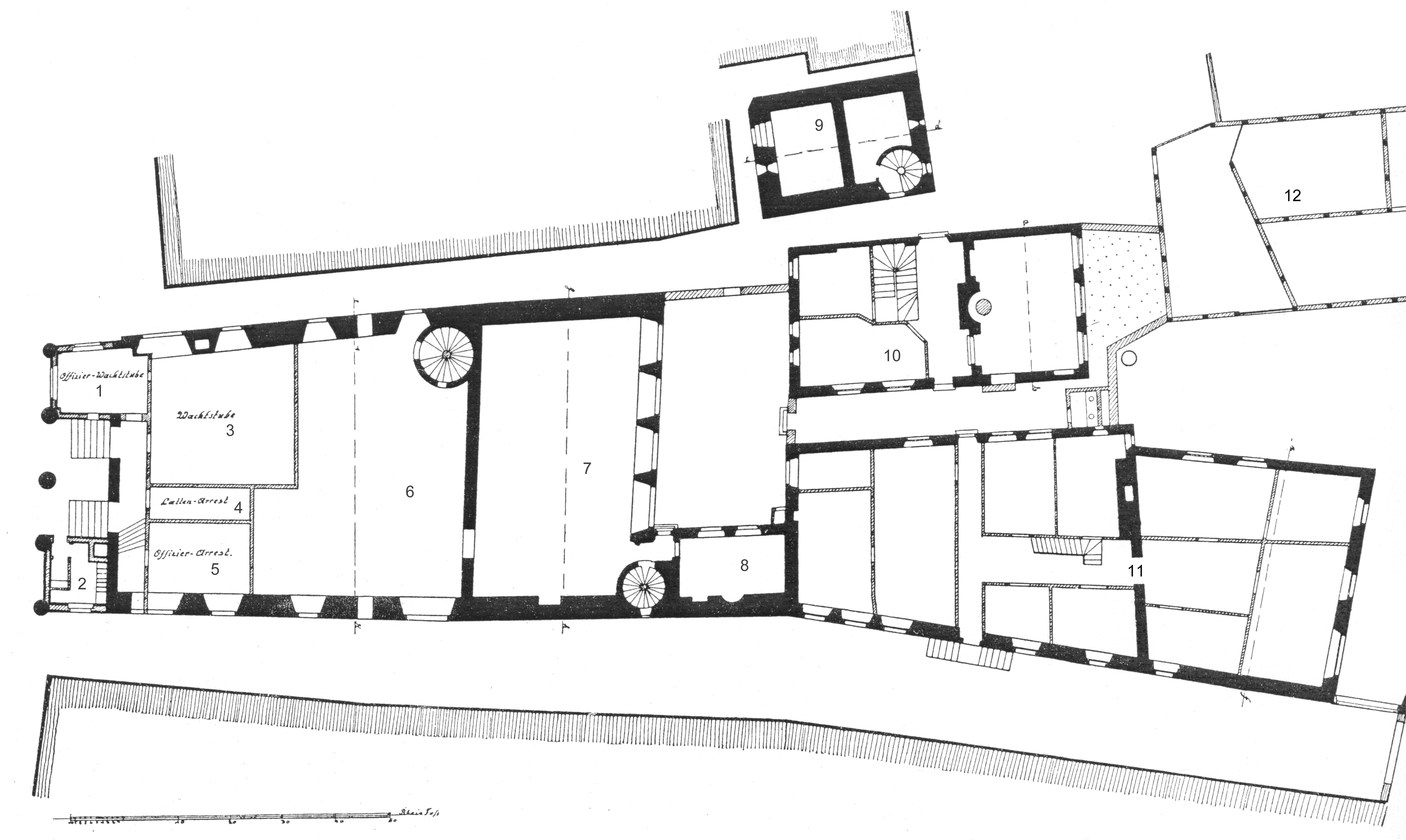
Grundriss des Erdgeschosses um 1815. Auf der linken Hälfte im vorderen, linken Teil die Wachtstuben und Arrestzellen, in der Mitte die Bürgerhalle und rechts die Ratskammer mit der im unteren Tell angebauten kleinen Ratskammer. Auf der rechten Hälfte Teile der Nebengebäude.

Das deutsche Rathaus im Mittelalter besaß mitunter mehr Funktionen als reiner Versammlungsort. Für das münstersche Rathaus treffen neben den Funktionen als Bürgerhalle und Ratskammer die eines Richt-, Kauf-, Tuch-, Spiel-, Tanz-, Korn-, Rüst- und Weinhauses sowie der einer Hauptwache zu.
Wie bereits erwähnt diente es als Gerichtshaus sowohl für die höhere Gerichtsbarkeit durch die Ratsherren in der Ratskammer als auch für die niedere Gerichtsbarkeit durch den von bischöflichen Landesherren eingesetzten Stadtrichter vor dem Rathaus beziehungsweise unter der Bogenhalle. Dabei beschränkten sich die Aufgaben des Stadtrichters im Wesentlichen auf die Ankündigung des Gerichtstages und die Verkündung des durch das hohe Gericht gefällte Urteil. Dennoch erhielt auch er ein Gerichtsbild zur Ermahnung an eine gerechte Urteilsfindung. Hermann tom Ring erschuf dieses Bild mit der Darstellung des Jüngsten Gerichts gegen 1558 am gegenüberliegenden Michaelistor.
Auch als Spielhaus für öffentliche Aufführungen trat das Rathaus in Erscheinung. Allerdings war diese Art der Nutzung eher selten. Bezeugt sind nur Aufführungen in den Jahren 1537, 1552, 1601, 1611, 1612 und 1645. Über Tanzveranstaltung finden sich noch weniger Überlieferungen. Wesentlicher Grund war das um 1265 erbaute Gruthaus, das für Veranstaltungen solcher Art wesentlich besser ausgestattet war. Auch die Feste und Feiern der ortsansässigen Gilden fanden in den eigenen Gildehäusern statt. Die einzige Überlieferung einer Tanzveranstaltung fällt in die Episode der Täufer, als Jan van Leiden im Jahre 1534 mit seinen Frauen und den Stadträten an drei aufeinanderfolgenden Tagen mit jeweils einem Drittel der Stadtbevölkerung getanzt und getafelt hat.

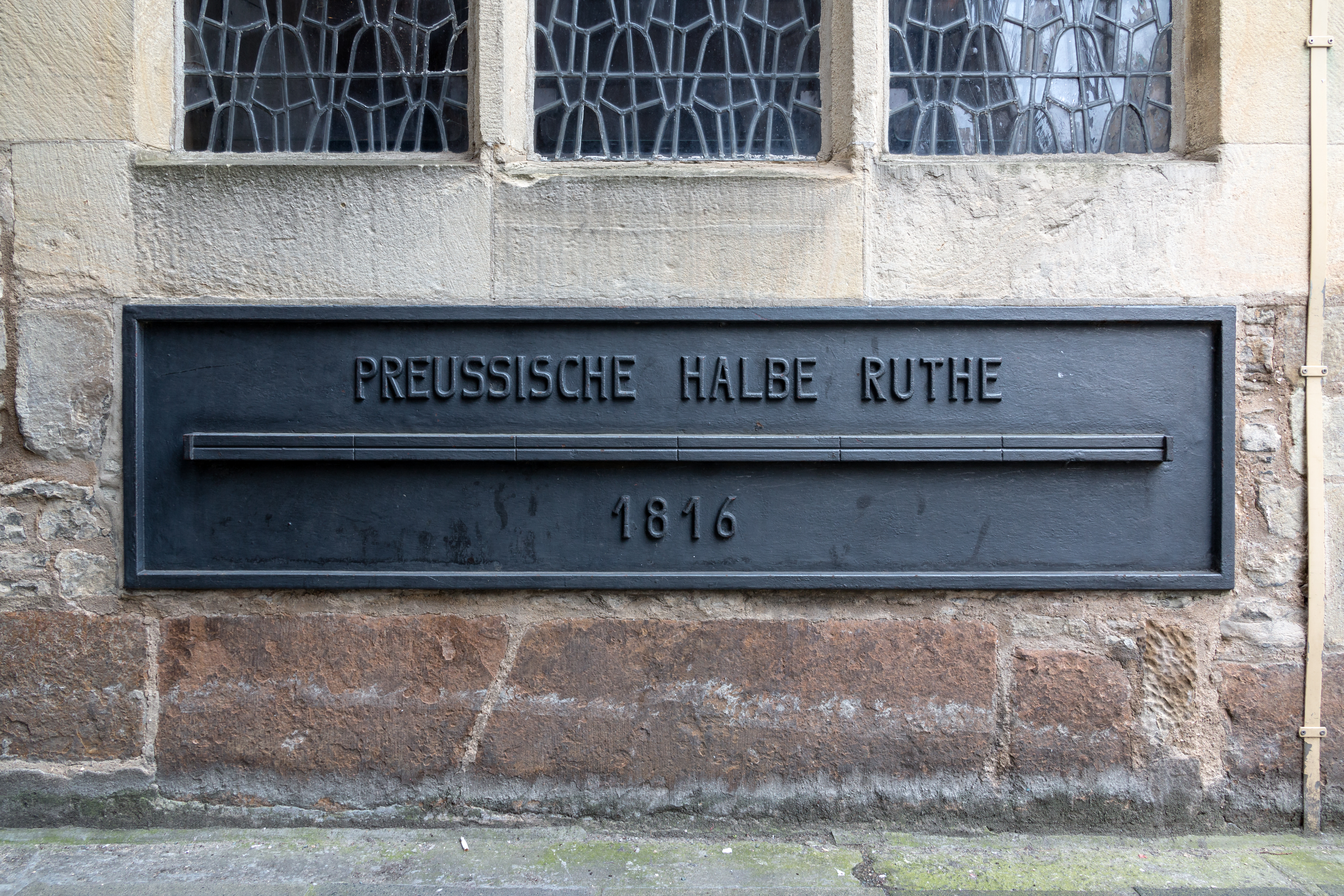
„Preußische Halbe Ruthe“ an der Nordwand des Rathauses

Wesentlich wichtiger war die Funktion eines Kaufhauses. So war es während der Zeit der Jahrmärkte auch ortsfremden Händlern und Bürgern, die nicht Mitglied einer Gilde waren, gestattet, Waren innerhalb der Stadt zu verkaufen. Dazu erhielten die ortsansässigen Gilden die Genehmigung, ihre Stände im Rathaus aufzustellen, während sich die zuerstgenannten Gruppen den Platz im oberen Hauptgeschoss teilen mussten. Zur Lagerung entsprechender Waren wie Tüchern, Holz und Vorräte waren die vier Dachböden des Rathauses vorgesehen, die seine Funktion als Tuch- beziehungsweise Kornhaus beschreibt. Auch die Keller wurden zur Lagerung von Waren genutzt. Bei diesen Waren handelte es sich jedoch hauptsächlich um Wein, der ab 1616 im fertiggestellten benachbarten Stadtweinhaus gelagert wurde. Gleichzeitig bekam es die Funktion als Wiegehaus übertragen und die Stadtwaage wurde dementsprechend davor aufgebaut. An die Funktion eines Kaufhauses erinnert die an der Nordseite des Rathauses angebrachte Tafel mit einer „Preußischen Halben Ruthe“, der gesetzlichen Längeneinheit des Jahres 1816, mit der in Münster zu jener Zeit gemessen wurde und an die sich auch Händler beim Verkauf ihrer Waren halten mussten. Bei Streitigkeiten zwischen Käufer und Verkäufer diente sie zudem als Referenz für das im Rathaus tagende Gericht.
Eine Nutzung als Hauptwache ist ab dem Jahr 1637 bezeugt, als eine Offiziersstube am Markt erwähnt wird. Nach der Niederlage und Kapitulation im Konflikt mit dem fürstbischöflichen Landesherren Christoph Bernhard von Galen 1661 befand sie sich durchgehend bis in das Jahr 1843 im Rathaus. Danach wurde sie ebenfalls in das benachbarte Stadtweinhaus versetzt. Die Waffen der Stadt befanden sich ebenfalls im Rathaus. Sie waren in der Rüstkammer im oberen Hauptgeschoss über der Ratskammer eingelagert.
Heutzutage wird das Rathaus hauptsächlich nur noch für kulturelle oder repräsentative Anlässe wie zum Beispiel dem großen Bankett zum 350-jährigen Jubiläum des Westfälischen Friedens, der Vergabe des Internationalen Preis des Westfälischen Friedens oder der Ausrichtung des Kramermahls genutzt. Ratssitzungen finden hier allerdings immer noch statt, wenn auch nicht in der Ratskammer, sondern im Festsaal. Neben dem offiziellen Empfang von Würdenträgern und der Ausrichtung von Festivitäten, beispielsweise Jubiläen örtlicher Vereine, wird es regelmäßig während Wahlen als Zentrale des Wahlamtes sowie zur Verkündung der Wahlergebnisse verwendet. Darüber hinaus ist die Liveübertragung eines Fernsehgottesdienstes, mit dem das ZDF eigenen Angaben zufolge regelmäßig rund 700.000 Zuschauer erreicht, aus dem Friedenssaal nennenswert, die am 22. September 2013 erfolgte.
Am 3./4. November 2022 fand im Friedenssaal des Rathauses das Treffen der Außenminister der G7-Staaten unter Leitung von Außenministerin Annalena Baerbock statt. Auf Kritik stieß dabei in der Öffentlichkeit, dass im Zuge einer Umgestaltung des Saals für das Treffen auf Wunsch der Protokollabteilung des Außenministeriums das Kreuz an der Nordwand des Saales entfernt wurde.

## Das Rathaus als Museum
Neben der Aufbewahrung und Ausstellung von diversen Kunstgegenständen sowie Kunstschätzen der Stadt kann das Rathaus bereits ab der Mitte des 16. Jahrhunderts als Vorläufer eines modernen Museums angesehen werden, das an bedeutende Ereignisse erinnern und gleichzeitig ermahnen soll. Aufgrund des Kapitels der Herrschaft der Täufer in Münster zierten die vier Folterzangen alsbald die Pfeiler der Bogenhalle. Neben den Käfigen der Lambertikirche, in denen die Leichen der Täufer zur Schau gestellt wurden, dienten sie als mahnendes Beispiel und zur Abschreckung. Erst bei der Renovierung des Giebels im Jahre 1848 wurden sie von dort entfernt und in den Friedenssaal verbracht. Dort hingen sie bis ins Jahr 1921, als sie an das Landesmuseum verliehen wurden.
Ein weiterer Gegenstand des Ensembles war das Folterhalseisen. Dabei handelt es sich um eisernes Halsband, an dem eine ebenfalls eiserne, bewegliche, 15 cm hohe und 14 cm breite Gesichtsmaske angebracht ist. Auf der Innenseite des Halsbandes befinden sich vorne acht 1,6 cm lange und hinten sechs 2 cm lange Stacheln, die sich dem Träger in den Hals bohrten. Obwohl es anzunehmen ist, dass es nicht bei der Folter des Täuferkönigs Jan van Leiden verwendet worden ist, so stammt es zumindest aus derselben Epoche. Wahrscheinlich wurde er zur Folter der Gefangenen nach der Niederwerfung des Aufstandes von Heinrich Mollenhecke verwendet, der sich gegen die Einführung der Polygamie durch die Täufer zur Wehr setzte und von ihnen deshalb gefoltert wurde.
Ganz im Gegensatz zu den Erinnerungen an die Epoche der Täufer steht der Friedenssaal als Zeugnis für die Bemühungen um Frieden und Sicherheit in Europa. Aufgrund seiner historischen Bedeutung wurde er seit dem Abschluss des Westfälischen Friedens im Jahre 1648 nicht mehr verändert. Spätestens im Jahre 1803 nach der Besetzung des Hochstifts Münster und der Stadt selbst durch die Preußen war man sich der Funktion als Gedenkstätte bewusst. So wurde bei der Umgestaltung des Rathauses vorgeschlagen, den Friedenssaal in seiner Form zu erhalten. Auch beim großen Umbau und der Renovierung des Rathauses im Jahre 1848 blieb er unberührt. Maßgeblichen Einfluss hatte die Bestimmung des preußischen Königs Friedrich Wilhelm III. bei seinem Besuch am 21. September 1817, dass der Friedenssaal zu erhalten sei und nie für andere Zwecke benutzt werden sollte.

### Historische Waffen und Gegenstände
Das Rathaus beherbergt auch eine Sammlung weiterer historischer Gegenstände. Der Kunstbesitz der Stadt hingegen ist weitestgehend als Leihgabe im Landesmuseum ausgestellt. Ebenso befinden sich Teile der Gegenstände im Landesmuseum, von denen einige allerdings nicht mehr alle erhalten sind, da sie dem Zweiten Weltkrieg zum Opfer fielen.

#### Waffen

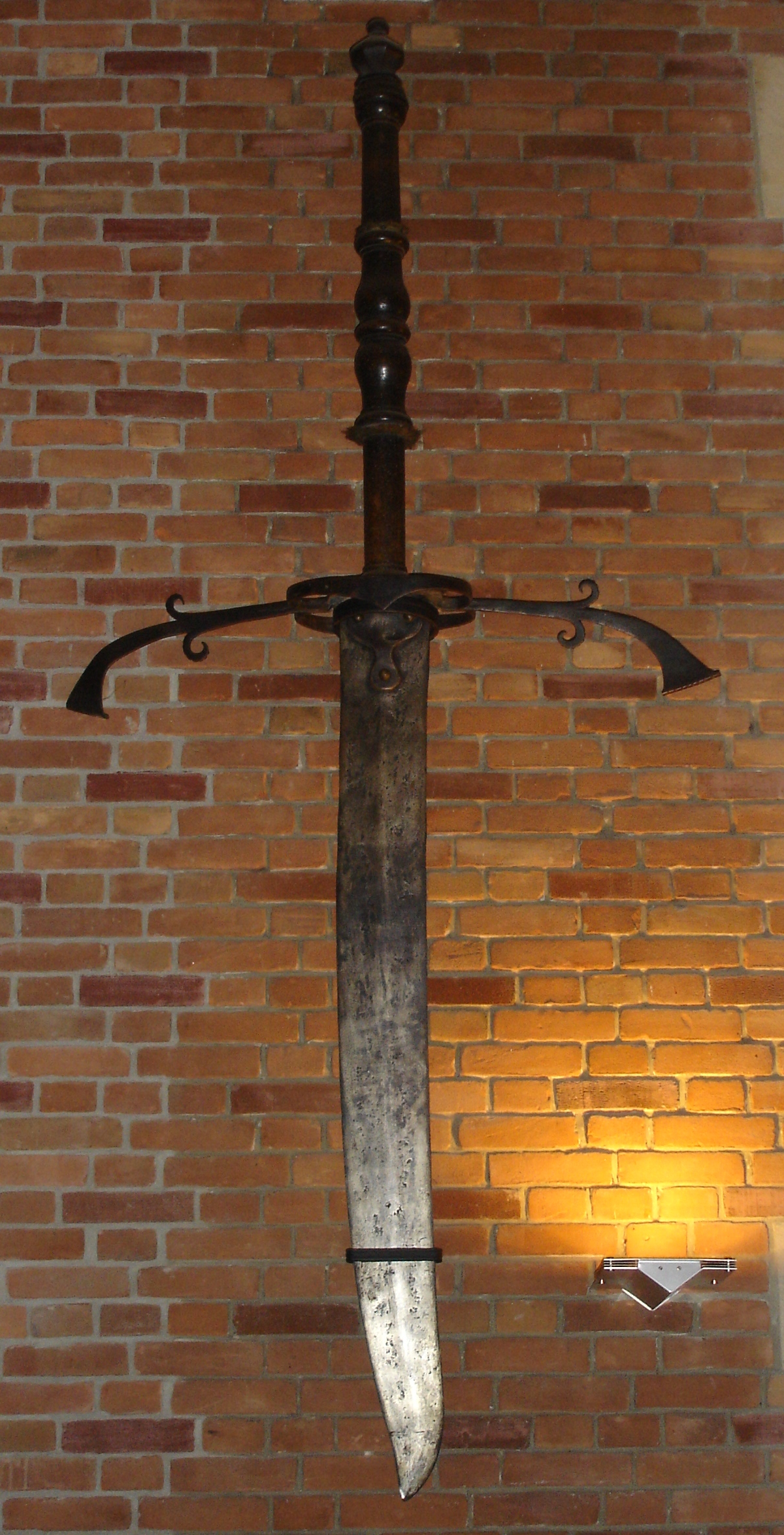
Das Riesenschwert

Beim ersten Teil der Exponate handelt es sich größtenteils um alte Waffen aus städtischem Besitz. Erhalten sind zwei von drei historischen Harnischen, die alle um 1550 geschaffen wurden. Sie sind in der Bürgerhalle ausgestellt. Dort finden sich ebenfalls drei Richtschwerter, die jeweils eine Länge zwischen 82 cm und 86 cm aufweisen. Das älteste von ihnen datiert um das Jahr 1550, das jüngste um das Jahr 1600. Auch acht Schlachtschwerter sind erhalten. Sie gehörten einst der Großen Schützenbrüderschaft, die nach der Herrschaft der Täufer in Münster im Jahre 1557 neu gegründet wurde. Entstanden sind die mit einer 1,20 m langen Klinge versehenen Schwerter vermutlich um das Jahr 1570. Ein weiteres Exponat ist eine Sammlung von zehn Stangenwaffen. Bei dreien dieser Waffen handelt es sich um Partisanen. Zwei von ihnen entstanden um das Jahr 1600, eine gegen Ende des 16. Jahrhunderts. Ebenfalls aus der Jahrhundertwende des 16. und 17. Jahrhunderts stammen insgesamt sechs eiserne Hellebarden. Die letzte dieser Stangenwaffen ist ein Kriegsflegel. Allerdings ist dieser spätestens seit dem Jahre 1933 kein Original mehr, da dieser vom Holzwurm zerfressen wurde.
Ein besonderes Exponat ist ein 2,49 m langes Riesenschwert mit einer 1,45 m langen und durchschnittlich 15 cm breiten, geschärften Klinge. Geschmiedet wurde es wahrscheinlich in der ersten Hälfte des 17. Jahrhunderts. Die größte Waffe überstand den Zweiten Weltkrieg jedoch nicht. Es handelte sich dabei um eine 3,78 m lange Riesenhellebarde, die zusammen mit dem Riesenschwert angefertigt wurde. Welchem Zweck diese beiden monumentalen Waffen dienten ist nicht hinreichend geklärt. Sie könnten jedoch Teil einer Theateraufführung von David und Goliath im 16. oder 17. Jahrhundert gewesen sein.
Zur Ausstellung des Rathauses gehörten auch eine Wallbüchse aus dem Jahre 1586 mit einem Kaliber von 3 cm und ein Wallbüchsenlauf aus der zweiten Hälfte des 16. Jahrhunderts mit einem Kaliber von 3,3 cm. Es ist unbekannt, wie die Stadt in den Besitz dieser Waffen gekommen ist. Erhalten von diesen beiden Stücken ist noch der einzelne Lauf.

#### Fahnen und Standarten

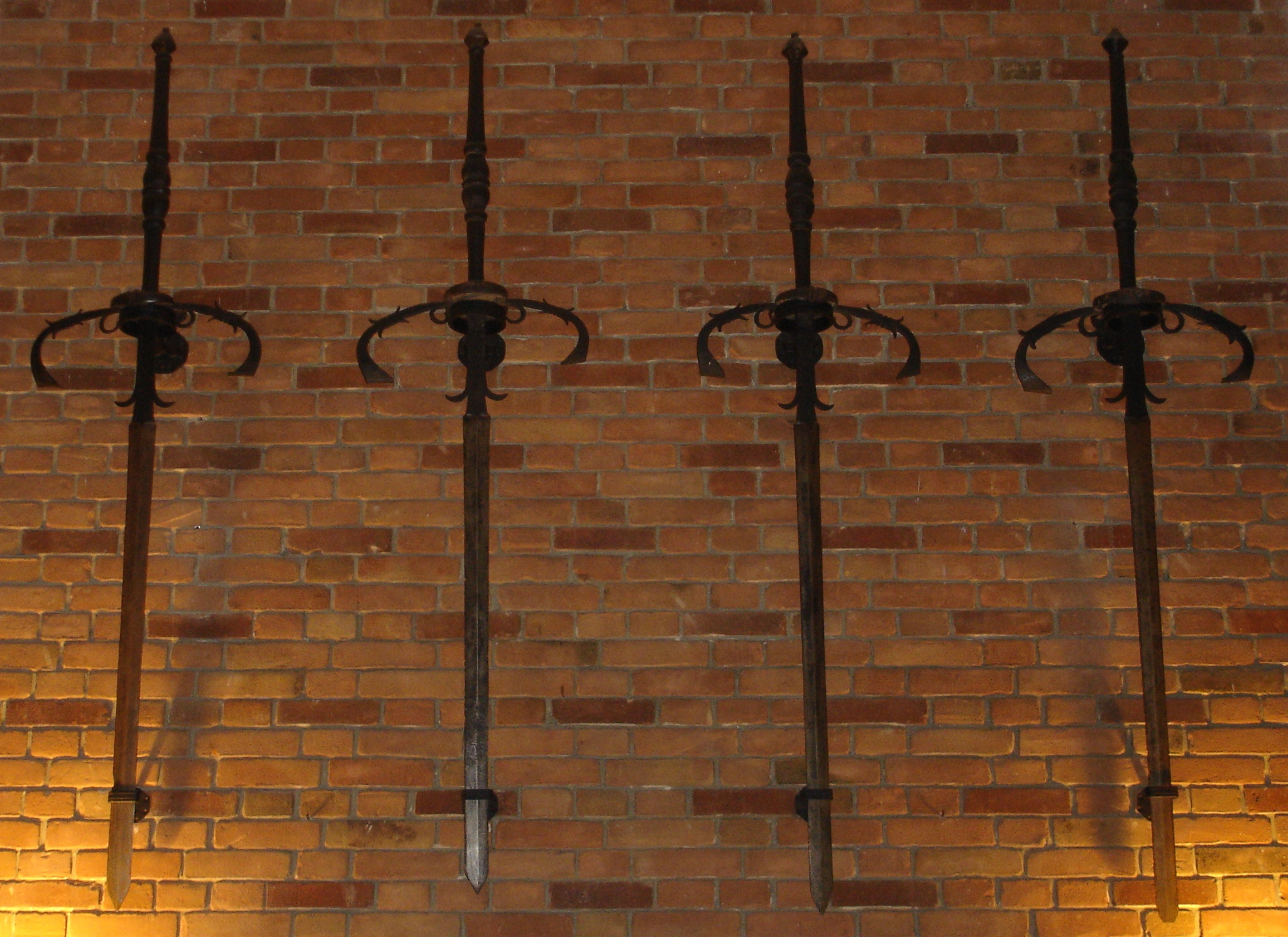
Vier der Schlachtschwerter

Alle im Rathaus ausgestellten Fahnen haben den Zweiten Weltkrieg überstanden und sind im Landesmuseum ausgestellt. Dabei handelt es sich um die beiden Friedensfahnen aus dem Jahre 1648 sowie die Fahne von der Einführung des Fürstbischofs Ferdinand von Fürstenberg von 1678. Ebenfalls zur Ausstellung gehören zwei Standarten des Freiwilligenkorps der bürgerlichen Kavallerie. Sie wurden am 3. Mai 1763 geweiht und gelangten durch einen Nachlass in den Besitz der Stadt. Aus den Jahren 1780 und 1781 stammten drei Laischafts-Fahnen aus den Laischaften Lamberti, Ludgeri sowie Liebfrauen, das heißt den weltlichen Gesellschaften aus den jeweiligen Pfarrbezirken. Bei den letzten historischen Fahnen handelte es sich drei Fahnen der Bürgergarde aus dem Jahre 1815.

#### Ratssilber
Zur Ausstellung gehört auch das erhaltene Ratssilber. Obwohl es sich hierbei um eine stattliche Sammlung handelte, kann sie sich mit denen anderer Städte nicht verglichen. Das liegt daran, dass die Stadt Münster ihr Ratssilber öfters neu aufbauen musste. So zerstörten die Täufer während ihrer Herrschaft 1534/35 die komplette Sammlung. Auch in Notzeiten wurde es eingeschmolzen und veräußert, zum Beispiel während der Belagerung durch Fürstbischof Christoph Bernhard von Galen im Jahre 1661. Aber nicht nur Not und Zerstörung trugen zum Verlust bei. Oftmals wurde das Silber an wichtige und einflussreiche Personen und Offiziere verschenkt. Letztendlich blieben nur drei Teile erhalten.

#### Weitere Gegenstände

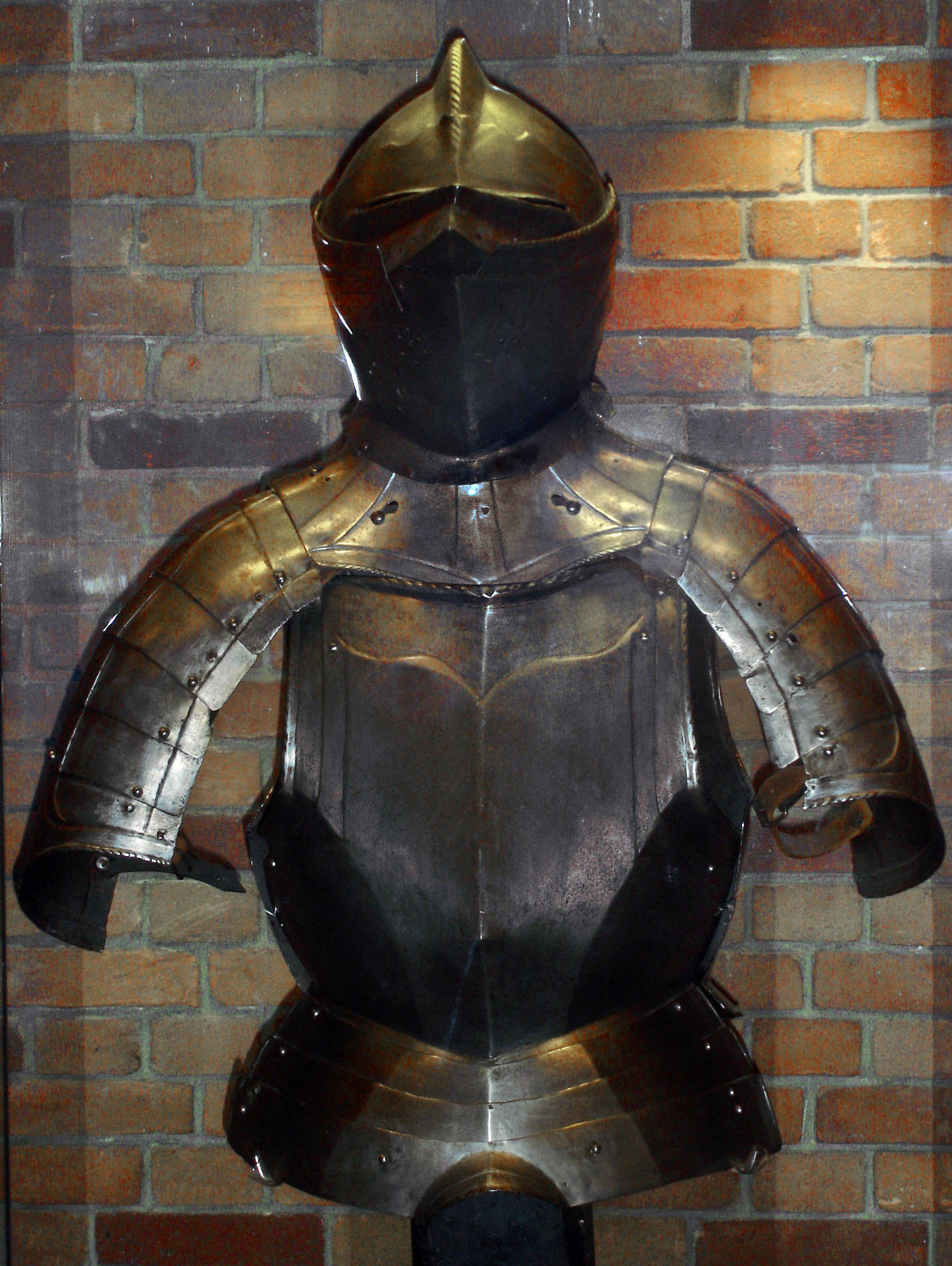
Einer der Harnische

Die Liste der Einzelstücke ohne eine besondere Zuordnung beginnt mit dem Stab des Türwärters. Dieser 128,4 cm lange, 1,7 cm bis 2,3 cm dicke und mit zwei Kugeln mit je 6,7 cm und 18,8 cm Durchmesser versehene Stab entstand vermutlich im Jahre 1545. Als gesichert gilt aber ein Entstehungsdatum vor der Wiedereinführung der Gilden im Jahre 1553, da dem Stab ein Stadtbeschauzeichen und ein Meistervermerk fehlt.
Der zweite Gegenstand ist ein Spielmannswappen aus vergoldetem Silber mit einem Durchmesser von 13,3 cm. Die Vorderseite des Wappens zeigt das Wappen der Stadt Münster in der Schmuckfassung mit Helm und Löwen. Obwohl es das Entstehungsdatum 1606 auf der Rückseite trägt, ist auf der Rechnung des Stadtkämmerers für das Jahr 1605 vermerkt. Dieser Umstand lässt sich durch die Ratswahl am 20. Januar 1606 erklären, dass Rechnungen bis zu diesem Zeitpunkt unter dem Jahr 1605 weitergeführt wurden.
Das Besondere am Münzbecher ist nicht seine Entstehungszeit in der zweiten Hälfte des 17. Jahrhunderts, sondern sind die in das Metall eingelassenen Münzen. An der Außenseite befinden sich in zwei Reihen übereinander jeweils sieben, meist sächsische Taler. Den Boden des Bechers ziert eine Gedenkmünze Engelbert Kettlers an den Westfälischen Frieden von 1648. In den Deckel ist eine Nachprägung einer Münze der Täufer eingelassen. Ebenfalls in Verbindung mit Münzen stehen die Münzprägemaschinen, die von einem Münzfälscher um 1686 zum Prägen von falschen Münzen verwendet worden sein sollen. Beide Exponate befinden sich als Leihgabe im Landesmuseum.

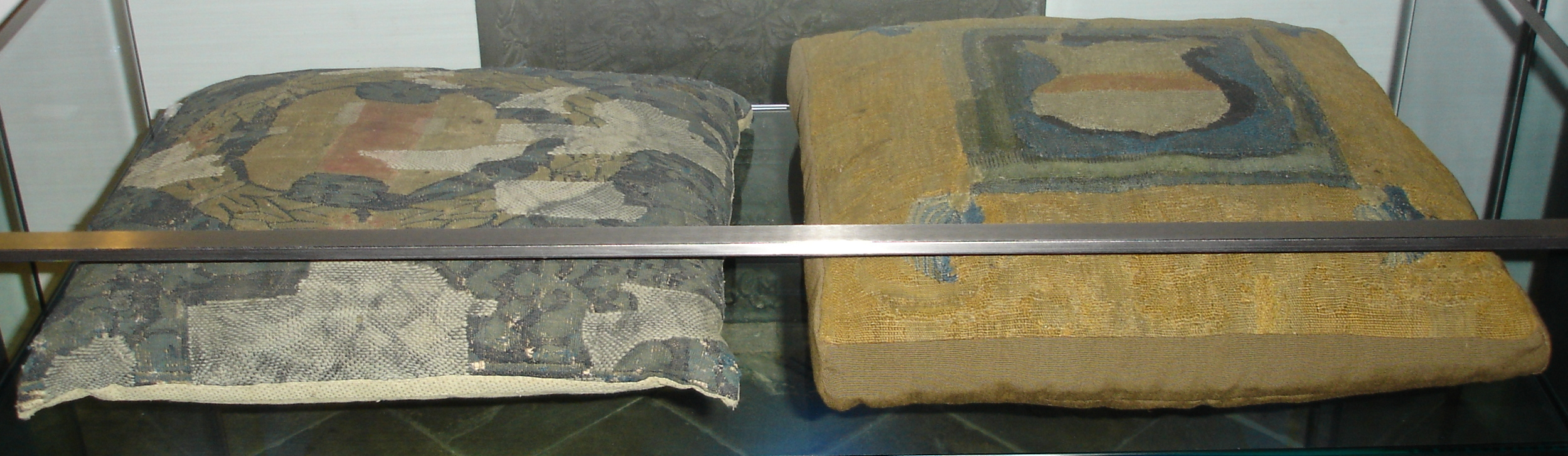
Jeweils ein Sitzkissen der beiden Gruppen. Links ein Kissen der jüngeren Gruppe um 1553, rechts eines der älteren um 1537.

Ebenfalls im Landesmuseum sind die Reste eines Himmelbettes zu sehen. Sie wurden zunächst als Bettlade des Anführers der Täufer, Jan van Leiden, angesehen. Allerdings stammen sie aus dem Wohnhaus eines anderen Täufers, nämlich von Bernd Knipperdolling, um das Jahr 1550. Zu welchem Zeitpunkt sie in den Besitz der Stadt übergingen, ist nicht bekannt. Der Zeitraum lässt sich jedoch zwischen 1759 und 1836 begrenzen.
Abschließend befinden sich noch 26 Sitzkissen im Rathaus für die Sitzbänke in der Ratskammer. Sie dienten als Sitzunterlage für die 24 Ratsherren und die beiden Bürgermeister. Dabei sind die Kissen in zwei Gruppen zu je 13 Kissen aufteilen, erkennbar an der unterschiedlichen Gestaltung des aufgebrachten Stadtwappens. Die erste Hälfte entstand vermutlich um das Jahr 1537, die zweite Hälfte um 1553.

## Besonderheiten

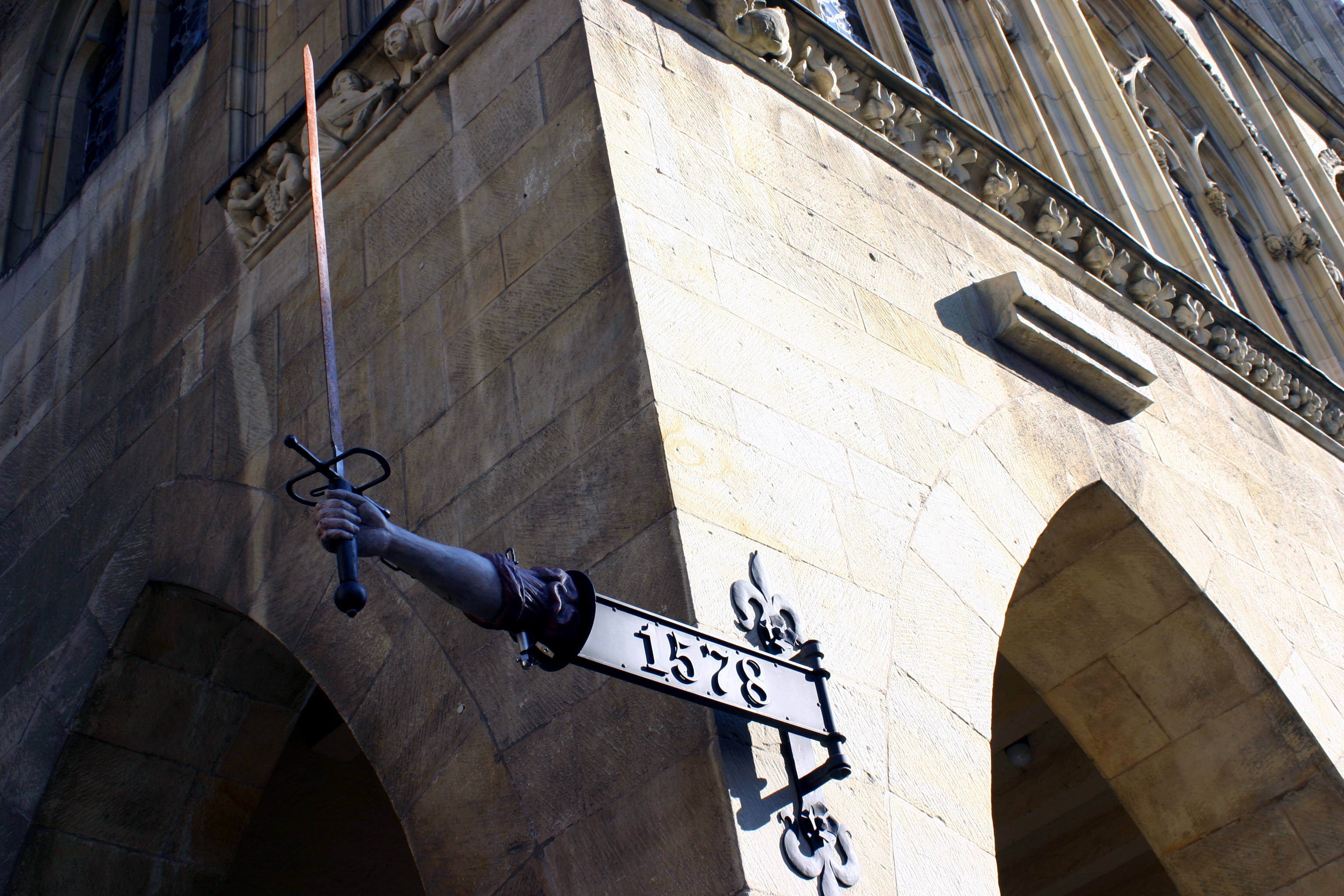
Das Sendschwert am Rathaus als Zeichen des Marktrechts der Stadt Münster während des dreimal im Jahr stattfindenden Sends.

Am 22. Januar 1536 war das Rathaus Schauplatz der öffentlichen Hinrichtung der drei Anführer der Täufer von Münster durch die wiedererstarkte katholische Kirche. Gegen 8 Uhr vormittags wurden sie dazu auf ein Podest vor dem Rathaus geführt. Jan van Leiden, selbsternannter König des sogenannten Königreiches Zion, wurde an einen Pfahl gebunden und durch glühende Zangen zu beiden Seiten durch einen Henker aus Paderborn und einen aus Münster zerrissen, bevor er durch einen Messerstich in die Brust erdolcht wurde. Es soll noch über eine Stunde gedauert haben, bis van Leiden daran gestorben ist. Die Hinrichtung der beiden anderen Anführer, Bernd Krechting und Bernd Knipperdolling, erfolgte auf dieselbe Art und Weise. Die vier dafür verwendeten Zangen wurden anschließend an den Säulen der Bogenhalle angebracht. Sie dienten zur Mahnung und Abschreckung möglicher Aufrührer gegen den Bischof, und wie mit ihnen in Münster verfahren wird.
Seit dem Jahr 1578 wird während der Zeit des dreimal jährlich stattfindenden Jahrmarktes, dem Send, das sogenannte Sendschwert an der nordwestlichen Ecke des Rathauses aufgesteckt. Die Wahl fiel auf diese Ecke, weil das Sendschwert so vom Markt auf dem Domplatz aus durch das Michaelistor der Domburg noch zu sehen war. Es dokumentiert das Marktrecht der Stadt Münster und zugleich ein verschärftes Strafrecht während der Zeit des Jahrmarktes. In den Zeiträumen zwischen den Jahrmärkten hängt es in der Bürgerhalle des Rathauses. Seit dem Jahr 2001 handelt es sich bei dem Schwert jedoch um eine Replik, nachdem das über 400 Jahre alte Original von Dieben in der Sendnacht auf den 24. Oktober 2000 gestohlen wurde und bislang unauffindbar ist. Der Arm aus Holz, der das Schwert hält, wurde schon 1923 durch eine Replik ersetzt, da der originale Arm vom Holzwurm durchlöchert worden war.

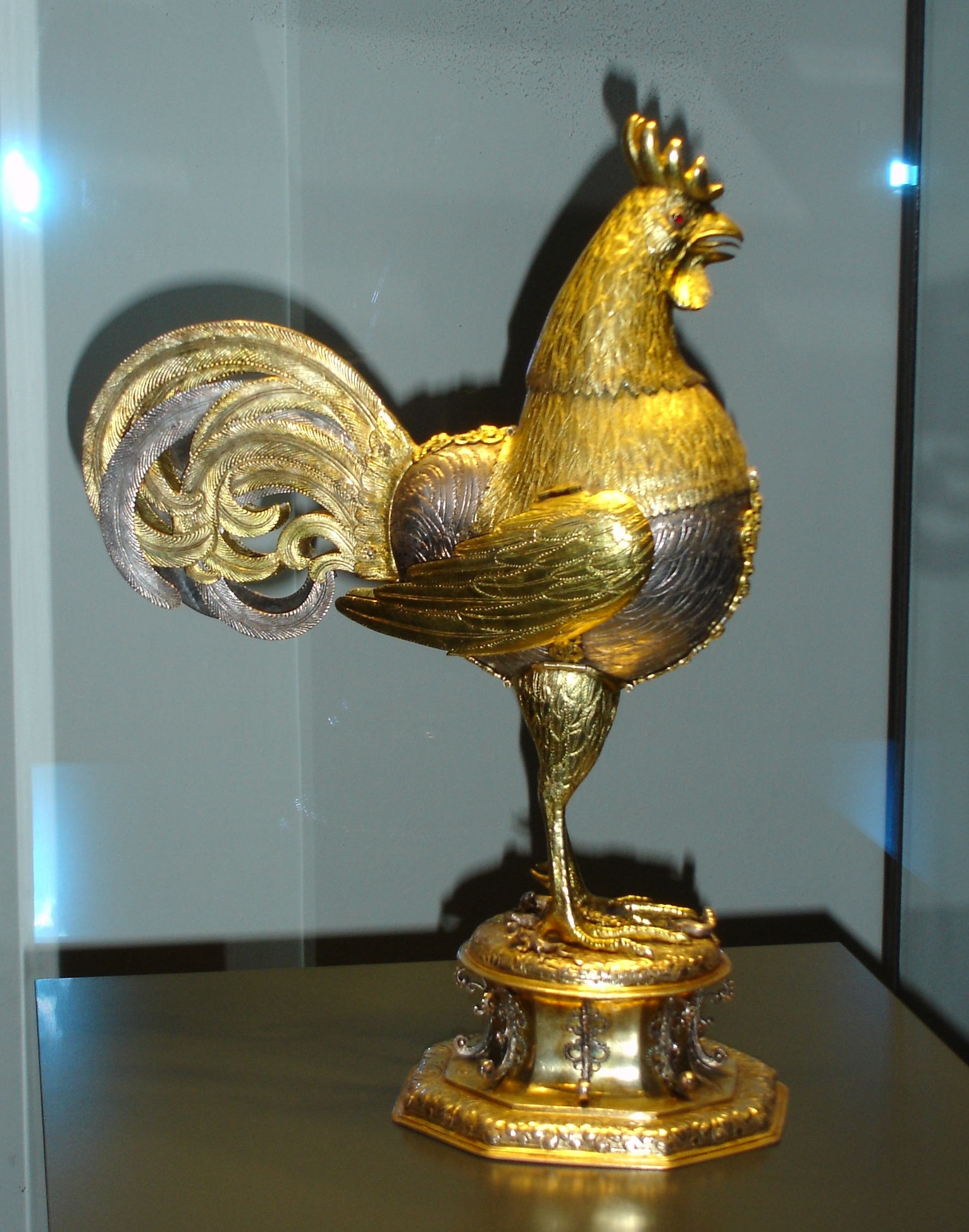
Der Goldene Hahn

Im Friedenssaal des Rathauses befinden sich in Vitrinen ausgestellt drei, teils mysteriöse Gegenstände aus Münsters Vergangenheit. Ein Gegenstand ist der Goldene Hahn der Stadt, ein Trinkgefäß aus vergoldetem Silber, das in Nürnberg gefertigt wurde. Das Jahr lässt sich nicht genau beziffern. Einige Quellen gehen vom Jahr 1600, andere von 1621 aus. Dieses Gefäß wird heute vor allem für die Begrüßung von Ehrengästen eingesetzt, die daraus nach dem Eintrag ins Goldene Buch der Stadt trinken. Dazu wird der Hahn mit Wein gefüllt. Er fasst ungefähr den Inhalt einer normalen Weinflasche. Einer Sage nach wurde der Goldene Hahn durch einen münsterschen Ratsherrn gestiftet, nachdem der letzte Hahn der Stadt während der Belagerung durch Fürstbischof Christoph Bernhard von Galen kurz vor seiner Köpfung entwischt war und auf der Stadtmauer entlang gelaufen war. Dies brachte den Fürstbischof zu der Einsicht, dass eine Belagerung der Stadt und das Warten auf eine Hungersnot sinnlos seien, da noch genug Essensvorräte in der Stadt seien, so dass er daraufhin die Belagerung abbrach. Dies steht im Widerspruch zur Zeit der Erschaffung des Hahns, da eine Belagerung der Stadt durch von Galen frühestens im Jahre 1657 stattfand.

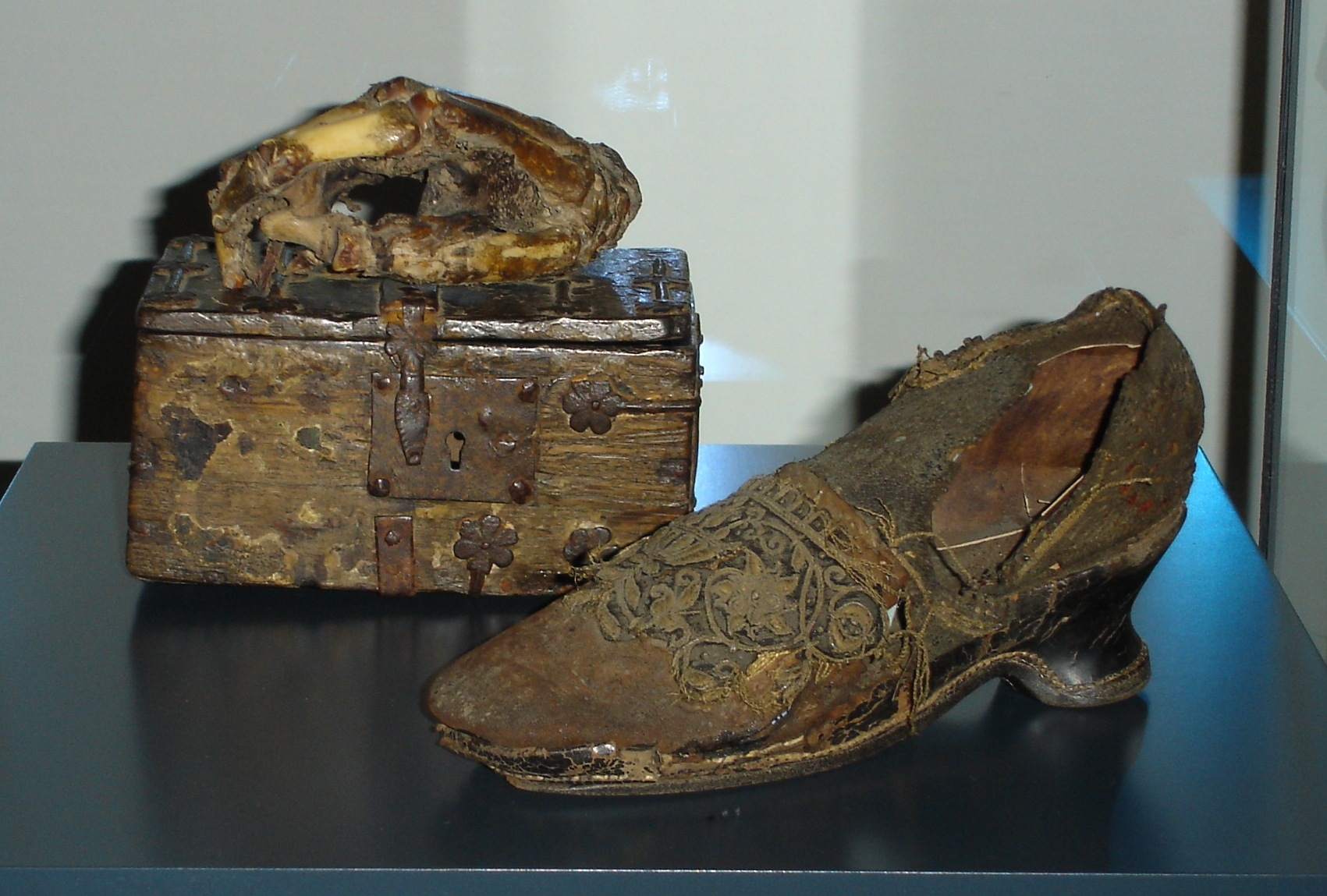
Abgeschlagene Hand und Pantoffel

Bei dem zweiten Gegenstand handelt es sich um einen Pantoffel aus den Jahren zwischen 1620 und 1640. Die Herkunft sowie der Grund der Aufbewahrung sind nicht überliefert. Ursprünglich wurde der Pantoffel Elisabeth Wandscherer zugeschrieben, einer der vielen Ehefrauen des Anführers der Täufer in Münster, Jan van Leiden, der sie 1535 eigenhändig geköpft hat. Neuere Quellen gehen jedoch davon aus, dass der Schuh Anne von Bourbon, der Herzogin von Longueville gehörte, die ihren Ehemann Henri II. d’Orleans und Herzog von Longueville zu den Friedensverhandlungen zum Westfälischen Frieden begleitet hatte.
Der wohl merkwürdigste Gegenstand sind die Überreste einer abgeschlagenen Hand, die auf einem Kästchen aus Eichenholz ruht. Wie schon beim Pantoffel ist über die Herkunft wenig bekannt. Fest steht nur, dass das Kästchen aus der zweiten Hälfte des 16. Jahrhunderts stammt. Glaubt man einer Überlieferung, soll es sich um die Hand des Urkundenfälschers Küster Brand zu Löhningen handeln, die ihm am 14. Januar 1705 abgehackt wurde und zur Abschreckung möglicher Straftäter diente. Allerdings könnte sie auch eine Ermahnung an Prozessbeteiligte gegen Falschaussage und Meineid gewesen sein. Nach Einschätzung des forensischen Archäologen und Historikers Peter Pieper wurde die Hand nicht abgeschlagen, sondern chirurgisch abgetrennt, weswegen die Annahme naheliegt, dass es sich um ein Leibzeichen eines Opfers handelt, über welches vor Gericht verhandelt wurde. Weiterhin sei anzunehmen, dass der Mörder nicht ermittelt und der Prozess nicht abgeschlossen werden konnte, weswegen die Hand aufbewahrt wurde.

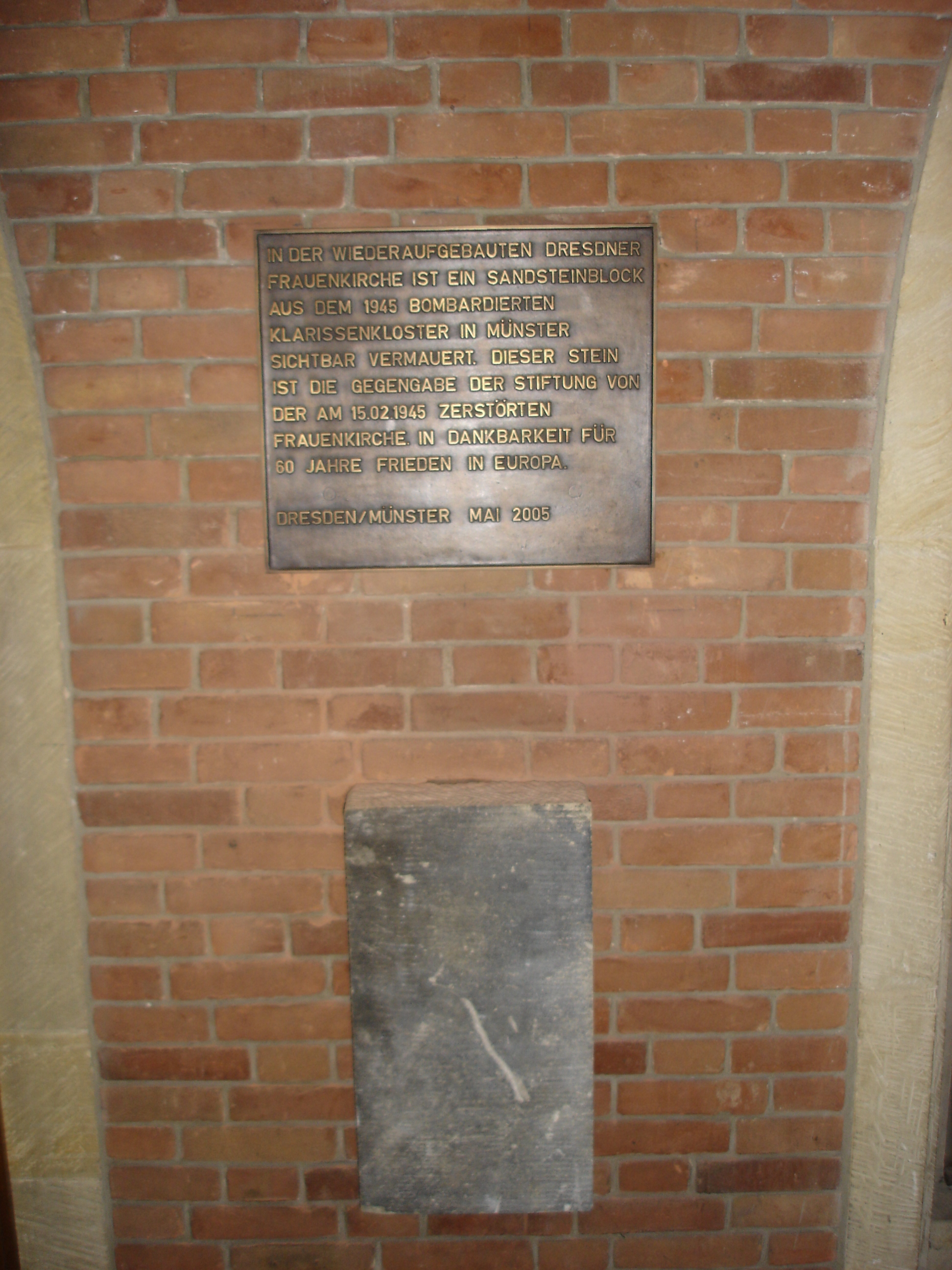
Stein der Dresdner Frauenkirche

Neben den Gegenständen des Friedenssaals ist eine weitere Besonderheit ein Originalstein aus der am 15. Februar 1945 zerstörten und mittlerweile wieder aufgebauten Dresdner Frauenkirche, der sich in der Eingangshalle des Rathauses auf der Innenseite der vorderen Wand zum Prinzipalmarkt hin befindet und im Mai 2005 als Zeichen für die Dankbarkeit für 60 Jahre Frieden in Europa angebracht wurde. Im Gegenzug wurde ein Stein des in Münster während des Zweiten Weltkriegs zerstörten Klarissenklosters beim Wiederaufbau der Frauenkirche sichtbar vermauert.
Im Rathausinnenhof befindet sich die Plastik „Toleranz durch Dialog“ des baskischen Bildhauers Eduardo Chillida. Sie entstand im Jahre 1993 und besteht aus zwei überdimensionalen Bänken aus Stahl, deren Sitzflächen einander zugewandt sind und teilweise vom Künstler ausgehöhlt wurden. Damit sollen die Gegensätze zwischen Material und Leere, Schwergewicht und Leichtigkeit sowie Offenheit und Geschlossenheit symbolisiert werden. Durch die einander zugewandte Anordnung der Bänke möchte der Künstler ausdrücken, dass die Annäherung dieser gegensätzlichen Zustände durch einen Dialog möglich ist.

## Nebengebäude
Neben dem Hauptgebäude gehörten zeitweise auch noch weitere Nebengebäude zum Rathaus. Bis auf das Stadtweinhaus existieren jedoch keine dieser Gebäude mehr. Sie werden im Folgenden vorgestellt.

### Stadtweinhaus

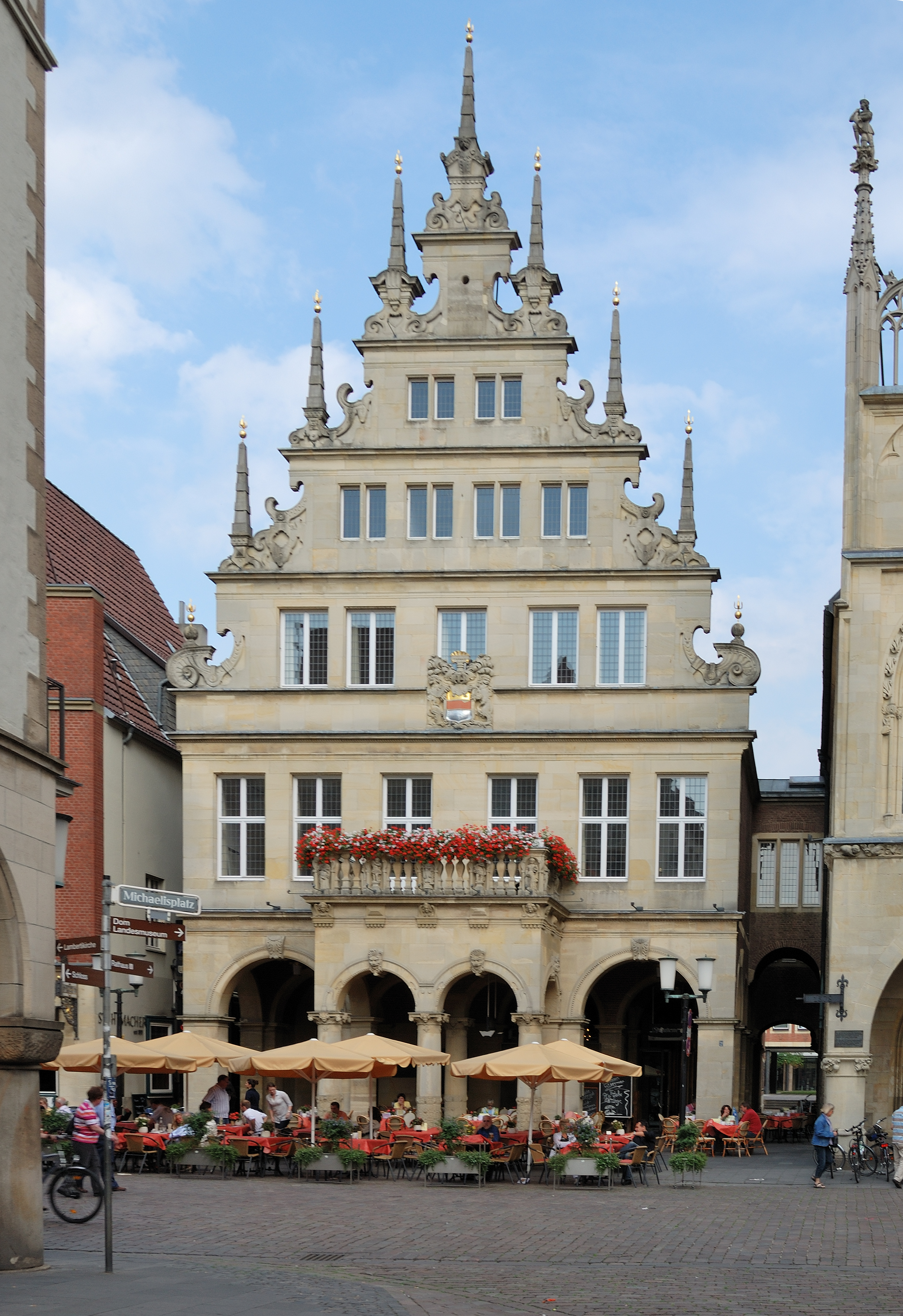
Das Stadtweinhaus

Das Stadtweinhaus wurde in den Jahren 1615/16 unter dem Ersten Bürgermeister Bernhard II. von Droste zu Hülshoff durch Johann von Bocholt erbaut und ist das einzige noch erhaltene Nebengebäude. Es befindet sich nördlich vom eigentlichen Rathaus, nur durch eine schmale Gasse von ihm getrennt. Im ersten Obergeschoss befindet sich ein Übergang zwischen den beiden Gebäuden, der den Festsaal des Rathauses mit dem großen Saal des Stadtweinhauses verbindet.
Es diente ursprünglich als Lagerhaus für den Wein der Stadt, der zuvor in den Kellern des Rathauses gelagert wurde. Ab dem Jahr 1843 wurde die Stadtwache in das Stadtweinhaus einquartiert. Sie befand sich zuvor seit der Niederlage der Stadt gegen Fürstbischof Christoph Bernhard von Galen im Jahre 1661 im Rathaus selbst. Ebenso war vor dem Haus die Stadtwaage aufgebaut, die in vielen anderen Rathäusern normalerweise innerhalb des Rathausgebäudes untergebracht war.
An die Funktion als Lagerstätte für den Wein des Stadtrates erinnert eine Weinschenke im Erdgeschoss. Im Sommer ist die Weinprobe auch vor dem Gebäude möglich, wobei der Außenbereich mitunter weit in die Marktstraße des Prinzipalmarktes hineinreicht.
Der große Saal, der sich hinter dem Balkon im Inneren des Gebäudes erstreckt, dient einerseits als Veranstaltungsort von Sitzungen des Stadtrates und andererseits als Festsaal. Sollten sich sowohl der Festsaal des Rathauses als auch des Stadtweinhauses als zu klein erweisen, so besteht über die Verbindung der beiden Räume die Möglichkeit auch große Festivitäten im historischen Ambiente abzuhalten. Der vorgelagerte Balkon dient unter anderem zur Begrüßung des alljährlich stattfindenden Rosenmontagszuges durch den Oberbürgermeister sowie anderen feierlichen und repräsentativen Anlässen.

### Gruthaus
Das Gruthaus (siehe Grundrissplan Nr. 11), das sich östlich des Rathauses befand, stellte das größte Nebengebäude dar. Der Name leitet sich von einer Heidepflanze und der im weiteren Verlauf daraus gewonnenen Mischung zum Brauen von Bier ab. Entsprechend seinem Namen wurde in diesem Haus das Grutbier gebraut, das bis zum Ende des 15. Jahrhunderts das einzige in Münster gebraute Bier darstellte. Da das Monopol der Herstellung und des Verkaufs der Grut beim Landesherren lag, erwarb die Stadt zunächst ab 1265 ein Drittel davon sowie ab 1278 die gesamte Menge vom bischöflichen Landesherren und braute ihr eigenes Bier im Gruthaus gegen eine jährliche Zahlung an das Domkapitel. Im 14. Jahrhundert bestritt die Stadt durch den Verkauf der Grut etwa zwei Drittel ihres Haushalts. Die Einnahmen wurden in Gold und Silber angelegt, woraus u. a. der Goldene Hahn gefertigt wurde. Am 23. November 1663 übernahm sie mit einer Zahlung von 30.000 Talern das Grutmonopol. Entsprechend wird angenommen, dass das Gruthaus um 1265 mit dem Beginn des Bierbrauens durch die Stadt entstanden ist. Es wurde vermutlich gegen Ende des 15. Jahrhunderts beziehungsweise Anfang des 16. Jahrhunderts durch einen Neubau ersetzt und 1867/68 abgebrochen. Bis dahin beherbergte es mit dem Grutsaal den Repräsentationssaal der Stadt. Neben Festen und Feierlichkeiten konnten auch anderen Gesellschaften ihn für ihre Feiern anmieten. An das Gruthaus, in welchem die Abgaben für das Bierbrauen erhoben wurden, erinnert die Gruetgasse. Bereits 1501 wurde der Weg Gruetstegge genannt.

### Schreiberei
Über die im Jahre 1870 abgebrochene Schreiberei (siehe Grundrissplan Nr. 10) liegen nur äußerst wenige Informationen anhand von Grundrissen um 1815 und einiger weniger Fotografien vor. Dabei handelte es sich bei diesem Gebäude um einen dreigeschossigen Anbau aus Backsteinen mit einem schlichten Dreiecksgiebel. Sie entstand vermutlich gegen Ende des 15. oder Anfang des 16. Jahrhunderts. Fest steht jedoch, dass Jan van Leiden, der Anführer der Täufer in Münster, im Jahre 1535 in das Gefängnis der Schreiberei verbracht wurde.
Dieses befand sich im Kellergeschoss und bestand aus einigen wenigen Zellen. Im Erdgeschoss besaß die Schreiberei eine Zweiteilung durch eine Kaminwand in Nord-Süd-Richtung. Über die ursprüngliche Lage der Treppe in das Obergeschoss finden sich keinerlei Informationen. Bei der beim Abriss des Gebäudes im Jahre 1870 entfernten Treppe handelt es sich jedenfalls nicht um das Original, da unter ihr ein alter Kamin zum Vorschein kam, der zudem mit dem Stadtwappen der Stadt Münster geschmückt war. Über den Verbleib des Kamins existieren keinerlei Informationen.

### Schmiedeturm/Archiv
Der Schmiedeturm (siehe Grundrissplan Nr. 9) entstand vermutlich gegen Ende des 16. Jahrhunderts als eigenständiges Gebäude nordöstlich des Hauptgebäudes. Seinen Namen verdankt es vier verhafteten Gesellen des Schmiedeamtes, die Anfang März 1618 in den Gewölben des Turms eingeschlossen wurde. Die Gesellen waren indes jedoch nicht die Einzigen, die eine Zeit lang im Turm verbringen mussten. Bis ins Jahr 1772 sind Inhaftierungen nachgewiesen.
Die eigentliche Funktion des Gebäudes war jedoch nicht die eines Gefängnisses – Gefangene wurden wie oben erwähnt im Keller der Schreiberei inhaftiert –, sondern die des Stadtarchivs. Das zweigeschossige Gebäude war zu diesem Zweck durch eine Wand in Nord-Süd-Richtung zweigeteilt. Während die Gefangenen im westlichen Gebäudeteil des Erdgeschosses untergebracht wurden, begann der Umbau des östlichen Teils zum Archiv im Jahre 1576. Die Erweiterung des Obergeschosses zum Archiv wurde im Jahre 1624 durchgeführt. Es war über eine kleine Wendeltreppe in der Südostecke zugänglich. Seine Funktion als Archiv behielt das Gebäude auch nach seinem Umbau von 1869 bis zur Übersiedlung des Archivs im Jahre 1906 in das neue Stadtverwaltungsgebäude, von dem nur noch der Turm erhalten ist. Ab dem Jahre 1918 diente der freigewordene Raum im Obergeschoss als Asyl für Obdachlose.
Nach starken Zerstörungen im Zweiten Weltkrieg im Jahre 1944 wurde der Schmiedeturm nicht wieder aufgebaut.

### Steveninks Hof
Früheste Erwähnung des Steveninks Hof finden sich für das Jahr 1503. Seinen Namen erhielt es nach dem damaligen Besitzer Kordt Stevenink. Nachdem es von einem Stadtrat im Jahre 1571 für 2400 Reichsmark gekauft wurde, fand ab 1594 ein Umbau statt und der Stadtsyndikus wohnte fortan bis ins Jahr 1704 in diesem Gebäude. Gleichzeitig erhielt es die Bezeichnung Syndikatshaus. Eine Ausnahme stellte die Zeit der Verhandlungen zum Westfälischen Frieden dar, als der Stadtkommandant Johann von Reumont im Steveninks Hof sein Quartier bezog.
Am 1. Oktober 1704 entscheidet der damalige Bischof Friedrich Christian von Plettenberg, dass von diesem Zeitpunkt an der Stadtrichter im Hof zu wohnen hat, um näher am Markt zu sein, wo die Gerichte abgehalten wurden. Das Gebäude wurde seitdem auch als Richthof bezeichnet.
Weitere Nutzungen fanden durch die Jesuiten im Siebenjährigen Krieg statt, die es als Schule nutzten, nachdem in ihrem Gymnasium ein Lazarett untergebracht worden war. Im Jahre 1806 versuchte die Stadt zweimal das Gebäude zu versteigern. Nachdem der bei der ersten Versteigerung erfolgreiche Weinhändler Gräser das Haus doch nicht übernahm und die zweite Versteigerung aufgrund der erzielten Summe für ungültig erklärt wurde, bewohnte der Postsekretär Dieckmann das Haus ab 1812. In den Jahren von 1818 bis 1851 bewohnte es der damalige Stadtsekretär Höttger. Nach seinem Tod im Jahre 1851 wurde das Gebäude abgebrochen.

### Weinhof

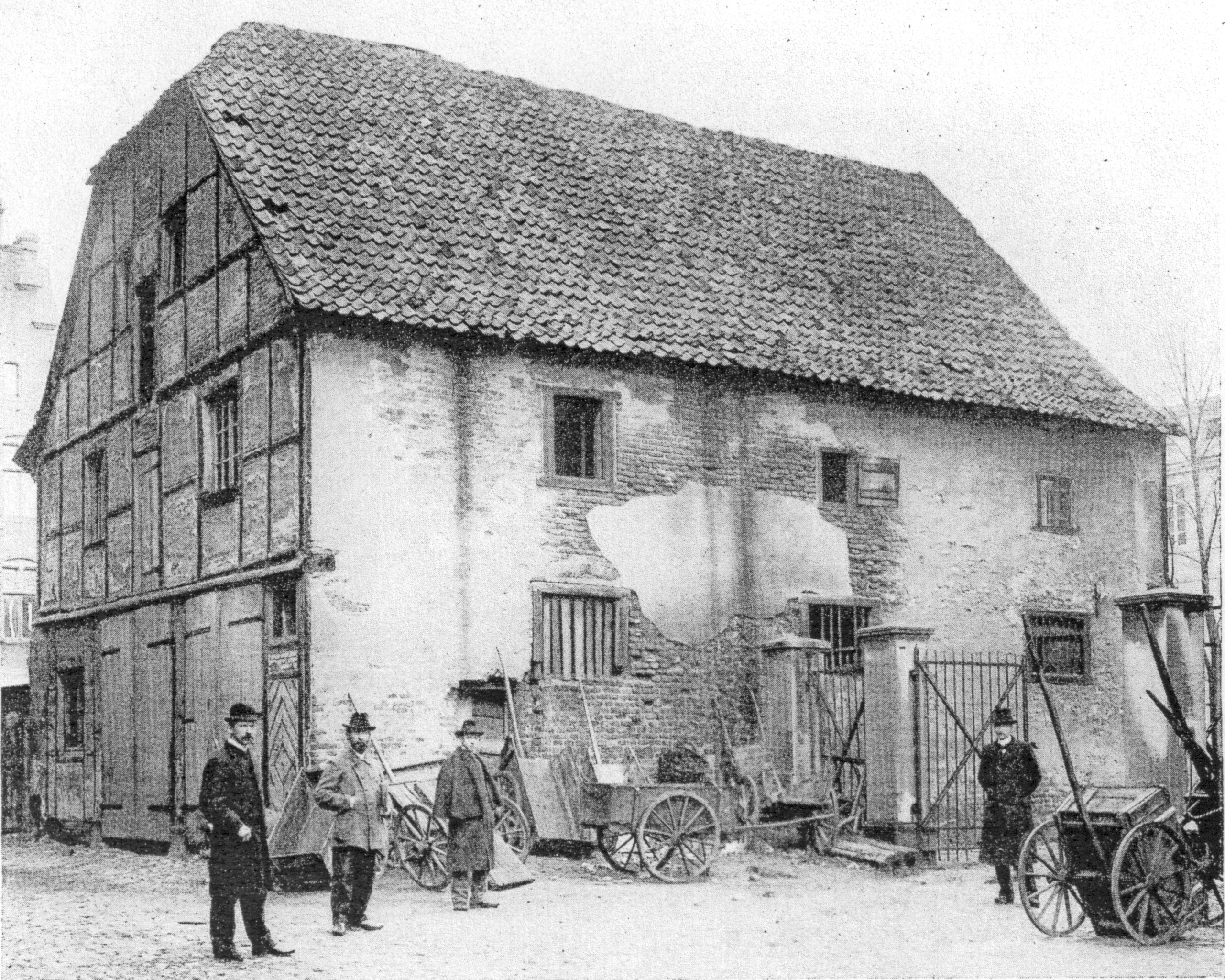
Der Ratsstall kurz vor dem Abriss um 1900

Der im Jahre 1853 abgebrochene Weinhof beherbergte ab dem Jahre 1604 die Wohnung des Stadtsekretärs. Vor dieser Funktion und der damit aufgegebenen Funktion als Weinhof diente das Gebäude offensichtlich als Synagoge für die erste jüdische Gemeinde in Münster. Nachdem die Juden für den Schwarzen Tod verantwortlich gemacht und um 1350 aus der Stadt vertrieben worden waren, konnte der Bischof als Landesherr frei über das Gebäude verfügen und verlieh es später an die Familie Stevenink, was wohl die Grundlage des großen Besitzes der Familie im Bereich des Rathauses erklärt.

### Ratsstall
Das letzte der Nebengebäude stellte der um 1900 abgebrochene Ratsstall (siehe Grundrissplan Nr. 12) dar, über dessen Zeitraum der Erbauung nichts bekannt ist. Erstmalige Erwähnung des östlich der Schreiberei befindlichen Gebäudes finden sich für das Jahr 1546. Er wurde vom Rat der Stadt vor allem im 16. und 17. Jahrhundert genutzt, als dieser umfangreiche Pferdezucht und Pferdehandel betrieb.